# Пісенний конкурс Євробачення 2024
Пісенний конкурс «Євробачення-2024» — 68-й пісенний конкурс, який відбувся в Мальме, Швеція, після перемоги Лорін з піснею «Tattoo» на Євробаченні-2023. Півфінали пройшли 7 та 9 травня, фінал — 11 травня 2024 року. Швеція приймала конкурс усьоме, а місто Мальме — втретє.
Переможцем Євробачення 2024 стала Швейцарія з піснею «The Code» у виконанні Nemo. Швейцарія перемогла в загальному голосуванні та голосуванні журі, а також посіла п'яте місце в телеголосуванні. Друге місце посів Baby Lasagna з піснею «Rim Tim Tagi Dim», який приніс Хорватії найкращий результат за всю історію участі країни на Євробаченні. Третьою фінішувала Україна з піснею «Teresa & Maria» у виконанні alyona alyona & Jerry Heil. Останнє місце посіла Норвегія, а Велика Британія отримала нуль балів від телеглядачів. Нідерланди були дискваліфіковані перед фіналом через інцидент представника країни Йоста Кляйна з учасницею знімальної групи після виступу у півфіналі.

## Місце проведення

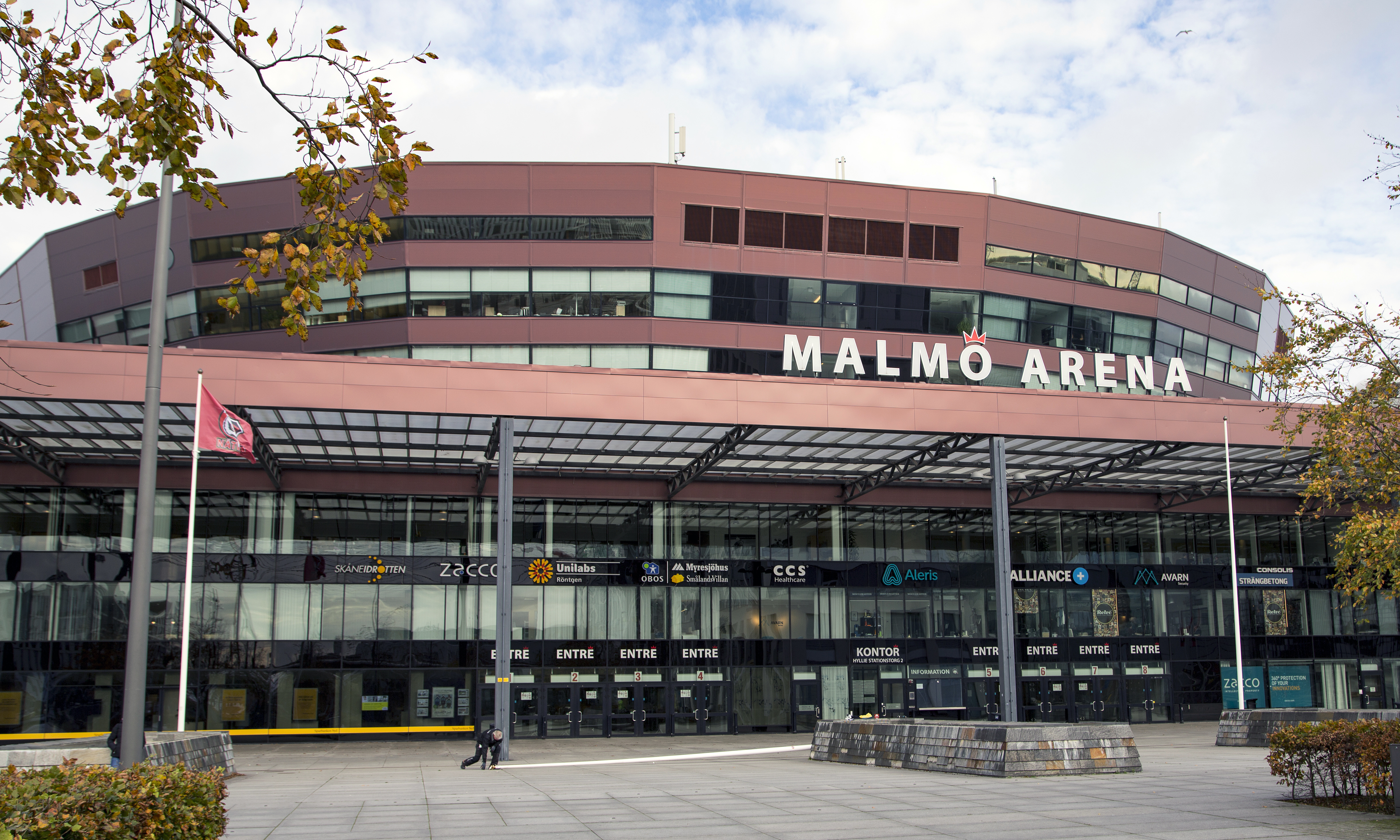
Malmö Arena – місце проведення Євробачення-2024

7 липня 2023 року стало відомо, що конкурс проводитиметься у Мальме. Місто прийматиме «Євробачення» втретє. Місцем проведення конкурсу стане Malmö Arena – багатофункціональна крита арена на 15500 місць, яка служить місцем проведення гандбольних матчів, матчів з флорболу, концертів та інших заходів. Арена відома тим, що вже приймала Пісенний конкурс Євробачення у 2013 році.

### Процес вибору міста
Конкурс 2024 року відбудеться у Швеції після перемоги країни у 2023 році з піснею «Tattoo» у виконанні Лорін. Це буде сьомий раз, коли Швеція приймає конкурс. Раніше країна була господаркою конкурсу в 1975, 1985, 1992, 2000, 2013 та 2016 роках.
Підготовка до конкурсу 2024 року розпочалася 14 травня 2023 року, відразу після перемоги Швеції на конкурсі 2023 року в Ліверпулі. Мартін Естердаль, виконавчий супервайзер конкурсу від імені Європейської мовної спілки (ЄМС), передав «SVT», шведському суспільному мовнику, який бере участь у конкурсі, теку з документами та USB-накопичувач з інструментами й інструкціями для початку роботи, необхідними для проведення наступного конкурсу.
Одразу було відомо, що конкурс не відбудеться в Avicii Arena (раніше Globen) у Стокгольмі, де відбулися конкурси 2000 і 2016 років, адже арена буде закрита на реконструкцію у 2024 році. Карін Ваннгорд, фінансова міська комісарка Стокгольма, заявила, що Friends Arena є їхнім головним варіантом для проведення конкурсу наступного року. Щоденний шведський таблоїд Aftonbladet також раніше повідомляв, що Стокгольм дуже сильно хотів би провести конкурс, оскільки вже провів кілька нарад про підготовку до конкурсу ще до перемоги Loreen. Три футбольні команди, що грають на аренах Friends Arena і Tele2, встигли висловити невдоволення потенційним проведенням Євробачення 2024 на цих майданчиках. Команди не хотіли звільняти арени на шість тижнів, як того вимагає регламент конкурсу. Якби вдалося домовитися про проведення конкурсу на одній із цих двох арен, Євробачення пройшло б в одному з найбільших залів в історії конкурсу.
Також свою заявку готує місто Мальме, що приймало Євробачення в 1992 і 2013 роках. Мальме-Арена, де конкурс пройшов після попередньої перемоги Loreen, єдине місце, доступне в місті, і найбільший майданчик у Швеції за межами Стокгольма. Проте, влада міста заявила, що ще оцінюватиме фінансову доцільність подання заявки на проведення Євробачення.
Ерншельдсвік є наступним містом у Швеції, яке виявило інтерес до проведення пісенного конкурсу Євробачення 2024. Місто, розташоване на півночі Швеції, є домом для трохи більше ніж 30 000 людей, і востаннє згадувалося як потенційне місто-господар, коли Швеція виграла конкурс у 2015 році. Напередодні конкурсу 2016 року вважалося, що Ерншельдсвік не має можливостей, необхідних для проведення Євробачення. Тоді було запропоновано пришвартовувати круїзні судна в порту для проживання відвідувачів.
Останнім містом, що виявило свою зацікавленість, стало місто Гетеборг. Арена Скандинавіум вже приймала пісенний конкурс Євробачення 1985.
     Місто-переможець
     Місто, яке потрапило в шортлист
     Міста, які офіційно подали заявку
| Місто        | Місце              | Місткість | Деталі | Дж.                                       |
| ------------ | ------------------ | --------- | --- | ----------------------------------------- |
| Гетеборг     | Скандинавіум       | 14 000    | Проводили Євробачення 1985. Покрівля даху потребувала коригування освітлювального обладнання. Сама арена підлягає знесенню після завершення будівництва нового спортивного комплексу поруч. | [ 13 ] [ 14 ] [ 15 ] [ 16 ] [ 17 ] [ 18 ] |
| Ерншельдсвік | Hägglunds Arena    | 9 800     | Домашня арена хокейної команди Modo Hockey. Арена приймала третій півфінал «Melodifestivalen-2007», перший півфінал «Melodifestivalen-2010» та четвертий півфінал «Melodifestivalen- 2014». Була одним із кандидатів на проведення пісенного конкурсу Євробачення 2016. Серед відомих виконавців, які виступали на арені — Takida, Томас Ледін, Еліс Купер, Тін Ліззі, Майкл В. Сміт і Кент. Тут також проходив Чемпіонат Європи з керлінгу 2008 року. Арена приймала Чемпіонат світу з хокею 2019 U18. | [ 14 ] [ 19 ]                             |
| Ескільстуна  | Stiga Sports Arena | 5 000     | Відбувся конкурс Melodifestivalen у 2020 році. Не відповідає вимогам ЄМС щодо місткості. | [ 20 ]                                    |
| Єнчепінг     | Husqvarna Garden   | 7 000     | Проводився конкурс Melodifestivalen у 2007 році. Не відповідає вимогам ЄМС щодо місткості. | [ 21 ] [ 22 ]                             |
| Мальме       | Мальме-Арена       | 15 500    | Відбулося Євробачення 2013. | [ 23 ] [ 24 ]                             |
| Партілле     | Partille Arena     | 5 500     | Проводили конкурс «Хор Євробачення 2019». Не відповідає вимогам ЄМС щодо місткості. | [ 25 ]                                    |
| Стокгольм    | Френдз-Арена       | 65 000    | Проводять фінали національного відбору на Євробачення (Melodifestivalen). Арена вважалася найбільш потенційним місцем проведення конкурсу у 2024 році. | [ 26 ] [ 27 ] [ 28 ] [ 29 ] [ 30 ] [ 31 ] |
| Стокгольм    | Теле2 Арена        | 45 000    | — | [ 26 ] [ 27 ] [ 28 ] [ 29 ] [ 30 ] [ 31 ] |
| Стокгольм    | Тимчасова арена    | —         | Пропозиція полягала в будівництві тимчасової арени у Фрігамнені, мотивована виробничими потребами конкурсу та труднощами з пошуком вільних місць на наявних у місті аренах протягом необхідних тижнів. | [ 26 ] [ 27 ] [ 28 ] [ 29 ] [ 30 ] [ 31 ] |

## Формат

### Девіз та візуальний дизайн
14 листопада 2023 року Європейська мовна спілка та SVT повідомили, що девіз Євробачення-2023, «Об'єднані музикою», був обраний постійним девізом Пісенного конкурсу Євробачення. Під цим девізом пройде конкурс 2024 року. 14 грудня презентували візуальне оформлення конкурсу — темою конкурсу стали «Вогні Євробачення». Графічне оформлення створене на основі поєднання північного сяйва та гармонійного ритму звукових еквалайзерів.

### Сцена

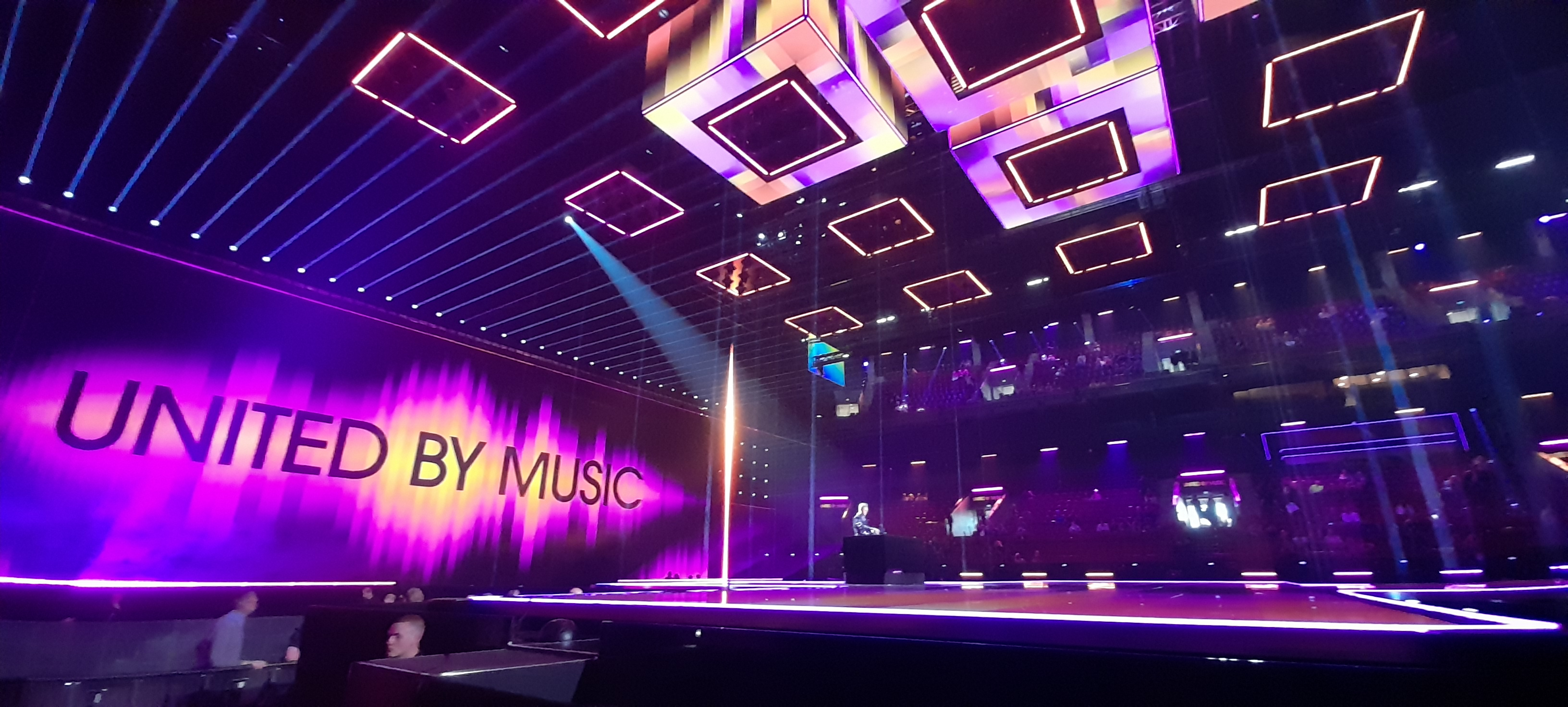
Сцена та візуальний дизайн Євробачення 2024

Дизайн сцени Євробачення-2024, що зведена на Malmö Arena, був представлений 19 грудня 2023 року. Її створив німецький дизайнер Флоріан Відер, який також створив дизайн сцен конкурсу у 2011—2012, 2015, 2017—2019 та 2021 роках. Дизайн світлових ефектів та екрану розробив шведський спеціаліст Фредрік Стормбі. Сцена мала форму хреста та світлодіодну підлогу. Над нею були розташовані рухомі світлодіодні куби з екранами. За задумом організаторів, хрестоподібна форма повинна створити 360-градусний огляд для глядачів. Загалом для створення живих шоу використали 26 різних камер. Тобіас Оберг, керівник проєкту, каже, що сцена не тільки дуже прогресивна, але й дуже мінлива — це надало всім учасникам можливість творити те, що вони хочуть.

### Ведучі

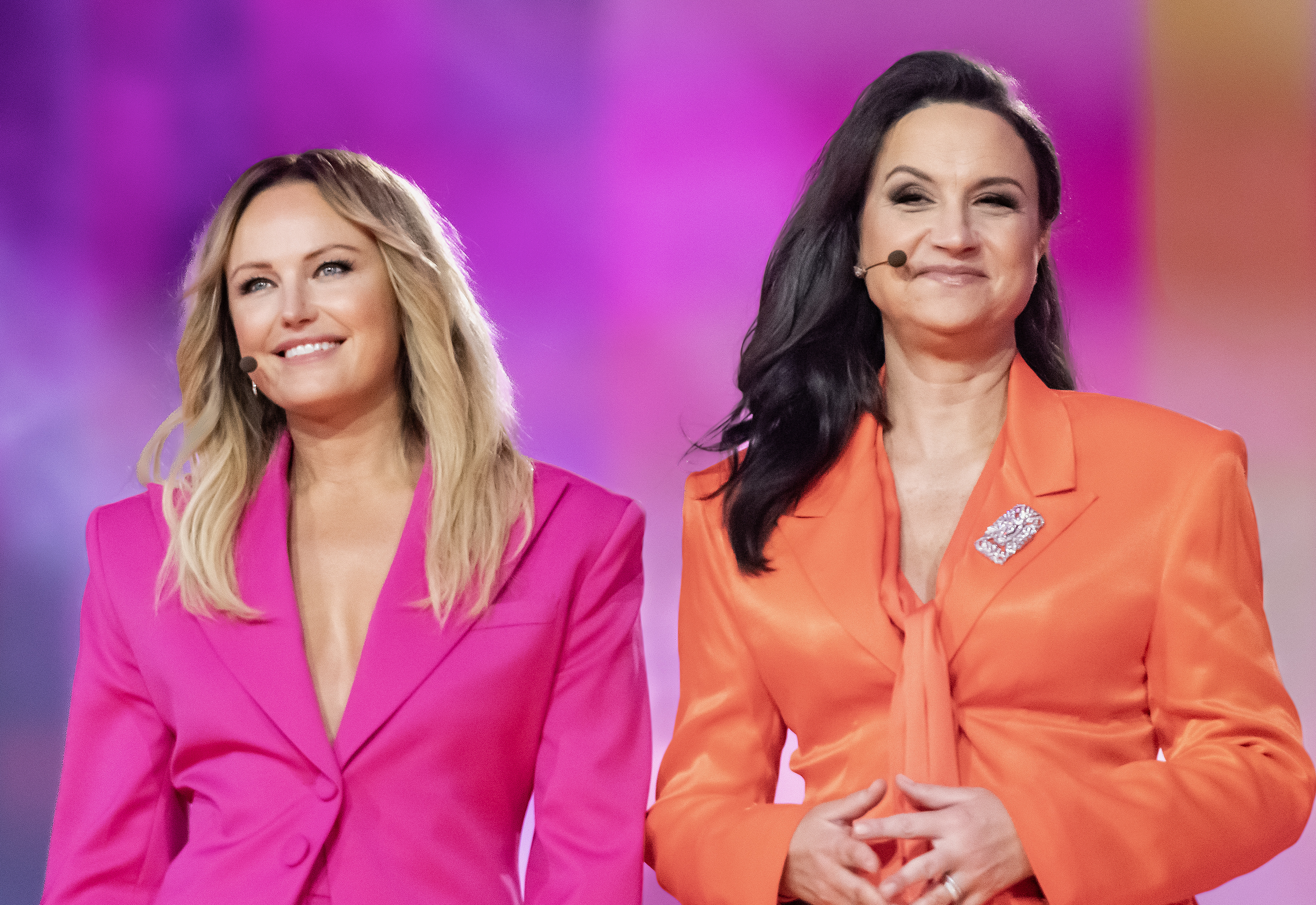
Петра Меде та Малін Акерман — ведучі Євробачення-2024

5 лютого 2024 року були оголошені ведучі — ними стали Петра Меде, що вела конкурси 2013 й 2016 років, та канадська акторка шведського походження Малін Акерман. Ведучими «Бірюзового хідника» та церемонії відкриття були Elecktra й Тіа Кофі, а Йован Радомір модерував прес-конференції конкурсу.

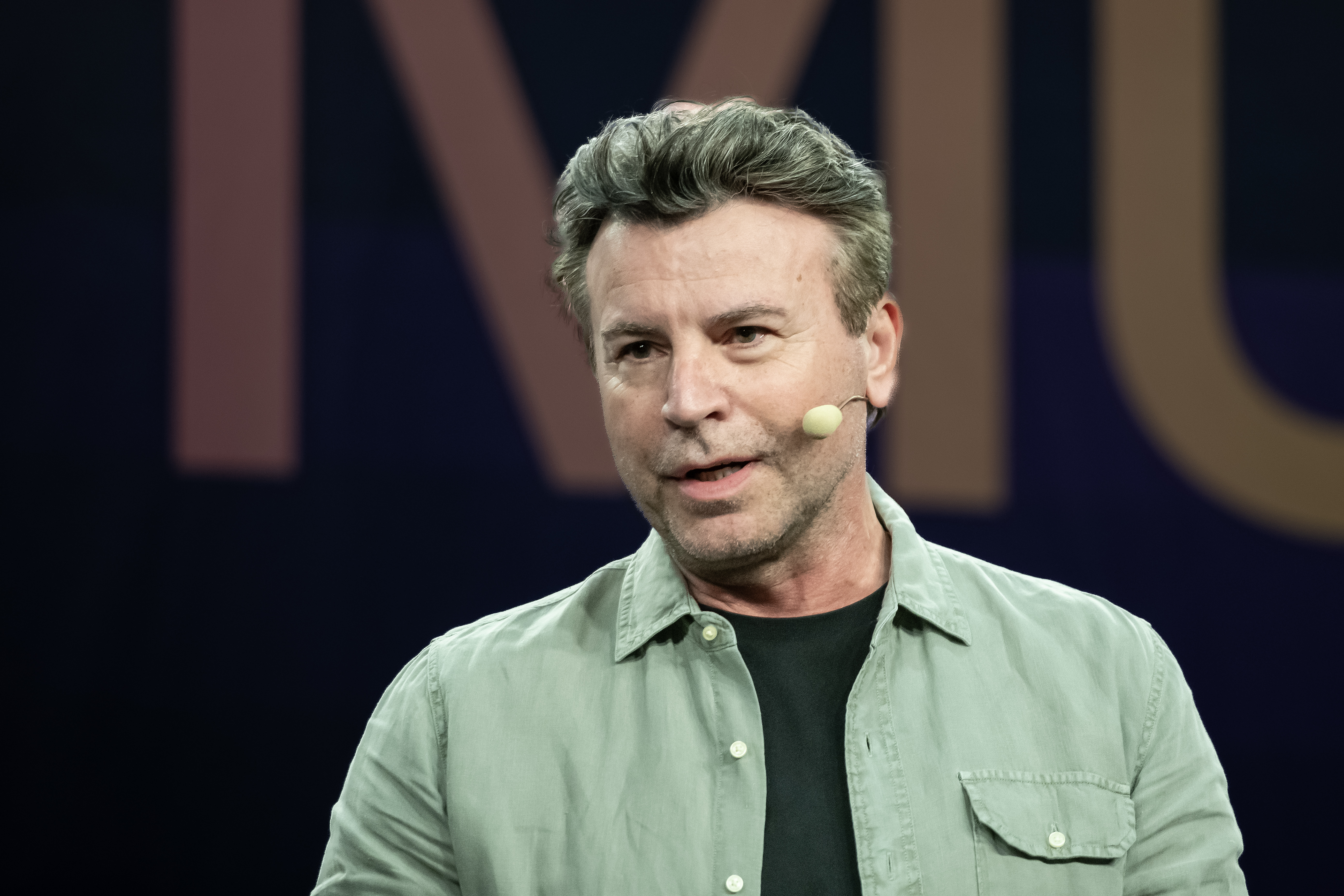
— модератор прес-конференцій

### Система голосування та структура шоу
Після того, як результати конкурсу 2023 року, в якому перемогла Швеція попри лідерство Фінляндії в телеголосуванні, викликали суперечки серед глядачів, норвезька телекомпанія NRK почала переговори з ЄМС щодо можливого перегляду процедури голосування журі. Рішення про те, чи будуть застосовані зміни, і якими саме вони будуть, мало бути оголошено в січні 2024 року. В інтерв'ю голова норвезької делегації Стіг Карлсен обговорював ідею зменшити вагу журі на остаточний бал із поточних 49,4 % до 40 % або 30 %.
Зрештою жодних змін у системі голосування не було зроблено. Проте відбулися зміни в системі організації та проведення конкурсу:
- У лютому 2024 року стало відомо, що вікно для голосування «Решта світу» відкриється за 24 години до початку шоу та залишатиметься відкритим до початку фіналу. Крім того, вікно для голосування країн-учасниць у фіналі відкрилося безпосередньо перед виконанням першої пісні, було таким все шоу та залишалося відкритим протягом 25 хвилин після виконання останньої пісні[46]. У півфіналі не відбулося жодних змін[47].
- Автофіналісти — Швеція, як країна-господарка, та країни «Великої п'ятірки» — виконали свої пісні під час півфіналів між конкурсантами[47].
- 13 із 25 позицій у фіналі підлягали жеребкуванню у вигляді «вибору продюсера», поряд із шістьма позиціями «першої половини шоу» та шістьма — «другої». Ті країни, які витягнули категорію «вибір продюсера», були розміщені в будь-якій половині шоу під будь-яким порядковим номером, який організаторами вважався за краще[48].

Також повідомлялося, що телевізійна компанія SVT оцінює потенційні зміни у форматі, щоб скоротити приблизно на годину тривалість фіналу, яка значно збільшилася після впровадження таких функцій, як парад прапорів у 2013 році та розділення системи голосування глядачів та журі у 2016 році. Тривалість фіналу спочатку планували скоротити приблизно на годину від стандартної, однак, зрештою, це не було пріоритетом, оскільки фінал планувалося скоротити максимум на п'ять хвилин.

### Безпека
У листопаді 2023 року виробнича група SVT заявила про свій намір посилити заходи безпеки та підтримувати зв'язок із поліцією Мальме під час конкурсу, посилаючись на напружену атмосферу протестів на тлі участі Ізраїлю. Це охоплюватиме підсилення у вигляді підтримки поліції з Данії та Норвегії, посилення кібербезпеки та заборонену для польотів зону для запобігання атакам безпілотників, а також коригування кількості місць, призначених для проведення додаткових заходів. Через коментарі в соціальних мережах ізраїльська телекомпанія Kan також висловила занепокоєння щодо ймовірного антисемітизму в Мальме, пояснивши це «ісламізацією Європи». Унаслідок цього були вжиті додаткові заходи для захисту ізраїльської делегації: представницю Еден Ґолан супроводжують агенти Шабак разом із місцевими офіцерами поліції після погроз смерті, спрямованих Голан через соціальні мережі.

## Країни-учасниці

Країни-учасниці першого півфіналу
Автофіналісти, що голосують у першому півфіналі
Країни-учасниці другого півфіналу
Автофіналісти, що голосують у другому півфіналі

Право на участь у Пісенному конкурсі Євробачення вимагає, щоб національний мовник країни був активним членом Європейської мовної спілки, здатний отримувати конкурс через мережу «Євробачення» та транслювати його в прямому ефірі по всій країні. ЄМС надсилає запрошення для участі у Євробаченні всім членам спілки.
Країни, які мали право на участь у конкурсі 2024 року, повинні були надіслати ЄМС підтвердження про свою участь до 15 вересня 2023 року, а до 11 жовтня могли відмовитися від участі без фінансових санкцій.

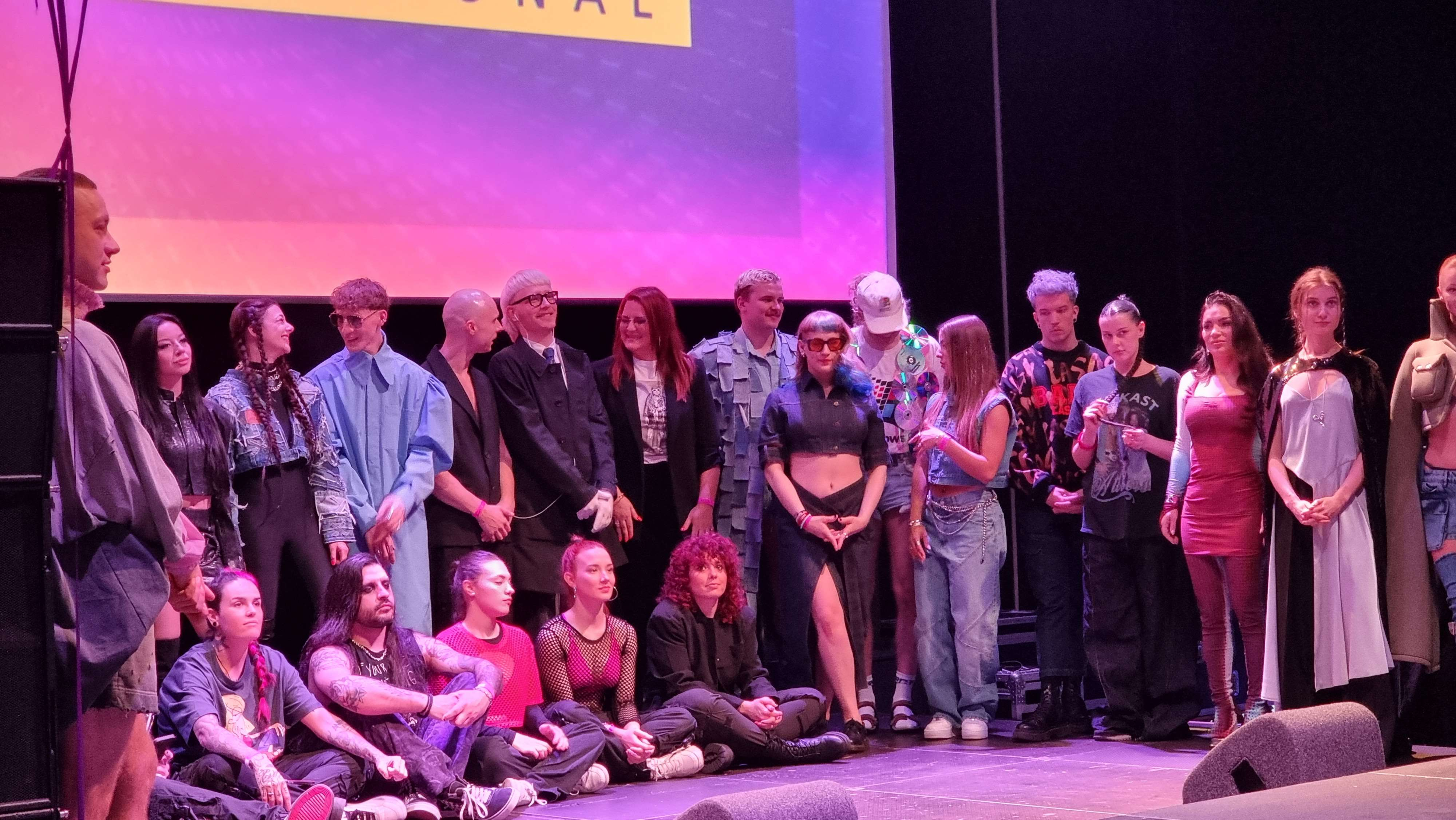
Група учасників Євробачення 2024 на пре-паті Eurovision in Concert 2024 в Амстердамі.

37 країн підтвердили свою участь у Євробаченні 2024 року. Люксембург повернувся на конкурс після 30-річної відсутності після останньої участі в 1993 році, тоді як Румунія після тривалих переговорів 25 січня відмовилася від участі.

### Жеребкування для півфіналів
Для визначення порядку виступів у півфіналі країн-учасниць організовується жеребкування. Півфіналісти розподіляються між кількома кошиками на основі історичних моделей голосування з метою зменшення ймовірності «блокового голосування» та посилення напруги у півфіналі. Жеребкування також визначає, в якому півфіналі голосуватимуть країна-переможець минулого року (Швеція) та країни «Великої п'ятірки» (Франція, Німеччина, Італія, Іспанія та Велика Британія).
Церемонія відбулося 30 січня 2024 року о 19:00 CET. Ведучими заходу стали Пернілла Монссон Кольт та Фара Абаді. Під час церемонії відбулася символічна передача знаків міста-господаря від Ендрю Льюїса, виконавчого директора міської ради Ліверпуля, до мера міста Мальме.
| Кошик 1                                                        | Кошик 2                                                         | Кошик 3                                                                | Кошик 4                                                       | Кошик 5                                                        |
| -------------------------------------------------------------- | --------------------------------------------------------------- | ---------------------------------------------------------------------- | ------------------------------------------------------------- | -------------------------------------------------------------- |
| - Австрія - Албанія - Сербія - Словенія - Хорватія - Швейцарія | - Австралія - Данія - Естонія - Ісландія - Норвегія - Фінляндія | - Азербайджан - Вірменія - Грузія - Ізраїль - Латвія - Литва - Україна | - Греція - Ірландія - Кіпр - Мальта - Португалія - Сан-Марино | - Бельгія - Люксембург - Молдова - Нідерланди - Польща - Чехія |

### Повернення учасниць
- Наталія Барбу брала участь у Євробаченні 2007, де посіла 10 місце у фіналі[66].
- Гера Бйорк була учасницею Євробачення 2010 та фінішувала на 19 місці у фіналі[67].
- Kaleen була дублеркою Елені Фурейри та Саари Аалто для конкурсу 2018 року під час технічних репетицій[68].

### Листівки
«Листівки» — це відеозвернення, які демонструють по телебаченню, поки сцена готується до наступного виступу. Їх знімали з лютого по травень 2024 року, і вони складаються з кадрів, знятих учасниками в режимі «селфі», які показують самих співаків та країну, яку вони представляють. У кожній листівці також використані архівні кадри двох попередніх записів країни.
| Країна          | Записи | Записи                          | Записи                                                               |
| Країна          | Рік    | Представник                     | Пісня                                                                |
| --------------- | ------ | ------------------------------- | -------------------------------------------------------------------- |
| Албанія         | 2009   | Кейсі Тола                      | «Carry Me in Your Dreams»                                            |
| Албанія         | 2012   | Рона Нішліу                     | «Suus»                                                               |
| Вірменія        | 2009   | Інга та Ануш                    | «Jan Jan» (Ջան Ջան)                                                  |
| Вірменія        | 2022   | Роза Лінн                       | «Snap»                                                               |
| Австралія       | 2015   | Гай Себастіан                   | «Tonight Again»                                                      |
| Австралія       | 2019   | Кейт Міллер-Гайдке              | «Zero Gravity»                                                       |
| Австрія         | 2014   | Кончита Вурст                   | «Rise Like a Phoenix»                                                |
| Австрія         | 2018   | Цезар Семпсон                   | «Nobody but You»                                                     |
| Азербайджан     | 2009   | Айсель та Араш                  | «Always»                                                             |
| Азербайджан     | 2011   | Ельдар та Ніккі                 | «Running Scared»                                                     |
| Бельгія         | 1986   | Сандра Кім                      | «J'aime la vie»                                                      |
| Бельгія         | 2015   | Лоїк Нотте                      | «Rhythm Inside»                                                      |
| Хорватія        | 1999   | Доріс Драгович                  | «Marija Magdalena»                                                   |
| Хорватія        | 2023   | Let 3                           | «Mama ŠČ!»                                                           |
| Кіпр            | 1997   | Хара і Андреас Константину      | «Mana mou» (Μάνα μου)                                                |
| Кіпр            | 2012   | Іві Адаму                       | «LaLa Love»                                                          |
| Чехія           | 2018   | Міколаш Йозеф                   | «Lie to Me»                                                          |
| Чехія           | 2022   | We Are Domi                     | «Lights Off»                                                         |
| Данія           | 1988   | Hot Eyes                        | «Ka' du se hva' jeg sa'?»                                            |
| Данія           | 2000   | Olsen Brothers                  | «Fly on the Wings of Love»                                           |
| Естонія         | 2001   | Танель Пада, Дейв Бентон та 2XL | «Everybody»                                                          |
| Естонія         | 2009   | Urban Symphony                  | «Rändajad»                                                           |
| Фінляндія       | 1994   | CatCat                          | «Bye Bye Baby»                                                       |
| Фінляндія       | 2023   | Käärijä                         | «Cha Cha Cha»                                                        |
| Франція         | 1977   | Марі Міріам                     | «L'Oiseau et l'Enfant»                                               |
| Франція         | 2021   | Барбара Праві                   | «Voilà»                                                              |
| Грузія          | 2007   | Софо Халваші                    | «Visionary Dream»                                                    |
| Грузія          | 2015   | Ніна Сублатті                   | «Warrior»                                                            |
| Німеччина       | 1994   | Mekado                          | «Wir geben 'ne Party»                                                |
| Німеччина       | 2010   | Лена                            | «Satellite»                                                          |
| Греція          | 1974   | Марінелла                       | «Krassi, thalassa ke t' agori mou» (Κρασί, θάλασσα και τ' αγόρι μου) |
| Греція          | 2005   | Єлена Папарізу                  | «My Number One»                                                      |
| Ісландія        | 1986   | ICY                             | «Gleðibankinn»                                                       |
| Ісландія        | 2021   | Daði og Gagnamagnið             | «10 Years»                                                           |
| Ірландія        | 1987   | Джонні Логан                    | «Hold Me Now»                                                        |
| Ірландія        | 2011   | Jedward                         | «Lipstick»                                                           |
| Ізраїль         | 1991   | Duo Datz                        | «Kan» (כאן)                                                          |
| Ізраїль         | 1998   | Dana International              | «Diva» (דיווה)                                                       |
| Італія          | 1987   | Umberto Tozzi та Raf            | «Gente di mare»                                                      |
| Італія          | 2021   | Måneskin                        | «Zitti e buoni»                                                      |
| Латвія          | 2002   | Marie N                         | «I Wanna»                                                            |
| Латвія          | 2015   | Аміната Савадого                | «Love Injected»                                                      |
| Литва           | 2012   | Донні Монтелл                   | «Love Is Blind»                                                      |
| Литва           | 2021   | The Roop                        | «Discoteque»                                                         |
| Люксембург      | 1965   | Франс Галль                     | «Poupée de cire, poupée de son»                                      |
| Люксембург      | 1988   | Lara Fabian                     | «Croire»                                                             |
| Мальта          | 1998   | К'яра Сіракуса                  | «The One That I Love»                                                |
| Мальта          | 2021   | Дестіні Чукуньєре               | «Je me casse»                                                        |
| Молдова         | 2005   | Zdob și Zdub                    | «Boonika bate doba»                                                  |
| Молдова         | 2010   | SunStroke Project та Оля Тіра   | «Run Away»                                                           |
| Нідерланди      | 1998   | Едсилія Ромблі                  | «Hemel en aarde»                                                     |
| Нідерланди      | 2019   | Дункан Лоренс                   | «Arcade»                                                             |
| Норвегія        | 1986   | Кетіл Стоккан                   | «Romeo»                                                              |
| Норвегія        | 2009   | Alexander Rybak                 | «Fairytale»                                                          |
| Польща          | 1994   | Едита Гурняк                    | «To nie ja!»                                                         |
| Польща          | 2014   | Донатан та Клео                 | «My Słowianie — We Are Slavic»                                       |
| Португалія      | 1982   | Doce                            | «Bem bom»                                                            |
| Португалія      | 2017   | Салвадор Собрал                 | «Amar pelos dois»                                                    |
| Сан-Марино      | 2014   | Валентина Монетта               | «Maybe»                                                              |
| Сан-Марино      | 2019   | Серхат                          | «Say Na Na Na»                                                       |
| Сербія          | 2007   | Марія Шерифович                 | «Molitva»                                                            |
| Сербія          | 2022   | Констракта                      | «In corpore sano»                                                    |
| Словенія        | 2001   | Nuša Derenda                    | «Energy»                                                             |
| Словенія        | 2019   | Zalagasper                      | «Sebi»                                                               |
| Іспанія         | 1968   | Массіель                        | «La La La»                                                           |
| Іспанія         | 2022   | Шанель Терреро                  | «SloMo»                                                              |
| Швеція          | 1983   | Карола                          | «Främling»                                                           |
| Швеція          | 2023   | Лорін                           | «Tattoo»                                                             |
| Швейцарія       | 1988   | Селін Діон                      | «Ne partez pas sans moi»                                             |
| Швейцарія       | 2021   | Gjon's Tears                    | «Tout l'univers»                                                     |
| Україна         | 2004   | Руслана                         | «Wild Dances»                                                        |
| Україна         | 2021   | Go_A                            | «Shum»                                                               |
| Велика Британія | 1967   | Сенді Шоу                       | «Puppet on a String»                                                 |
| Велика Британія | 2022   | Сем Райдер                      | «Space Man»                                                          |

## Перший півфінал
Перший півфінал відбувся 7 травня 2024 року о 22:00 за київським часом (21:00 за CET). У ньому взяли участь п'ятнадцять країн-конкуренток. Ці країни та Німеччина, Швеція, Велика Британія і «Решта світу» голосували в першому півфіналі. Крім того, Німеччина, Швеція та Велика Британія виконали свої пісні між виступами країн-учасниць.
     країни-фіналістки
| №               | Країна          | Виконавець                 | Пісня                                         | Мова                        | Місце        | Бали         |
| --------------- | --------------- | -------------------------- | --------------------------------------------- | --------------------------- | ------------ | ------------ |
| 1               | Кіпр            | Силія Капсіс               | «Liar» (англ.) «Брехун»                       | англійська                  | 6            | 66           |
| 2               | Сербія          | Teya Dora                  | «Ramonda» (серб.) «Рамонда»                   | сербська                    | 10           | 47           |
| 3               | Литва           | Silvester Belt             | «Luktelk» (лит.) «Зачекай»                    | литовська                   | 4            | 119          |
| 4               | Ірландія        | Bambie Thug                | «Doomsday Blue» (англ.) «Понурий судний день» | англійська                  | 3            | 124          |
| Велика Британія | Велика Британія | Оллі Александер            | «Dizzy» (англ.) «Запаморочення»               | англійська                  | Автофіналіст | Автофіналіст |
| 5               | Україна         | alyona alyona & Jerry Heil | «Teresa & Maria» (англ.) «Тереза й Марія»     | українська, англійська      | 2            | 173          |
| 6               | Польща          | LUNA                       | «The Tower» (англ.) «Вежа»                    | англійська                  | 12           | 35           |
| 7               | Хорватія        | Baby Lasagna               | «Rim Tim Tagi Dim» (англ.) «Рім Тім Тагі Дім» | англійська                  | 1            | 177          |
| 8               | Ісландія        | Гера Бйорк                 | «Scared of Heights» (англ.) «Боюся висоти»    | англійська                  | 15           | 3            |
| Німеччина       | Німеччина       | ISAAK                      | «Always on the Run» (англ.) «Завжди у бігу»   | англійська                  | Автофіналіст | Автофіналіст |
| 9               | Словенія        | Raiven                     | «Veronika» (словен.) «Вероніка»               | словенська                  | 9            | 51           |
| 10              | Фінляндія       | Windows95man               | «No Rules!» (англ.) «Ніяких правил!»          | англійська                  | 7            | 59           |
| 11              | Молдова         | Наталія Барбу              | «In the Middle» (англ.) «Посередині»          | англійська                  | 13           | 20           |
| Швеція          | Швеція          | Marcus & Martinus          | «Unforgettable» (англ.) «Незабутня»           | англійська                  | Автофіналіст | Автофіналіст |
| 12              | Азербайджан     | Fahree та Ількін Довлатов  | «Özünlə apar» (азерб.) «Візьми мене з собою»  | англійська, азербайджанська | 14           | 11           |
| 13              | Австралія       | Electric Fields            | «One Milkali (One Blood)» (англ.) «Одна кров» | англійська                  | 11           | 41           |
| 14              | Португалія      | Іоланда                    | «Grito» (порт.) «Кричати»                     | португальська               | 8            | 58           |
| 15              | Люксембург      | Талі                       | «Fighter» (англ.) «Боєць»                     | англійська, французька      | 5            | 117          |

## Другий півфінал
Другий півфінал відбувся 9 травня 2024 року о 22:00 за київським часом (21:00 за CET). У ньому взяли участь шістнадцять країн-конкуренток. Ці країни та Іспанія, Італія, Франція і «Решта світу» голосували в другому півфіналі. Крім того, Іспанія, Італія та Франція виконали свої пісні між виступами країн-учасниць.
     країни-фіналістки
| №       | Країна     | Виконавець          | Пісня | Мова                  | Місце        | Бали         |
| ------- | ---------- | ------------------- | --- | --------------------- | ------------ | ------------ |
| 1       | Мальта     | Сара Боннічі        | «Loop» (англ.) «Петля»                                                                                    | англійська            | 16           | 13           |
| 2       | Албанія    | Беса                | «Titan» (англ.) «Титан»                                                                                   | англійська            | 15           | 14           |
| 3       | Греція     | Маріна Сатті        | «Zari»(Ζάρι) (гр.) «Гральні кістки»                                                                       | грецька               | 5            | 86           |
| 4       | Швейцарія  | Nemo                | «The Code» (англ.) «Код»                                                                                  | англійська            | 4            | 132          |
| 5       | Чехія      | Aiko                | «Pedestal» (англ.) «П'єдестал»                                                                            | англійська            | 11           | 38           |
| Франція | Франція    | Сліман              | «Mon Amour» (фр.) «Моя любов»                                                                             | французька            | Автофіналіст | Автофіналіст |
| 6       | Австрія    | Kaleen              | «We Will Rave» (англ.) «Ми будемо рейвувати»                                                              | англійська            | 9            | 46           |
| 7       | Данія      | SABA                | «Sand» (англ.) «Пісок»                                                                                    | англійська            | 12           | 36           |
| 8       | Вірменія   | Ladaniva            | «Jako»(Ժակո) (вірм.) «Жако»                                                                               | вірменська            | 3            | 137          |
| 9       | Латвія     | Dons                | «Hollow» (англ.) «Порожнистий»                                                                            | англійська            | 7            | 72           |
| Іспанія | Іспанія    | Nebulossa           | «Zorra» (ісп.) «Лисиця»                                                                                   | іспанська             | Автофіналіст | Автофіналіст |
| 10      | Сан-Марино | Megara              | «11:11»                                                                                                   | іспанська, італійська | 14           | 16           |
| 11      | Грузія     | Нуца Бузаладзе      | «Firefighter» (англ.) «Вогнеборець»                                                                       | англійська            | 8            | 54           |
| 12      | Бельгія    | Mustii              | «Before the Party's Over» (англ.) «Доки вечірка не закінчилася»                                           | англійська            | 13           | 18           |
| 13      | Естонія    | 5MIINUST та Puuluup | «(Nendest) narkootikumidest ei tea me (küll) midagi» (ест.) «Ми (ще) нічого не знаємо про (ці) наркотики» | естонська             | 6            | 79           |
| Італія  | Італія     | Анджеліна Манго     | «La noia» (італ.) «Нудьга»                                                                                | італійська            | Автофіналіст | Автофіналіст |
| 14      | Ізраїль    | Еден Ґолан          | «Hurricane» (англ.) «Ураган»                                                                              | англійська, іврит     | 1            | 194          |
| 15      | Норвегія   | Gåte                | «Ulveham» (норв.) «Людина-вовк»                                                                           | норвезька             | 10           | 43           |
| 16      | Нідерланди | Йост Кляйн          | «Europapa» (нід.) «Євротато»                                                                              | нідерландська         | 2            | 182          |

## Фінал
Фінал відбувся 11 травня 2024 року о 22:00 за київським часом (21:00 за CET). У ньому змагалися 25 країн — переможниця минулого року Швеція, яка є автофіналісткою, країни «Великої п'ятірки» — Велика Британія, Іспанія, Італія, Німеччина, Франція, а також 10 країн-фіналісток з кожного півфіналу.
Нідерланди були дискваліфіковані з фіналу через інцидент представника країни Йоста Кляйна з учасницею знімальної групи після виступу у півфіналі. Порядкові номери для голосування за країни, що виступали після Нідерландів, залишилися без змін. Самі Нідерланди все одно віддавали бали іншим країнам — глядачі мали право голосувати у фіналі, а бали від нідерландського журі залишилися дійсними. Загальне голосування журі за 26 країн-учасниць, яке відбулося ще у п'ятницю, перерахували таким чином, що Нідерланди не отримали жодного балу. Наприклад, якщо Нідерланди посіли 9 місце за рішенням національним журі у певній країні, то пісня, яка посіла 10 місце, стала дев'ятою й отримала 2 бали, а колишнє 11 місце стало десятим та отримало 1 бал.
     Перемога
     Друге місце
     Третє місце
     Четверте місце
     П'яте місце
     Останнє місце
| №  | Країна          | Виконавець                 | Пісня | Мова                   | Місце           | Бали            | Бали            | Бали            |
| №  | Країна          | Виконавець                 | Пісня | Мова                   | Місце           | Журі            | Глядачі         | Загалом         |
| -- | --------------- | -------------------------- | --- | ---------------------- | --------------- | --------------- | --------------- | --------------- |
| 1  | Швеція          | Marcus & Martinus          | «Unforgettable» (англ.) «Незабутня»                                                                       | англійська             | 9               | 125             | 49              | 174             |
| 2  | Україна         | alyona alyona & Jerry Heil | «Teresa & Maria» (англ.) «Тереза й Марія»                                                                 | українська, англійська | 3               | 146             | 307             | 453             |
| 3  | Німеччина       | ISAAK                      | «Always on the Run» (англ.) «Завжди у бігу»                                                               | англійська             | 12              | 99              | 18              | 117             |
| 4  | Люксембург      | Талі                       | «Fighter» (англ.) «Боєць»                                                                                 | англійська, французька | 13              | 83              | 20              | 103             |
| 5  | Нідерланди      | дискваліфікація            | дискваліфікація                                                                                           | дискваліфікація        | дискваліфікація | дискваліфікація | дискваліфікація | дискваліфікація |
| 6  | Ізраїль         | Еден Ґолан                 | «Hurricane» (англ.) «Ураган»                                                                              | англійська, іврит      | 5               | 52              | 323             | 375             |
| 7  | Литва           | Silvester Belt             | «Luktelk» (лит.) «Зачекай»                                                                                | литовська              | 14              | 32              | 58              | 90              |
| 8  | Іспанія         | Nebulossa                  | «Zorra» (ісп.) «Лисиця»                                                                                   | іспанська              | 22              | 19              | 11              | 30              |
| 9  | Естонія         | 5MIINUST та Puuluup        | «(Nendest) narkootikumidest ei tea me (küll) midagi» (ест.) «Ми (ще) нічого не знаємо про (ці) наркотики» | естонська              | 20              | 4               | 33              | 37              |
| 10 | Ірландія        | Bambie Thug                | «Doomsday Blue» (англ.) «Понурий судний день»                                                             | англійська             | 6               | 142             | 136             | 278             |
| 11 | Латвія          | Dons                       | «Hollow» (англ.) «Порожнистий»                                                                            | англійська             | 16              | 36              | 28              | 64              |
| 12 | Греція          | Маріна Сатті               | «Zari»(Ζάρι) (гр.) «Гральні кістки»                                                                       | грецька                | 11              | 41              | 85              | 126             |
| 13 | Велика Британія | Оллі Александер            | «Dizzy» (англ.) «Запаморочення»                                                                           | англійська             | 18              | 46              | 0               | 46              |
| 14 | Норвегія        | Gåte                       | «Ulveham» (норв.) «Людина-вовк»                                                                           | норвезька              | 25              | 12              | 4               | 16              |
| 15 | Італія          | Анджеліна Манго            | «La noia» (італ.) «Нудьга»                                                                                | італійська             | 7               | 164             | 104             | 268             |
| 16 | Сербія          | Teya Dora                  | «Ramonda» (серб.) «Рамонда»                                                                               | сербська               | 17              | 22              | 32              | 54              |
| 17 | Фінляндія       | Windows95man               | «No Rules!» (англ.) «Ніяких правил!»                                                                      | англійська             | 19              | 7               | 31              | 38              |
| 18 | Португалія      | Іоланда                    | «Grito» (порт.) «Кричати»                                                                                 | португальська          | 10              | 139             | 13              | 152             |
| 19 | Вірменія        | Ladaniva                   | «Jako»(Ժակո) (вірм.) «Жако»                                                                               | вірменська             | 8               | 101             | 82              | 183             |
| 20 | Кіпр            | Силія Капсіс               | «Liar» (англ.) «Брехун»                                                                                   | англійська             | 15              | 34              | 44              | 78              |
| 21 | Швейцарія       | Nemo                       | «The Code» (англ.) «Код»                                                                                  | англійська             | 1               | 365             | 226             | 591             |
| 22 | Словенія        | Raiven                     | «Veronika» (словен.) «Вероніка»                                                                           | словенська             | 23              | 15              | 12              | 27              |
| 23 | Хорватія        | Baby Lasagna               | «Rim Tim Tagi Dim» (англ.) «Рім Тім Тагі Дім»                                                             | англійська             | 2               | 210             | 337             | 547             |
| 24 | Грузія          | Нуца Бузаладзе             | «Firefighter» (англ.) «Вогнеборець»                                                                       | англійська             | 21              | 15              | 19              | 34              |
| 25 | Франція         | Сліман                     | «Mon Amour» (фр.) «Моя любов»                                                                             | французька             | 4               | 218             | 227             | 445             |
| 26 | Австрія         | Kaleen                     | «We Will Rave» (англ.) «Ми будемо рейвувати»                                                              | англійська             | 24              | 19              | 5               | 24              |

## Результати голосування

### Перший півфінал
Шляхом телеголосування визначили 10 учасників, які потрапили у фінал. Голосували всі п'ятнадцять країн, що брали участь у першому півфіналі, разом із Німеччиною, Швецією та Великою Британією, а також категорія «Решта світу».
| Тип оцінювання: 100% Глядацьке голосування | Тип оцінювання: 100% Глядацьке голосування | Загальний результат | Кіпр | Сербія | Литва | Ірландія | Україна | Польща | Хорватія | Ісландія | Словенія | Фінляндія | Молдова | Азербайджан | Австралія | Португалія | Люксембург | Німеччина | Швеція | Великобританія | Решта світу |
| Тип оцінювання: 100% Глядацьке голосування | Тип оцінювання: 100% Глядацьке голосування | Загальний результат |      |        |       |          |         |        |          |          |          |           |         |             |           |            |            |           |        |                |             |
| Учасники конкурсу                          | Кіпр                                       | 67                  |      | 4      |       | 1        |         |        | 4        | 4        | 7        | 2         | 12      | 12          | 7         | 8          | 4          |           | 1      | 1              |             |
| Учасники конкурсу                          | Сербія                                     | 47                  | 5    |        |       |          |         |        | 12       |          | 10       |           |         | 5           |           | 1          | 5          | 5         |        |                | 4           |
| Учасники конкурсу                          | Литва                                      | 119                 | 10   | 2      |       | 12       | 10      | 7      | 3        | 7        | 6        | 7         | 2       | 3           | 6         | 4          | 10         | 8         | 5      | 12             | 5           |
| Учасники конкурсу                          | Ірландія                                   | 124                 | 6    | 7      | 8     |          | 8       | 8      | 6        | 3        | 4        | 8         | 5       | 6           | 10        | 7          | 6          | 6         | 6      | 10             | 10          |
| Учасники конкурсу                          | Україна                                    | 173                 | 12   | 6      | 12    | 8        |         | 12     | 8        | 10       | 8        | 10        | 10      | 10          | 8         | 12         | 8          | 10        | 10     | 7              | 12          |
| Учасники конкурсу                          | Польща                                     | 35                  |      |        | 4     | 7        | 3       |        |          | 8        | 1        |           |         |             | 1         |            |            | 2         | 3      | 6              |             |
| Учасники конкурсу                          | Хорватія                                   | 177                 | 7    | 12     | 10    | 10       | 12      | 10     |          | 12       | 12       | 12        | 8       | 7           | 12        | 6          | 7          | 12        | 12     | 8              | 8           |
| Учасники конкурсу                          | Ісландія                                   | 3                   | 1    |        |       |          |         |        |          |          |          |           |         |             |           |            |            |           | 2      |                |             |
| Учасники конкурсу                          | Словенія                                   | 51                  | 2    | 10     | 3     |          |         | 4      | 10       |          |          | 3         | 4       | 1           | 3         | 3          | 1          |           |        |                | 7           |
| Учасники конкурсу                          | Фінляндія                                  | 59                  |      |        | 6     | 5        | 6       | 5      | 5        | 6        | 3        |           |         |             | 5         |            | 2          | 3         | 8      | 4              | 1           |
| Учасники конкурсу                          | Молдова                                    | 20                  | 3    | 3      |       | 2        | 4       |        | 1        |          |          |           |         | 2           |           | 5          |            |           |        |                |             |
| Учасники конкурсу                          | Азербайджан                                | 11                  |      | 1      | 1     |          | 1       | 1      |          |          |          | 1         | 6       |             |           |            |            |           |        |                |             |
| Учасники конкурсу                          | Австралія                                  | 41                  |      |        | 2     | 4        |         | 2      |          | 2        |          | 5         | 1       |             |           | 2          | 3          | 4         | 4      | 5              | 2           |
| Учасники конкурсу                          | Португалія                                 | 58                  | 4    | 5      | 5     | 3        | 2       | 3      | 2        | 1        | 2        | 4         | 3       | 4           | 2         |            | 12         | 1         |        | 2              | 3           |
| Учасники конкурсу                          | Люксембург                                 | 117                 | 8    | 8      | 7     | 6        | 7       | 6      | 7        | 5        | 5        | 6         | 7       | 8           | 4         | 10         |            | 7         | 7      | 3              | 6           |

#### 12 балів
Нижче наведено підсумок усіх 12 балів, які отримали у першому півфіналі. Хорватія отримала максимальну оцінку в 12 балів від восьми країн, Україна отримала п'ять разів по 12 балів. І Литва, і Кіпр отримали два рази по 12 балів, а Португалія і Сербія отримали по одній.
| Кількість | Одержувач  | Країни, які віддали 12 балів                                                 |
| --------- | ---------- | ---------------------------------------------------------------------------- |
| 8         | Хорватія   | Австралія, Фінляндія, Німеччина, Ісландія, Сербія, Словенія, Швеція, Україна |
| 5         | Україна    | Кіпр, Литва, Польща, Португалія, 🌎 Решта світу                              |
| 2         | Литва      | Ірландія, Велика Британія                                                    |
| 2         | Кіпр       | Азербайджан, Молдова                                                         |
| 1         | Португалія | Люксембург                                                                   |
| 1         | Сербія     | Хорватія                                                                     |

### Другий півфінал
Шляхом телеголосування визначили 10 учасників, які потрапили у фінал. Голосували усі шістнадцять країн, які змагалися у другому півфіналі, разом із Францією, Італією та Іспанією, а також категорія «Решта світу».
| Тип оцінювання: 100% Глядацьке голосування 100% Оцінка журі | Тип оцінювання: 100% Глядацьке голосування 100% Оцінка журі | Загальний результат | Мальта | Албанія | Греція | Швейцарія | Чехія | Австрія | Данія | Вірменія | Латвія | Сан-Марино | Грузія | Бельгія | Естонія | Ізраїль | Норвегія | Нідерланди | Франція | Італія | Іспанія | Решта світу |
| Тип оцінювання: 100% Глядацьке голосування 100% Оцінка журі | Тип оцінювання: 100% Глядацьке голосування 100% Оцінка журі | Загальний результат |        |         |        |           |       |         |       |          |        |            |        |         |         |         |          |            |         |        |         |             |
| Учасники конкурсу                                           | Мальта                                                      | 13                  |        |         | 3      |           |       |         |       | 5        |        | 4          |        |         |         |         |          |            | 1       |        |         |             |
| Учасники конкурсу                                           | Албанія                                                     | 14                  |        |         | 5      | 3         |       |         |       |          |        | 2          |        |         |         |         |          | 7          |         | 4      |         |             |
| Учасники конкурсу                                           | Греція                                                      | 86                  | 6      | 8       |        | 8         | 4     | 2       | 2     | 12       |        |            | 6      | 8       |         | 3       | 1        | 6          | 4       | 6      | 5       | 5           |
| Учасники конкурсу                                           | Швейцарія                                                   | 132                 | 8      | 5       | 7      |           | 8     | 8       | 6     | 7        | 7      | 12         | 5      | 7       | 7       | 4       | 7        | 8          | 8       | 8      | 4       | 6           |
| Учасники конкурсу                                           | Чехія                                                       | 38                  | 2      |         |        |           |       | 5       | 1     | 1        | 3      | 6          | 4      |         | 2       | 5       | 3        | 1          |         | 2      | 2       | 1           |
| Учасники конкурсу                                           | Австрія                                                     | 46                  | 3      | 4       | 4      | 4         | 2     |         | 3     | 4        | 2      |            | 1      | 1       | 3       | 8       | 2        | 2          |         |        | 3       |             |
| Учасники конкурсу                                           | Данія                                                       | 36                  | 1      |         |        | 2         |       | 3       |       | 3        | 4      | 7          |        |         | 5       | 1       | 10       |            |         |        |         |             |
| Учасники конкурсу                                           | Вірменія                                                    | 137                 | 5      | 6       | 8      | 6         | 7     | 6       | 5     |          | 5      | 8          | 12     | 6       | 4       | 12      | 5        | 10         | 10      | 7      | 7       | 8           |
| Учасники конкурсу                                           | Латвія                                                      | 72                  | 7      |         |        | 7         | 5     | 4       | 7     |          |        | 3          | 7      | 5       | 12      |         | 6        | 3          |         |        | 6       |             |
| Учасники конкурсу                                           | Сан-Марино                                                  | 16                  |        |         |        |           |       |         |       |          |        |            | 3      |         |         |         |          |            |         | 1      | 10      | 2           |
| Учасники конкурсу                                           | Грузія                                                      | 54                  | 4      | 7       | 6      |           | 1     | 1       |       | 10       |        |            |        | 2       | 1       | 6       |          |            | 6       | 5      | 1       | 4           |
| Учасники конкурсу                                           | Бельгія                                                     | 18                  |        | 2       | 1      |           |       |         |       |          | 1      |            | 2      |         |         | 2       |          | 5          | 5       |        |         |             |
| Учасники конкурсу                                           | Естонія                                                     | 79                  |        | 3       | 2      | 5         | 6     | 7       | 4     | 2        | 12     | 1          |        | 4       |         | 10      | 4        | 7          | 2       | 3      |         | 7           |
| Учасники конкурсу                                           | Ізраїль                                                     | 194                 | 10     | 12      | 10     | 12        | 12    | 10      | 12    | 6        | 10     |            | 10     | 10      | 8       |         | 12       | 12         | 12      | 12     | 12      | 12          |
| Учасники конкурсу                                           | Норвегія                                                    | 43                  |        | 1       |        | 1         | 3     |         | 8     |          | 6      | 5          |        | 3       | 6       |         |          | 4          | 3       |        |         | 3           |
| Учасники конкурсу                                           | Нідерланди                                                  | 182                 | 12     | 10      | 12     | 10        | 10    | 12      | 10    | 8        | 8      | 10         | 8      | 12      | 10      | 7       | 8        |            | 7       | 10     | 8       | 10          |

#### 12 балів
Нижче наведено підсумок усіх 12 балів, які отримали у другому півфіналі. Ізраїль отримав максимальну оцінку 12 балів від десяти країн, Нідерланди — від чотирьох, Вірменія — двох, а Швейцарія, Греція та Латвія — один раз.
| Кількість | Одержувач  | Країни, які віддали 12 балів                                                                     |
| --------- | ---------- | ------------------------------------------------------------------------------------------------ |
| 10        | Ізраїль    | Албанія, Чехія, Данія, Франція, Італія, Нідерланди, Норвегія, 🌎 Решта світу, Іспанія, Швейцарія |
| 4         | Нідерланди | Австрія, Бельгія, Греція, Мальта                                                                 |
| 2         | Вірменія   | Грузія, Ізраїль                                                                                  |
| 1         | Швейцарія  | Сан-Марино                                                                                       |
| 1         | Греція     | Вірменія                                                                                         |
| 1         | Латвія     | Естонія                                                                                          |

### Фінал
Результати фіналу визначені телеголосуванням та голосуванням журі в усіх тридцяти семи країнах-учасницях, а також загальним голосуванням решти світу. Оголошення балів журі проводилося кожною країною окремо, представник журі оголошував країну, яка отримала 12 балів, а решта балів відображалася на екрані. Після завершення оголошення балів журі господарі конкурсу оголошували голосування глядачів у порядку зростання, починаючи з країни, яка отримала найменшу кількість балів від журі.
| Місце | Загальний результат | Загальний результат | Журі            | Журі | Телеголосування | Телеголосування |
| Місце | Країна              | Бали                | Країна          | Бали | Країна          | Бали            |
| ----- | ------------------- | ------------------- | --------------- | ---- | --------------- | --------------- |
| 1     | Швейцарія           | 591                 | Швейцарія       | 365  | Хорватія        | 337             |
| 2     | Хорватія            | 547                 | Франція         | 218  | Ізраїль         | 323             |
| 3     | Україна             | 453                 | Хорватія        | 210  | Україна         | 307             |
| 4     | Франція             | 445                 | Італія          | 164  | Франція         | 227             |
| 5     | Ізраїль             | 375                 | Україна         | 146  | Швейцарія       | 226             |
| 6     | Ірландія            | 278                 | Ірландія        | 142  | Ірландія        | 136             |
| 7     | Італія              | 268                 | Португалія      | 139  | Італія          | 104             |
| 8     | Вірменія            | 183                 | Швеція          | 125  | Греція          | 85              |
| 9     | Швеція              | 174                 | Вірменія        | 101  | Вірменія        | 82              |
| 10    | Португалія          | 152                 | Німеччина       | 99   | Литва           | 58              |
| 11    | Греція              | 126                 | Люксембург      | 83   | Швеція          | 49              |
| 12    | Німеччина           | 117                 | Ізраїль         | 52   | Кіпр            | 44              |
| 13    | Люксембург          | 103                 | Велика Британія | 46   | Естонія         | 33              |
| 14    | Литва               | 90                  | Греція          | 41   | Сербія          | 32              |
| 15    | Кіпр                | 78                  | Латвія          | 36   | Фінляндія       | 31              |
| 16    | Латвія              | 64                  | Кіпр            | 34   | Латвія          | 28              |
| 17    | Сербія              | 54                  | Литва           | 32   | Люксембург      | 20              |
| 18    | Велика Британія     | 46                  | Сербія          | 22   | Грузія          | 19              |
| 19    | Фінляндія           | 38                  | Іспанія         | 19   | Німеччина       | 18              |
| 20    | Естонія             | 37                  | Австрія         | 19   | Португалія      | 13              |
| 21    | Грузія              | 34                  | Грузія          | 15   | Словенія        | 12              |
| 22    | Іспанія             | 30                  | Словенія        | 15   | Іспанія         | 11              |
| 23    | Словенія            | 27                  | Норвегія        | 12   | Австрія         | 5               |
| 24    | Австрія             | 24                  | Фінляндія       | 7    | Норвегія        | 4               |
| 25    | Норвегія            | 16                  | Естонія         | 4    | Велика Британія | 0               |
| —     | Нідерланди          | —                   | Нідерланди      | —    | Нідерланди      | —               |

#### 12 балів
Нижче наведено підсумок усіх 12 балів, які отримали у фіналі. Під час голосування журі Швейцарія отримала максимальну кількість балів у 12 балів із двадцяти двох країн, Франція — від чотирьох, Португалія та Україна — від двох, а Хорватія, Греція, Ірландія, Люксембург і Швеція кожна отримали 12 балів від однєї з країн. Під час публічного голосування Ізраїль отримав 12 балів з чотирнадцяти країн і «Решти світу», за нею Хорватія — від дев'яти, Україна — від семи, Кіпр, Естонія, Франція, Греція, Люксембург, Сербія та Швейцарія — від однієї країни.
| - Тип оцінювання: - 100% Глядацьке голосування - 100% Оцінка журі | - Тип оцінювання: - 100% Глядацьке голосування - 100% Оцінка журі | Загальний результат | Загальна оцінка журі | Загальна оцінка глядачів | Оцінки журі | Оцінки журі    | Оцінки журі | Оцінки журі | Оцінки журі | Оцінки журі | Оцінки журі | Оцінки журі | Оцінки журі | Оцінки журі | Оцінки журі | Оцінки журі | Оцінки журі | Оцінки журі | Оцінки журі | Оцінки журі | Оцінки журі | Оцінки журі | Оцінки журі | Оцінки журі | Оцінки журі | Оцінки журі | Оцінки журі | Оцінки журі | Оцінки журі | Оцінки журі | Оцінки журі | Оцінки журі | Оцінки журі | Оцінки журі | Оцінки журі | Оцінки журі | Оцінки журі | Оцінки журі | Оцінки журі | Оцінки журі | Оцінки журі |
| - Тип оцінювання: - 100% Глядацьке голосування - 100% Оцінка журі | - Тип оцінювання: - 100% Глядацьке голосування - 100% Оцінка журі | Загальний результат | Загальна оцінка журі | Загальна оцінка глядачів | Україна     | Великобританія | Люксембург  | Азербайджан | Сан-Марино  | Мальта      | Хорватія    | Албанія     | Чехія       | Ізраїль     | Австралія   | Данія       | Іспанія     | Норвегія    | Німеччина   | Вірменія    | Словенія    | Грузія      | Швейцарія   | Молдова     | Греція      | Естонія     | Нідерланди  | Австрія     | Франція     | Італія      | Фінляндія   | Португалія  | Бельгія     | Ісландія    | Латвія      | Ірландія    | Польща      | Кіпр        | Литва       | Сербія      | Швеція      |
| - Тип оцінювання: - 100% Глядацьке голосування - 100% Оцінка журі | - Тип оцінювання: - 100% Глядацьке голосування - 100% Оцінка журі | Загальний результат |                      |                          |             |                |             |             |             |             |             |             |             |             |             |             |             |             |             |             |             |             |             |             |             |             |             |             |             |             |             |             |             |             |             |             |             |             |             |             |             |
| Учасники конкурсу                                                 | Швеція                                                            | 174                 | 125                  | 49                       | 8           | 6              | 1           | 5           | 2           |             | 2           |             | 8           |             | 5           | 5           | 8           | 3           | 12          |             |             |             |             | 1           | 1           | 6           |             |             |             | 6           | 7           | 3           | 3           | 1           | 5           | 10          | 5           | 2           | 5           | 5           |             |
| Учасники конкурсу                                                 | Україна                                                           | 453                 | 146                  | 307                      |             |                | 5           | 1           |             |             | 7           |             | 12          | 8           | 1           | 6           |             | 4           | 4           |             |             | 5           | 2           | 12          | 2           | 10          | 2           | 6           | 10          |             | 8           | 6           | 1           | 3           | 8           | 2           | 10          | 1           | 6           | 1           | 3           |
| Учасники конкурсу                                                 | Німеччина                                                         | 117                 | 99                   | 18                       | 7           | 2              | 4           |             | 1           |             |             |             | 5           | 10          |             |             | 5           | 6           |             | 1           |             | 2           |             |             | 5           | 4           | 5           |             | 8           | 4           | 3           | 2           | 8           | 2           | 4           | 6           | 4           |             | 1           |             |             |
| Учасники конкурсу                                                 | Люксембург                                                        | 103                 | 83                   | 20                       | 1           | 4              |             | 8           |             | 4           | 5           | 4           |             | 12          | 2           | 1           |             |             | 3           |             | 5           |             |             | 2           | 3           |             |             |             | 7           |             | 4           |             |             |             |             | 8           |             | 4           |             |             | 6           |
| Учасники конкурсу                                                 | Ізраїль                                                           | 375                 | 52                   | 323                      |             |                |             |             |             | 3           |             |             |             |             |             |             |             | 8           | 8           |             |             | 3           |             | 3           |             | 5           |             |             | 3           |             |             |             | 5           |             | 2           |             |             | 8           | 4           |             |             |
| Учасники конкурсу                                                 | Литва                                                             | 90                  | 32                   | 58                       | 5           |                |             |             |             |             |             |             |             |             |             |             |             |             | 1           |             |             |             |             | 5           |             | 2           | 4           |             | 1           |             |             | 7           |             |             |             |             |             |             |             | 7           |             |
| Учасники конкурсу                                                 | Іспанія                                                           | 30                  | 19                   | 11                       |             |                |             |             | 6           |             |             |             |             |             |             |             |             |             |             |             |             |             | 1           |             |             |             |             | 4           |             | 7           | 1           |             |             |             |             |             |             |             |             |             |             |
| Учасники конкурсу                                                 | Естонія                                                           | 37                  | 4                    | 33                       |             |                |             |             |             |             |             |             |             |             |             |             |             |             |             |             |             |             |             |             |             |             |             | 2           |             | 2           |             |             |             |             |             |             |             |             |             |             |             |
| Учасники конкурсу                                                 | Ірландія                                                          | 278                 | 142                  | 136                      | 10          | 7              |             | 10          | 7           | 7           | 8           |             | 7           |             | 12          | 7           | 10          |             |             |             | 1           |             | 10          |             |             |             |             | 3           |             | 10          | 6           | 10          | 4           | 7           |             |             | 1           |             | 3           | 2           |             |
| Учасники конкурсу                                                 | Латвія                                                            | 64                  | 36                   | 28                       |             | 3              | 8           |             |             | 5           |             |             |             |             |             | 4           | 4           |             |             |             |             | 8           |             |             |             | 1           | 1           |             |             |             |             |             |             |             |             |             | 2           |             |             |             |             |
| Учасники конкурсу                                                 | Греція                                                            | 126                 | 41                   | 85                       |             |                |             |             |             |             |             | 7           |             |             |             |             |             | 2           |             | 4           | 2           |             | 12          |             |             |             |             |             | 4           |             |             |             |             |             |             |             |             | 7           |             | 3           |             |
| Учасники конкурсу                                                 | Великобританія                                                    | 46                  | 46                   | 0                        |             |                |             |             |             |             |             |             |             |             | 4           |             | 2           |             |             |             |             |             | 3           |             |             |             |             |             |             |             |             | 4           | 6           | 8           | 3           | 4           |             |             |             | 4           | 8           |
| Учасники конкурсу                                                 | Норвегія                                                          | 16                  | 12                   | 4                        |             |                |             |             |             |             |             | 6           | 1           |             |             |             |             |             |             |             |             |             |             |             |             |             |             | 1           |             |             | 2           |             |             |             |             |             |             |             | 2           |             |             |
| Учасники конкурсу                                                 | Італія                                                            | 268                 | 164                  | 104                      | 2           | 5              |             | 6           | 10          | 8           | 6           | 10          |             | 6           | 7           |             | 1           | 5           | 2           | 8           | 3           | 7           | 6           | 10          | 8           | 3           | 6           | 10          |             |             |             | 5           | 7           |             |             |             | 7           | 3           |             | 6           | 7           |
| Учасники конкурсу                                                 | Сербія                                                            | 54                  | 22                   | 32                       |             |                |             |             |             |             | 3           | 1           |             |             |             | 2           |             |             |             | 5           | 4           |             |             |             |             |             |             |             |             |             |             | 1           |             |             |             | 1           |             | 5           |             |             |             |
| Учасники конкурсу                                                 | Фінляндія                                                         | 38                  | 7                    | 31                       |             |                |             |             | 4           |             |             |             |             |             | 3           |             |             |             |             |             |             |             |             |             |             |             |             |             |             |             |             |             |             |             |             |             |             |             |             |             |             |
| Учасники конкурсу                                                 | Португалія                                                        | 152                 | 139                  | 13                       | 3           | 12             | 3           |             | 5           | 1           | 12          | 5           | 3           | 3           |             |             | 3           |             |             | 10          | 8           | 4           | 7           | 4           | 6           |             | 8           |             | 12          |             |             |             | 2           | 4           | 1           | 5           | 6           |             | 8           |             | 4           |
| Учасники конкурсу                                                 | Вірменія                                                          | 183                 | 101                  | 82                       |             |                | 2           |             | 8           |             |             | 8           | 6           |             |             | 3           |             | 7           | 7           |             | 7           | 6           | 4           |             | 4           |             | 3           | 7           | 6           | 3           |             | 8           |             | 5           | 7           |             |             |             |             |             |             |
| Учасники конкурсу                                                 | Кіпр                                                              | 78                  | 34                   | 44                       |             | 1              | 7           | 2           | 3           |             | 1           |             |             |             | 6           |             |             |             |             | 2           |             |             |             |             | 10          |             |             |             |             |             |             |             |             |             |             |             |             |             |             |             | 2           |
| Учасники конкурсу                                                 | Швейцарія                                                         | 591                 | 365                  | 226                      | 12          | 10             | 12          | 12          | 12          | 12          |             | 12          | 10          | 5           | 10          | 12          | 12          | 12          | 5           | 7           | 10          | 12          |             | 7           | 12          | 12          | 12          | 12          | 5           | 12          | 12          | 12          | 10          | 6           | 12          | 12          | 12          | 6           | 12          | 10          | 12          |
| Учасники конкурсу                                                 | Словенія                                                          | 27                  | 15                   | 12                       |             |                |             | 3           |             |             | 10          | 2           |             |             |             |             |             |             |             |             |             |             |             |             |             |             |             |             |             |             |             |             |             |             |             |             |             |             |             |             |             |
| Учасники конкурсу                                                 | Хорватія                                                          | 547                 | 210                  | 337                      | 4           | 8              | 6           | 4           |             | 10          |             | 3           | 2           | 4           | 8           | 8           |             |             | 6           | 6           | 6           | 1           | 8           | 8           |             | 8           | 7           | 8           | 2           | 8           | 10          |             |             | 10          | 6           | 7           | 8           | 12          | 10          | 12          | 10          |
| Учасники конкурсу                                                 | Грузія                                                            | 34                  | 15                   | 19                       |             |                |             | 7           |             | 2           |             |             |             | 2           |             |             |             | 1           |             | 3           |             |             |             |             |             |             |             |             |             |             |             |             |             |             |             |             |             |             |             |             |             |
| Учасники конкурсу                                                 | Франція                                                           | 445                 | 218                  | 227                      | 6           |                | 10          |             |             | 6           | 4           |             | 4           | 1           |             | 10          | 7           | 10          | 10          | 12          | 12          | 10          | 5           | 6           | 7           | 7           | 10          | 5           |             | 1           | 5           |             | 12          | 12          | 10          | 3           | 3           | 10          | 7           | 8           | 5           |
| Учасники конкурсу                                                 | Австрія                                                           | 24                  | 19                   | 5                        |             |                |             |             |             |             |             |             |             | 7           |             |             | 6           |             |             |             |             |             |             |             |             |             |             |             |             | 5           |             |             |             |             |             |             |             |             |             |             | 1           |

| Тип оцінювання: 100% Глядацьке голосування 100% Оцінка журі | Тип оцінювання: 100% Глядацьке голосування 100% Оцінка журі | Загальний результат | Загальна оцінка журі score | Загальна оцінка глядачів | Голосування глядачів | Голосування глядачів | Голосування глядачів | Голосування глядачів | Голосування глядачів | Голосування глядачів | Голосування глядачів | Голосування глядачів | Голосування глядачів | Голосування глядачів | Голосування глядачів | Голосування глядачів | Голосування глядачів | Голосування глядачів | Голосування глядачів | Голосування глядачів | Голосування глядачів | Голосування глядачів | Голосування глядачів | Голосування глядачів | Голосування глядачів | Голосування глядачів | Голосування глядачів | Голосування глядачів | Голосування глядачів | Голосування глядачів | Голосування глядачів | Голосування глядачів | Голосування глядачів | Голосування глядачів | Голосування глядачів | Голосування глядачів | Голосування глядачів | Голосування глядачів | Голосування глядачів | Голосування глядачів | Голосування глядачів | Голосування глядачів |
| Тип оцінювання: 100% Глядацьке голосування 100% Оцінка журі | Тип оцінювання: 100% Глядацьке голосування 100% Оцінка журі | Загальний результат | Загальна оцінка журі score | Загальна оцінка глядачів | Україна              | Великобританія       | Люксембург           | Азербайджан          | Сан-Марино           | Мальта               | Хорватія             | Албанія              | Чехія                | Ізраїль              | Австралія            | Данія                | Іспанія              | Норвегія             | Німеччина            | Вірменія             | Словенія             | Грузія               | Швейцарія            | Молдова              | Греція               | Естонія              | Нідерланди           | Австрія              | Франція              | Італія               | Фінляндія            | Португалія           | Бельгія              | Ісландія             | Латвія               | Ірландія             | Польща               | Кіпр                 | Литва                | Сербія               | Швеція               | Решта світу          |
| Тип оцінювання: 100% Глядацьке голосування 100% Оцінка журі | Тип оцінювання: 100% Глядацьке голосування 100% Оцінка журі | Загальний результат |                            |                          |                      |                      |                      |                      |                      |                      |                      |                      |                      |                      |                      |                      |                      |                      |                      |                      |                      |                      |                      |                      |                      |                      |                      |                      |                      |                      |                      |                      |                      |                      |                      |                      |                      |                      |                      |                      |                      |                      |
| Учасники конкурсу                                           | Швеція                                                      | 174                 | 125                        | 49                       |                      |                      |                      |                      |                      | 1                    | 2                    |                      | 3                    |                      |                      | 6                    |                      | 10                   |                      |                      | 1                    |                      |                      | 8                    | 1                    | 1                    |                      |                      |                      |                      |                      |                      |                      | 7                    |                      |                      | 2                    | 1                    | 1                    | 5                    |                      |                      |
| Учасники конкурсу                                           | Україна                                                     | 453                 | 146                        | 307                      |                      | 6                    | 7                    | 8                    | 10                   | 12                   | 8                    | 7                    | 12                   | 10                   | 6                    | 10                   | 10                   | 8                    | 8                    | 3                    | 8                    | 12                   | 6                    | 12                   | 3                    | 12                   | 8                    | 7                    | 8                    | 10                   | 6                    | 10                   | 7                    | 5                    | 10                   | 8                    | 12                   | 8                    | 12                   |                      | 8                    | 10                   |
| Учасники конкурсу                                           | Німеччина                                                   | 117                 | 99                         | 18                       |                      |                      | 1                    |                      |                      |                      |                      |                      |                      | 8                    |                      |                      |                      |                      |                      |                      |                      |                      | 3                    |                      |                      |                      |                      | 4                    |                      |                      |                      |                      |                      | 2                    |                      |                      |                      |                      |                      |                      |                      |                      |
| Учасники конкурсу                                           | Люксембург                                                  | 103                 | 83                         | 20                       |                      |                      |                      |                      |                      |                      |                      |                      |                      | 12                   |                      |                      |                      |                      |                      |                      |                      |                      |                      |                      |                      |                      |                      |                      | 3                    |                      |                      |                      | 1                    |                      |                      |                      |                      |                      |                      |                      |                      | 4                    |
| Учасники конкурсу                                           | Ізраїль                                                     | 375                 | 52                         | 323                      |                      | 12                   | 12                   | 7                    | 12                   | 5                    |                      | 10                   | 10                   |                      | 12                   | 8                    | 12                   | 5                    | 12                   | 1                    | 10                   | 8                    | 12                   | 10                   | 7                    | 6                    | 12                   | 10                   | 12                   | 12                   | 12                   | 12                   | 12                   | 8                    | 7                    | 10                   | 5                    | 10                   | 3                    | 3                    | 12                   | 12                   |
| Учасники конкурсу                                           | Литва                                                       | 90                  | 32                         | 58                       | 7                    | 8                    | 4                    |                      | 1                    |                      |                      |                      | 1                    |                      |                      | 1                    | 1                    | 3                    | 2                    |                      |                      |                      |                      |                      |                      | 4                    | 1                    |                      |                      |                      |                      |                      |                      | 4                    | 8                    | 7                    | 3                    |                      |                      |                      | 3                    |                      |
| Учасники конкурсу                                           | Іспанія                                                     | 30                  | 19                         | 11                       |                      |                      |                      |                      |                      |                      |                      |                      |                      |                      |                      |                      |                      |                      |                      |                      |                      |                      |                      |                      |                      |                      |                      |                      | 2                    | 1                    | 3                    | 3                    |                      |                      |                      | 2                    |                      |                      |                      |                      |                      |                      |
| Учасники конкурсу                                           | Естонія                                                     | 37                  | 4                          | 33                       | 4                    |                      |                      |                      |                      |                      | 4                    |                      |                      |                      |                      |                      |                      |                      |                      |                      |                      |                      |                      |                      |                      |                      |                      |                      |                      |                      | 7                    |                      |                      |                      | 12                   |                      |                      |                      | 6                    |                      |                      |                      |
| Учасники конкурсу                                           | Ірландія                                                    | 278                 | 142                        | 136                      | 8                    | 10                   |                      | 4                    | 2                    | 4                    | 5                    |                      | 6                    |                      | 8                    | 3                    | 7                    | 4                    | 1                    | 2                    | 2                    | 4                    |                      | 2                    | 2                    | 2                    | 6                    | 2                    |                      | 3                    | 5                    | 5                    | 2                    | 3                    | 3                    |                      | 6                    | 2                    | 5                    | 7                    | 4                    | 7                    |
| Учасники конкурсу                                           | Латвія                                                      | 64                  | 36                         | 28                       | 5                    | 4                    |                      |                      |                      |                      |                      |                      |                      |                      |                      | 4                    |                      | 2                    |                      |                      |                      | 1                    |                      |                      |                      | 3                    |                      |                      |                      |                      |                      |                      |                      |                      |                      | 5                    |                      |                      | 4                    |                      |                      |                      |
| Учасники конкурсу                                           | Греція                                                      | 126                 | 41                         | 85                       |                      | 1                    | 5                    | 1                    | 7                    | 2                    |                      | 4                    | 2                    |                      | 3                    |                      | 2                    |                      | 5                    | 10                   |                      | 2                    | 4                    | 3                    |                      |                      | 4                    |                      | 1                    | 2                    |                      |                      | 4                    |                      |                      |                      |                      | 12                   |                      | 8                    |                      | 3                    |
| Учасники конкурсу                                           | Великобританія                                              | 46                  | 46                         | 0                        |                      |                      |                      |                      |                      |                      |                      |                      |                      |                      |                      |                      |                      |                      |                      |                      |                      |                      |                      |                      |                      |                      |                      |                      |                      |                      |                      |                      |                      |                      |                      |                      |                      |                      |                      |                      |                      |                      |
| Учасники конкурсу                                           | Норвегія                                                    | 16                  | 12                         | 4                        | 3                    |                      |                      |                      |                      |                      |                      |                      |                      |                      |                      |                      |                      |                      |                      |                      |                      |                      |                      |                      |                      |                      |                      |                      |                      |                      | 1                    |                      |                      |                      |                      |                      |                      |                      |                      |                      |                      |                      |
| Учасники конкурсу                                           | Італія                                                      | 268                 | 164                        | 104                      |                      |                      | 3                    | 3                    | 3                    | 8                    | 7                    | 8                    |                      | 7                    |                      |                      | 4                    |                      | 3                    | 6                    | 3                    | 3                    | 8                    | 4                    | 4                    |                      | 2                    | 1                    | 4                    |                      |                      | 4                    | 3                    |                      |                      | 1                    | 4                    | 3                    | 2                    | 4                    | 1                    | 1                    |
| Учасники конкурсу                                           | Сербія                                                      | 54                  | 22                         | 32                       |                      |                      |                      |                      |                      | 3                    | 12                   | 2                    |                      |                      |                      |                      |                      |                      |                      |                      | 5                    |                      | 5                    |                      |                      |                      |                      | 5                    |                      |                      |                      |                      |                      |                      |                      |                      |                      |                      |                      |                      |                      |                      |
| Учасники конкурсу                                           | Фінляндія                                                   | 38                  | 7                          | 31                       | 2                    | 3                    |                      |                      |                      |                      |                      |                      |                      |                      | 4                    | 2                    |                      | 1                    |                      |                      |                      |                      |                      |                      |                      | 8                    |                      |                      |                      |                      |                      |                      |                      | 1                    | 1                    | 3                    | 1                    |                      |                      |                      | 5                    |                      |
| Учасники конкурсу                                           | Португалія                                                  | 152                 | 139                        | 13                       |                      |                      | 6                    |                      |                      |                      |                      |                      |                      |                      |                      |                      |                      |                      |                      |                      |                      |                      | 2                    |                      |                      |                      |                      |                      | 5                    |                      |                      |                      |                      |                      |                      |                      |                      |                      |                      |                      |                      |                      |
| Учасники конкурсу                                           | Вірменія                                                    | 183                 | 101                        | 82                       | 1                    |                      |                      |                      |                      |                      | 3                    | 1                    | 5                    | 6                    | 1                    |                      | 3                    |                      | 4                    |                      |                      | 10                   | 1                    | 1                    | 5                    |                      | 3                    | 3                    | 10                   | 4                    |                      | 2                    | 5                    |                      | 2                    |                      |                      | 4                    |                      | 1                    | 2                    | 5                    |
| Учасники конкурсу                                           | Кіпр                                                        | 78                  | 34                         | 44                       |                      |                      |                      | 6                    | 4                    |                      |                      | 5                    |                      | 1                    | 5                    |                      |                      |                      |                      | 4                    | 6                    |                      |                      |                      | 12                   |                      |                      |                      |                      |                      |                      | 1                    |                      |                      |                      |                      |                      |                      |                      |                      |                      |                      |
| Учасники конкурсу                                           | Швейцарія                                                   | 591                 | 365                        | 226                      | 12                   | 5                    | 2                    | 10                   | 5                    | 6                    | 1                    | 3                    | 7                    |                      | 7                    | 5                    | 6                    | 6                    | 7                    | 8                    | 4                    | 7                    |                      | 5                    | 8                    | 7                    | 7                    | 8                    | 6                    | 7                    | 8                    | 6                    | 6                    | 6                    | 4                    | 6                    | 8                    | 6                    | 8                    | 6                    | 7                    | 6                    |
| Учасники конкурсу                                           | Словенія                                                    | 27                  | 15                         | 12                       |                      |                      |                      |                      |                      |                      | 10                   |                      |                      |                      |                      |                      |                      |                      |                      |                      |                      |                      |                      |                      |                      |                      |                      |                      |                      |                      |                      |                      |                      |                      |                      |                      |                      |                      |                      | 2                    |                      |                      |
| Учасники конкурсу                                           | Хорватія                                                    | 547                 | 210                        | 337                      | 10                   | 7                    | 10                   | 12                   | 8                    | 10                   |                      | 12                   | 8                    | 5                    | 10                   | 12                   | 8                    | 12                   | 10                   | 7                    | 12                   | 5                    | 10                   | 7                    | 6                    | 10                   | 10                   | 12                   | 7                    | 8                    | 10                   | 7                    | 8                    | 12                   | 5                    | 12                   | 10                   | 5                    | 10                   | 12                   | 10                   | 8                    |
| Учасники конкурсу                                           | Грузія                                                      | 34                  | 15                         | 19                       |                      |                      |                      | 5                    |                      |                      |                      |                      |                      | 4                    |                      |                      |                      |                      |                      | 5                    |                      |                      |                      |                      |                      |                      |                      |                      |                      | 5                    |                      |                      |                      |                      |                      |                      |                      |                      |                      |                      |                      |                      |
| Учасники конкурсу                                           | Франція                                                     | 445                 | 218                        | 227                      | 6                    | 2                    | 8                    | 2                    | 6                    | 7                    | 6                    | 6                    | 4                    | 2                    | 2                    | 7                    | 5                    | 7                    | 6                    | 12                   | 7                    | 6                    | 7                    | 6                    | 10                   | 5                    | 5                    | 6                    |                      | 6                    | 4                    | 8                    | 10                   | 10                   | 6                    | 4                    | 7                    | 7                    | 7                    | 10                   | 6                    | 2                    |
| Учасники конкурсу                                           | Австрія                                                     | 24                  | 19                         | 5                        |                      |                      |                      |                      |                      |                      |                      |                      |                      | 3                    |                      |                      |                      |                      |                      |                      |                      |                      |                      |                      |                      |                      |                      |                      |                      |                      | 2                    |                      |                      |                      |                      |                      |                      |                      |                      |                      |                      |                      |

| Кількість | Одержувач  | Країни, які віддали 12 балів |
| --------- | ---------- | --- |
| 22        | Швейцарія  | Албанія, Австрія, Азербайджан, Данія, Естонія, Фінляндія, Грузія, Греція, Ірландія, Італія, Латвія, Литва, Люксембург, Мальта, Нідерланди, Норвегія, Польща, Португалія, Сан-Марино, Іспанія, Швеція, Україна |
| 4         | Франція    | Вірменія, Бельгія, Ісландія, Словенія |
| 3         | Португалія | Хорватія, Франція, Велика Британія |
| 2         | Хорватія   | Кіпр, Сербія |
| 2         | Україна    | Чехія, Молдова |
| 1         | Греція     | Швейцарія |
| 1         | Ірландія   | Австралія |
| 1         | Люксембург | Ізраїль |
| 1         | Швеція     | Німеччина |

| Кількість | Одержувач  | Країни, які віддали 12 балів |
| --------- | ---------- | --- |
| 15        | Ізраїль    | Австралія, Бельгія, Фінляндія, Франція, Німеччина, Італія, Люксембург, Нідерланди, Португалія, 🌎 Решта світу, Сан-Марино, Іспанія, Швеція, Швейцарія, Велика Британія |
| 9         | Хорватія   | Албанія, Австрія, Азербайджан, Данія, Ісландія, Ірландія, Норвегія, Сербія, Словенія                                                                                   |
| 7         | Україна    | Чехія, Естонія, Грузія, Литва, Мальта, Молдова, Польща |
| 1         | Кіпр       | Греція |
| 1         | Естонія    | Латвія |
| 1         | Франція    | Вірменія |
| 1         | Греція     | Кіпр |
| 1         | Люксембург | Ізраїль |
| 1         | Сербія     | Хорватія |
| 1         | Швейцарія  | Україна |

## Галерея

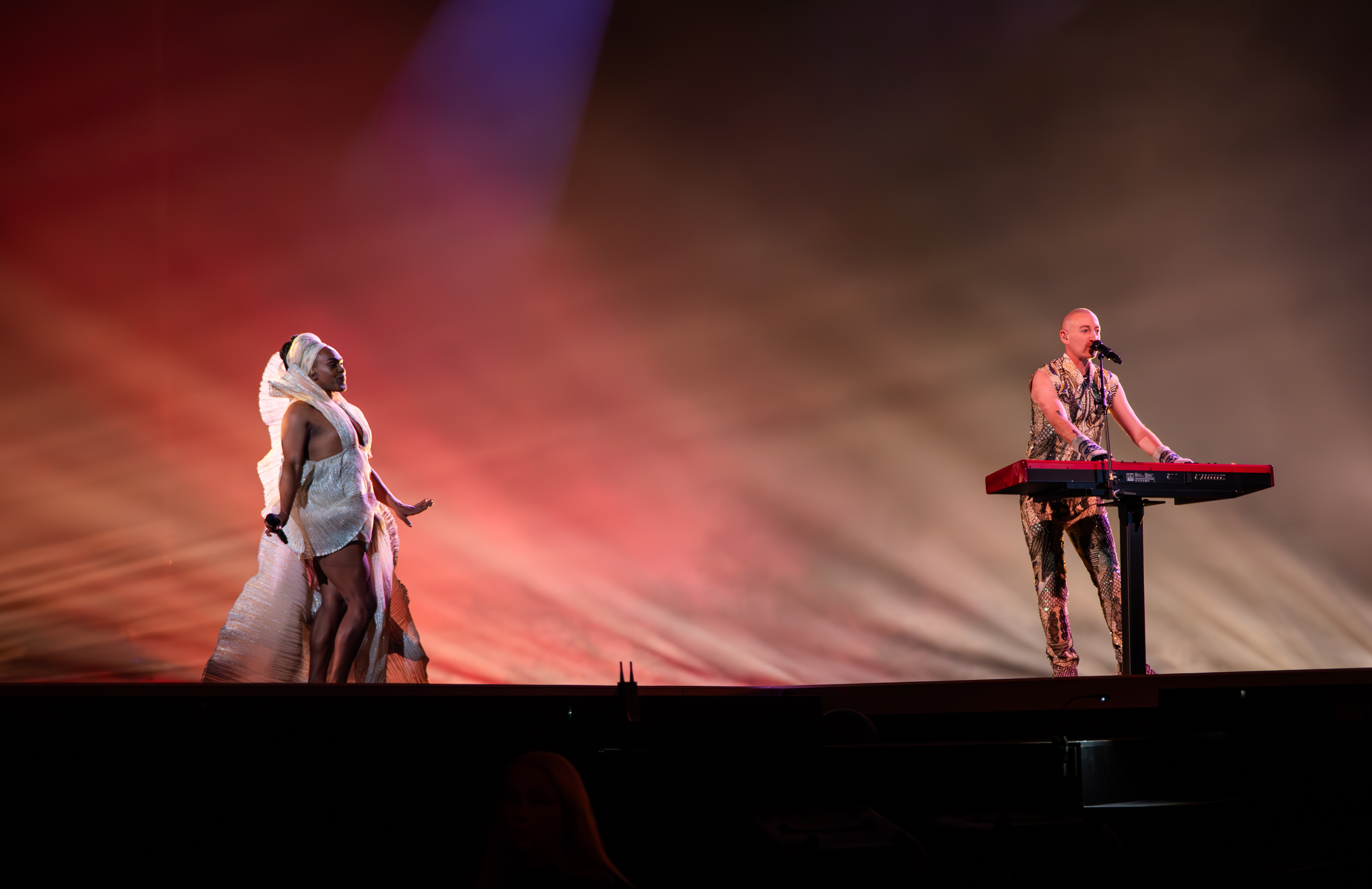
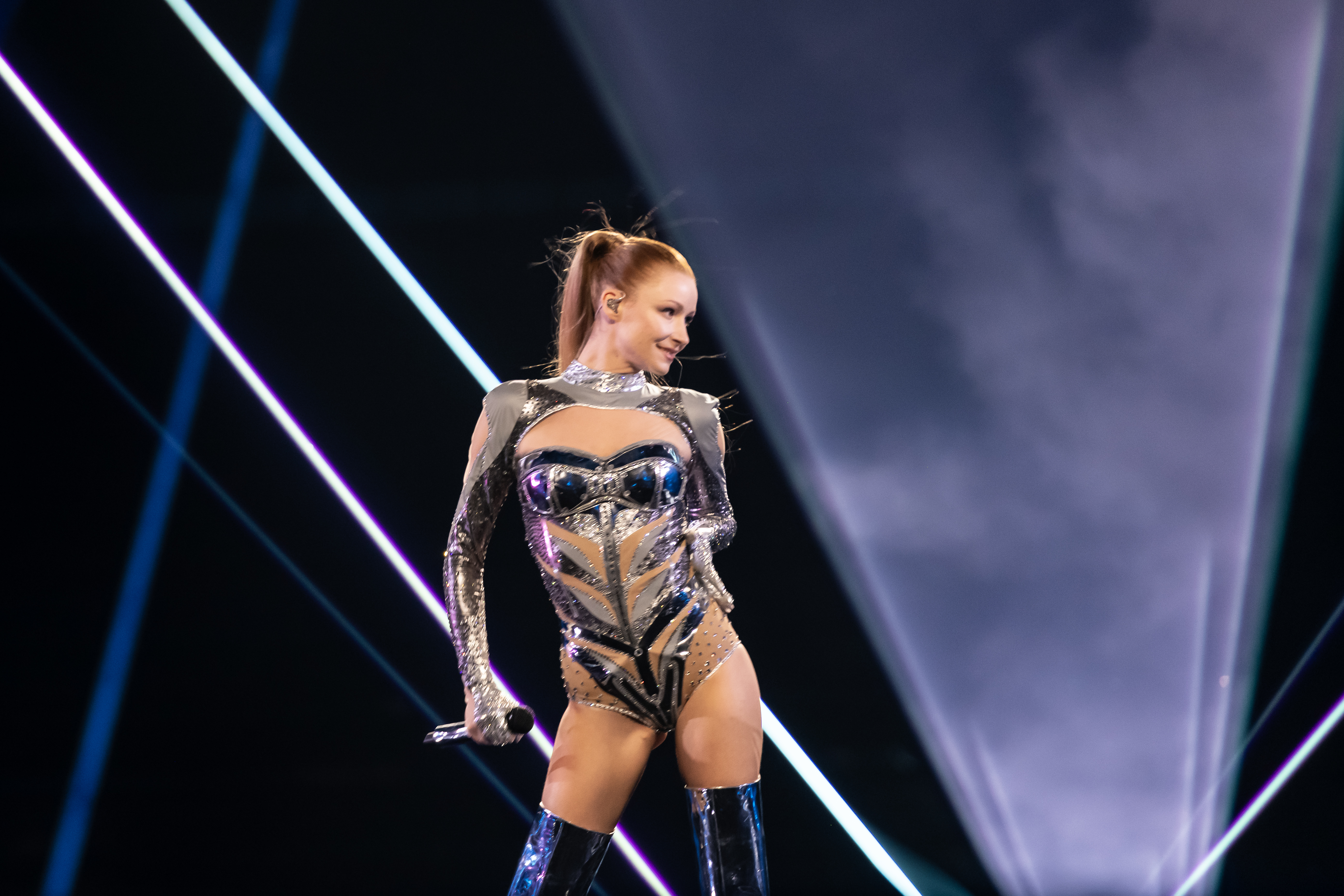
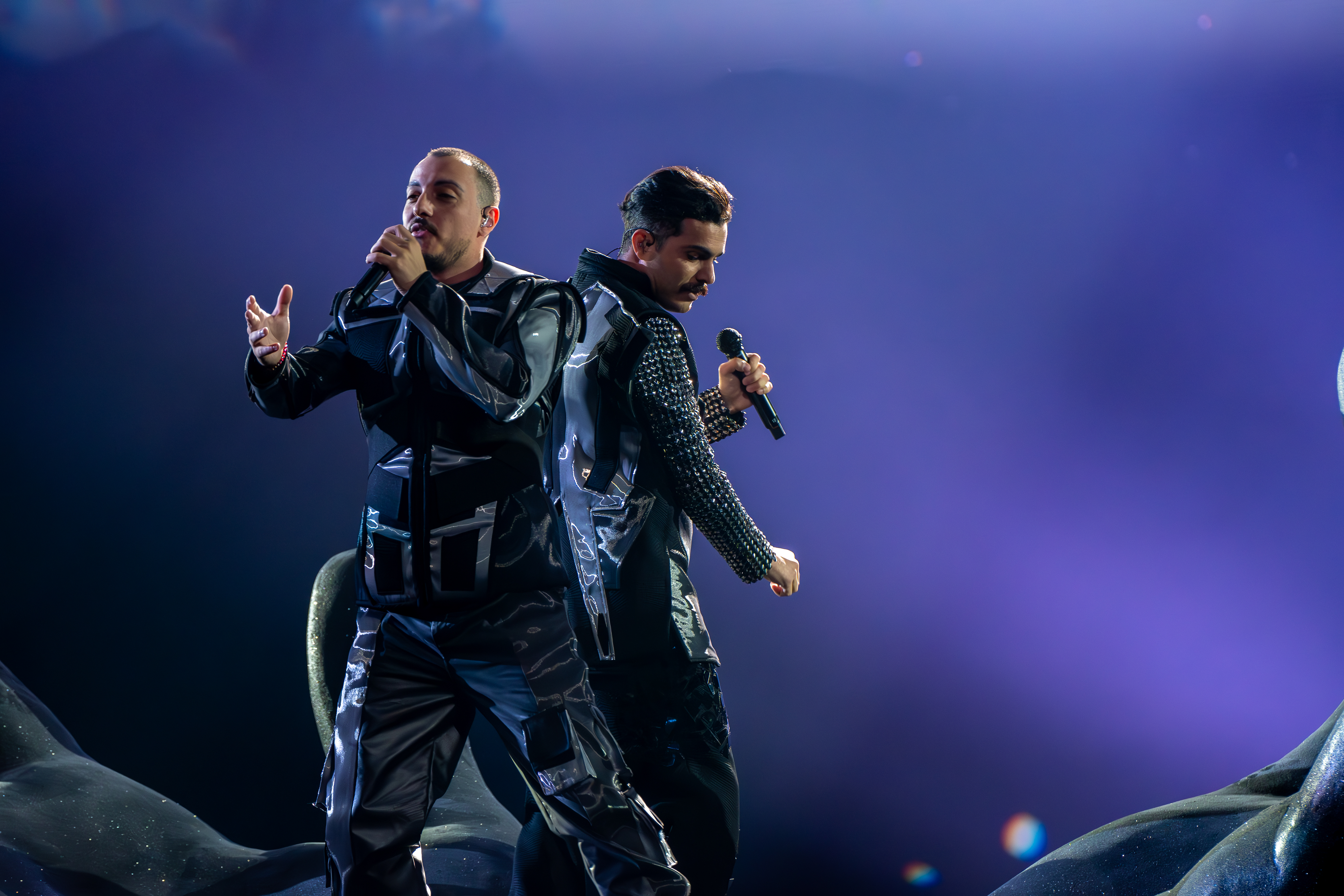
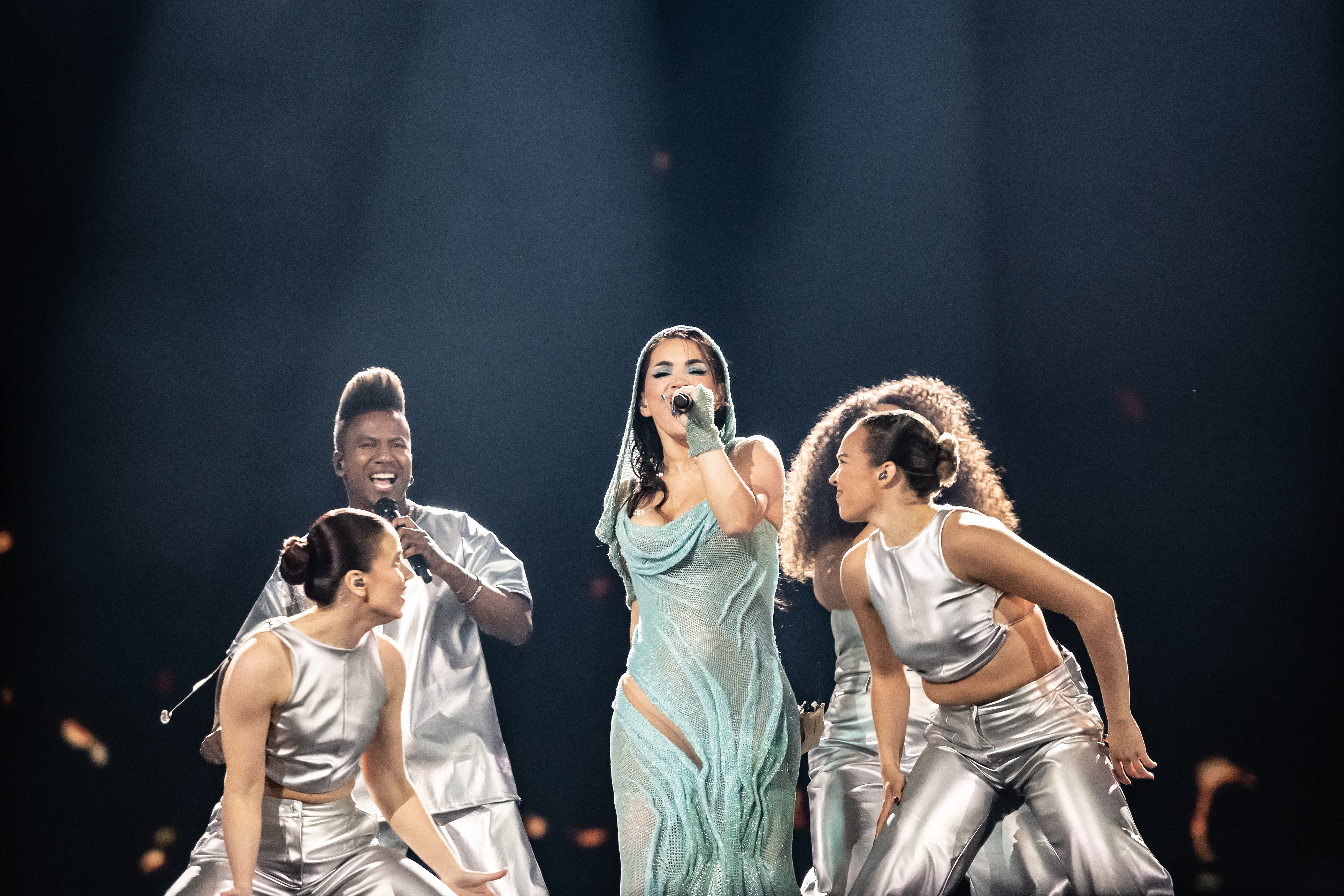
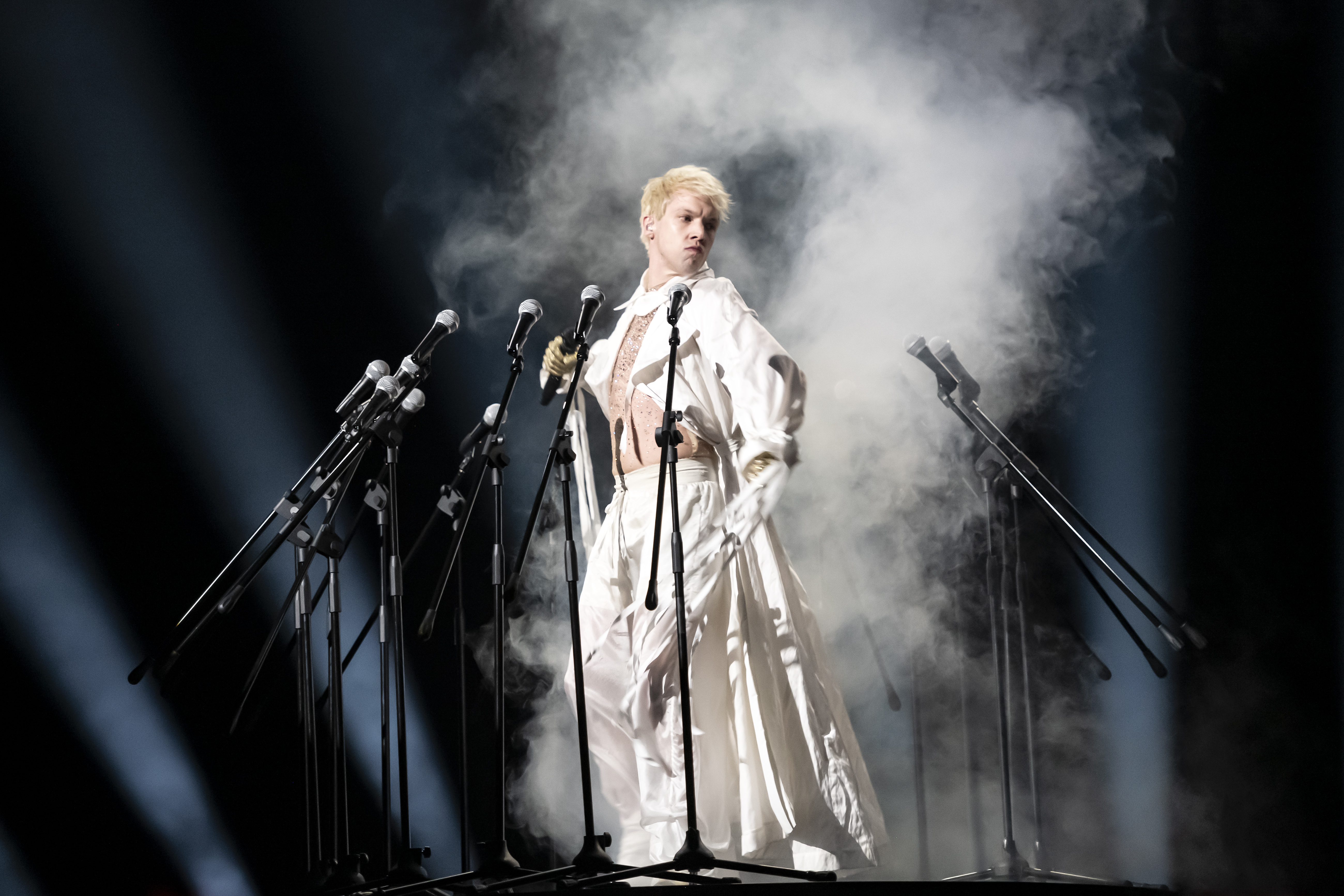
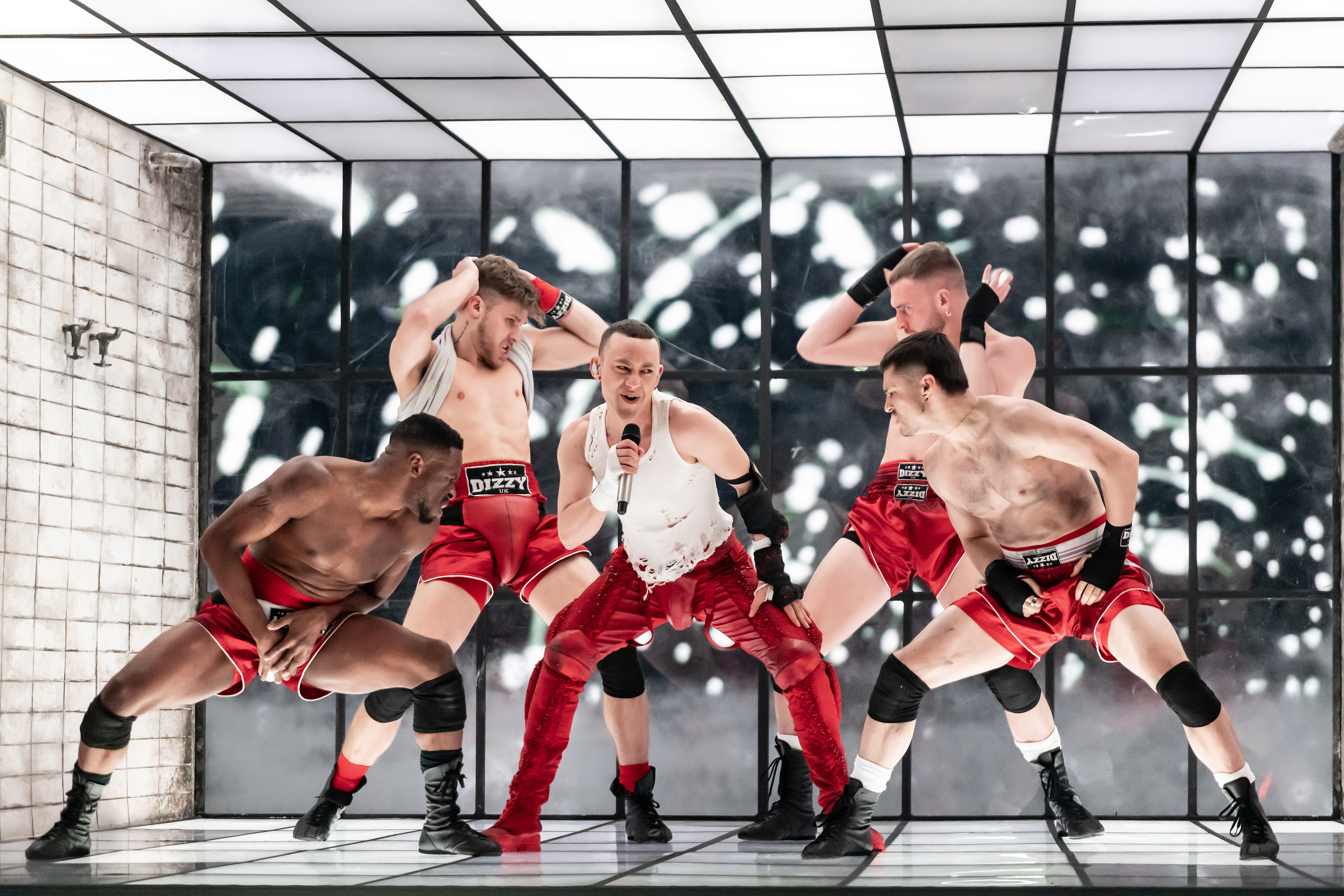
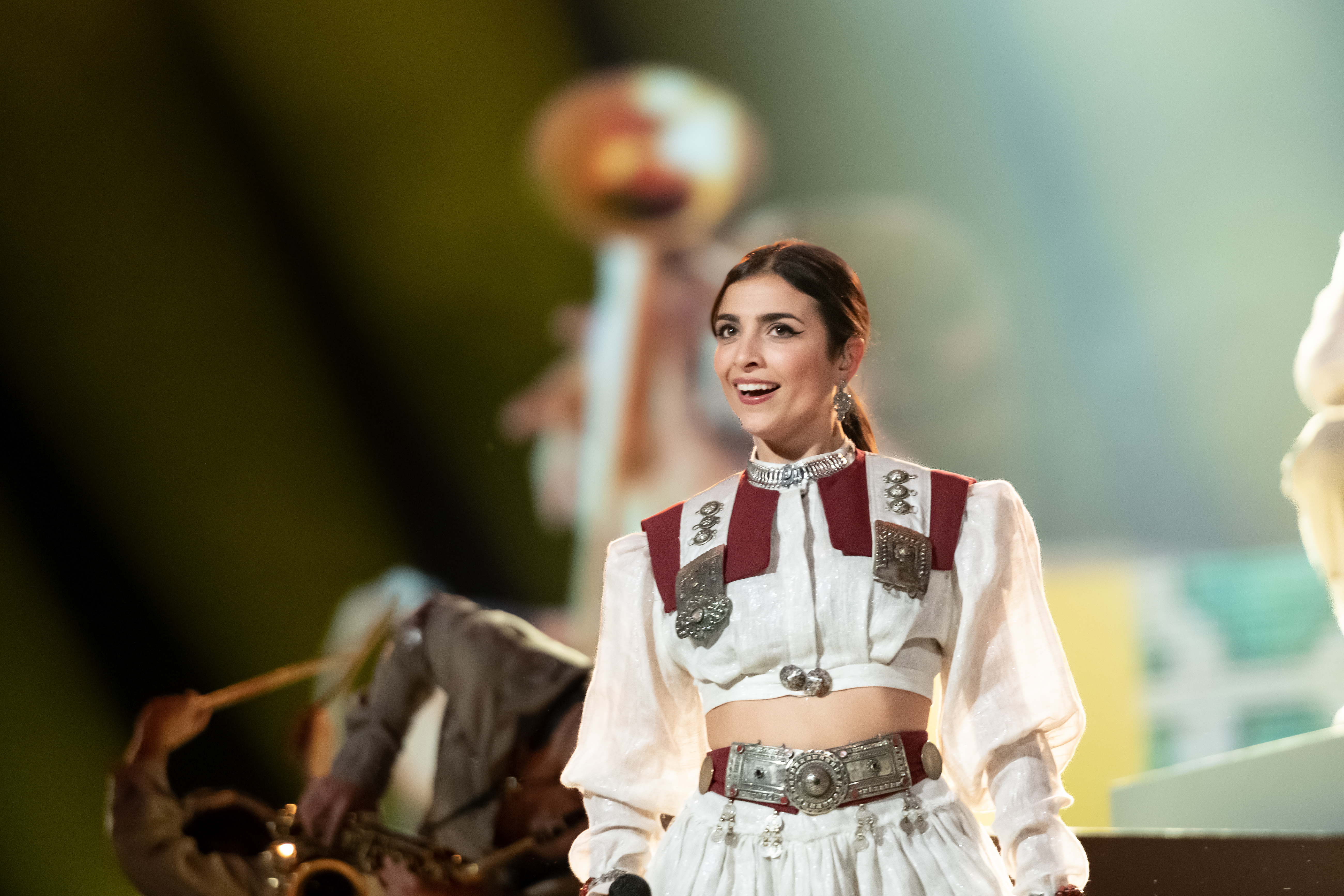
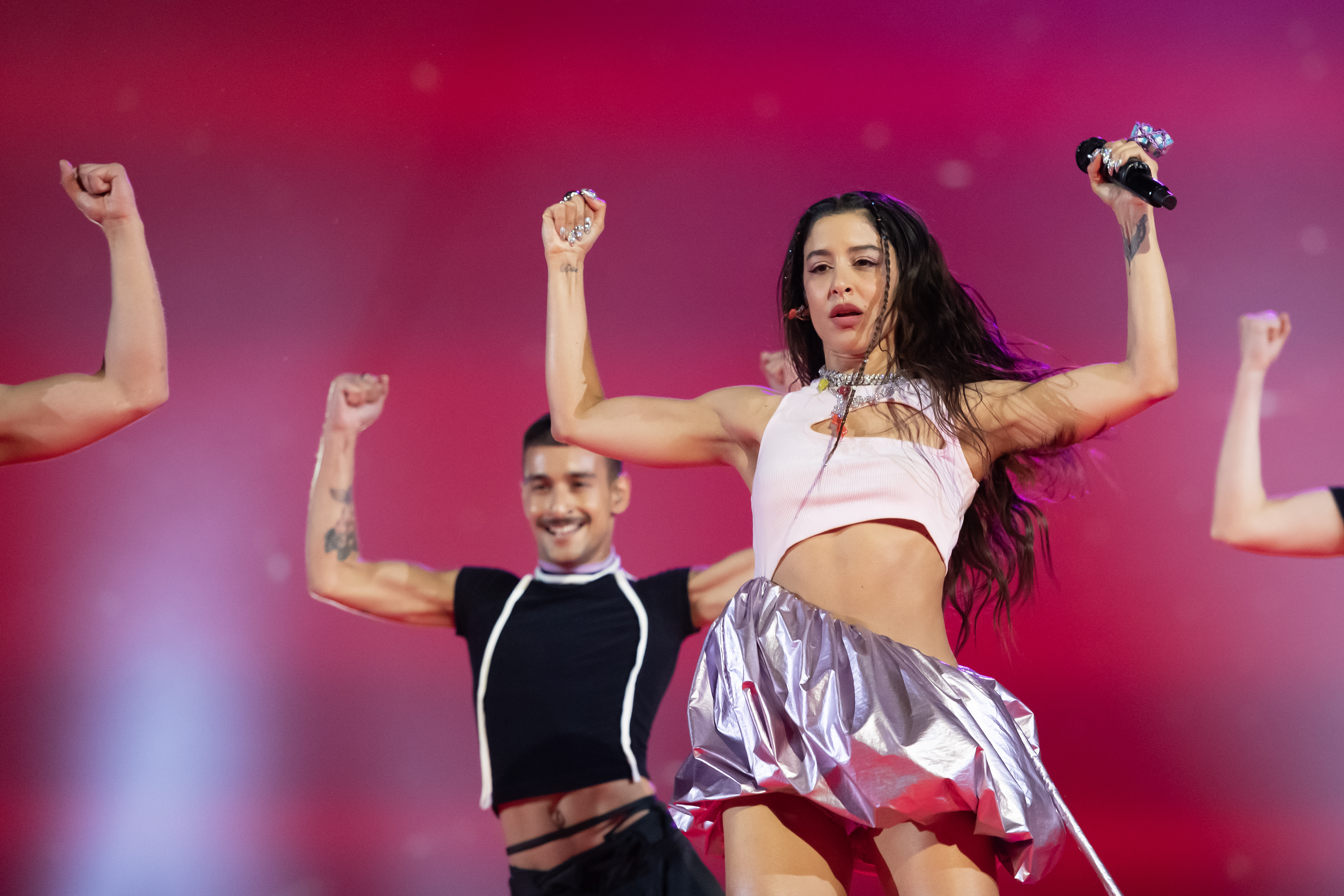
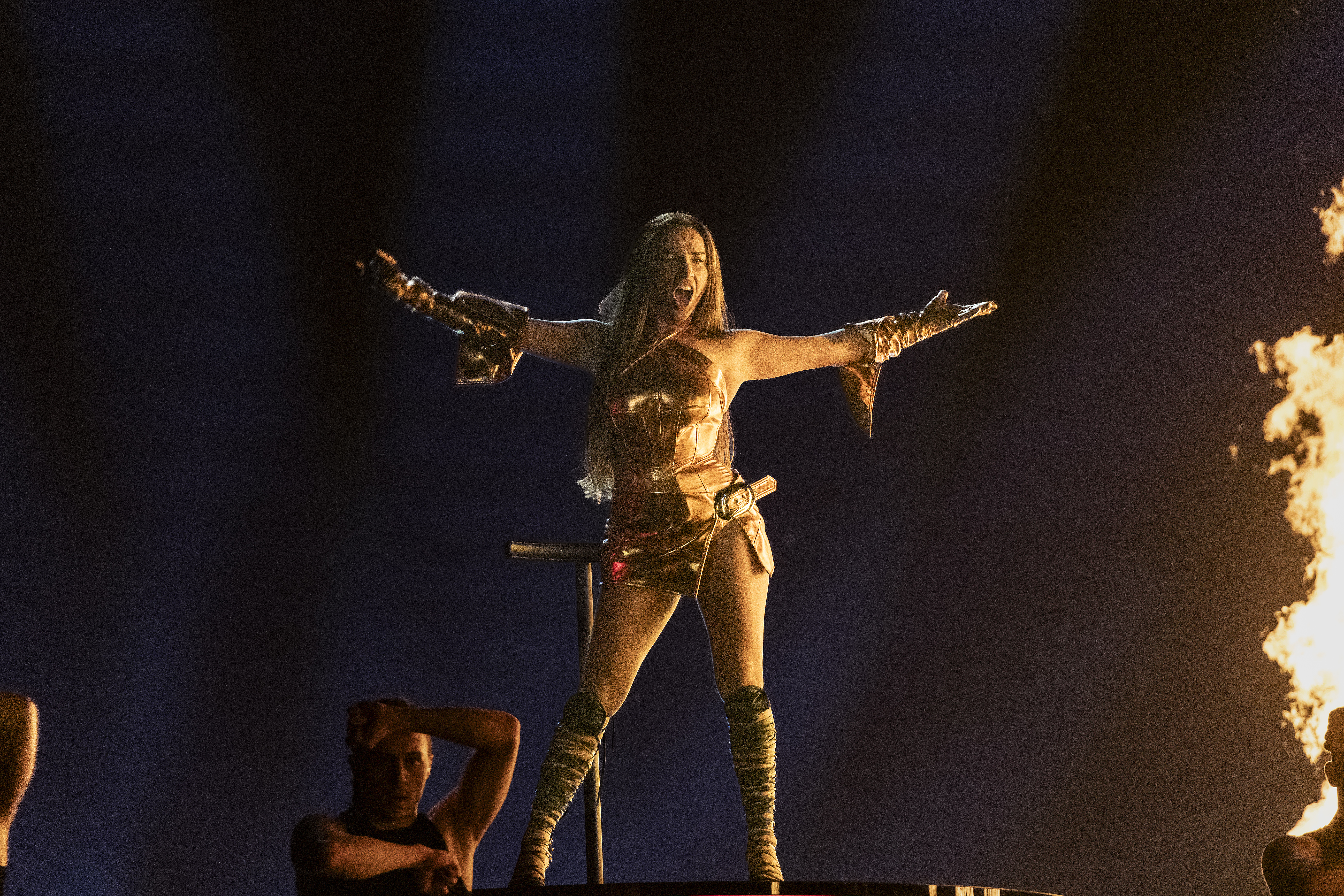
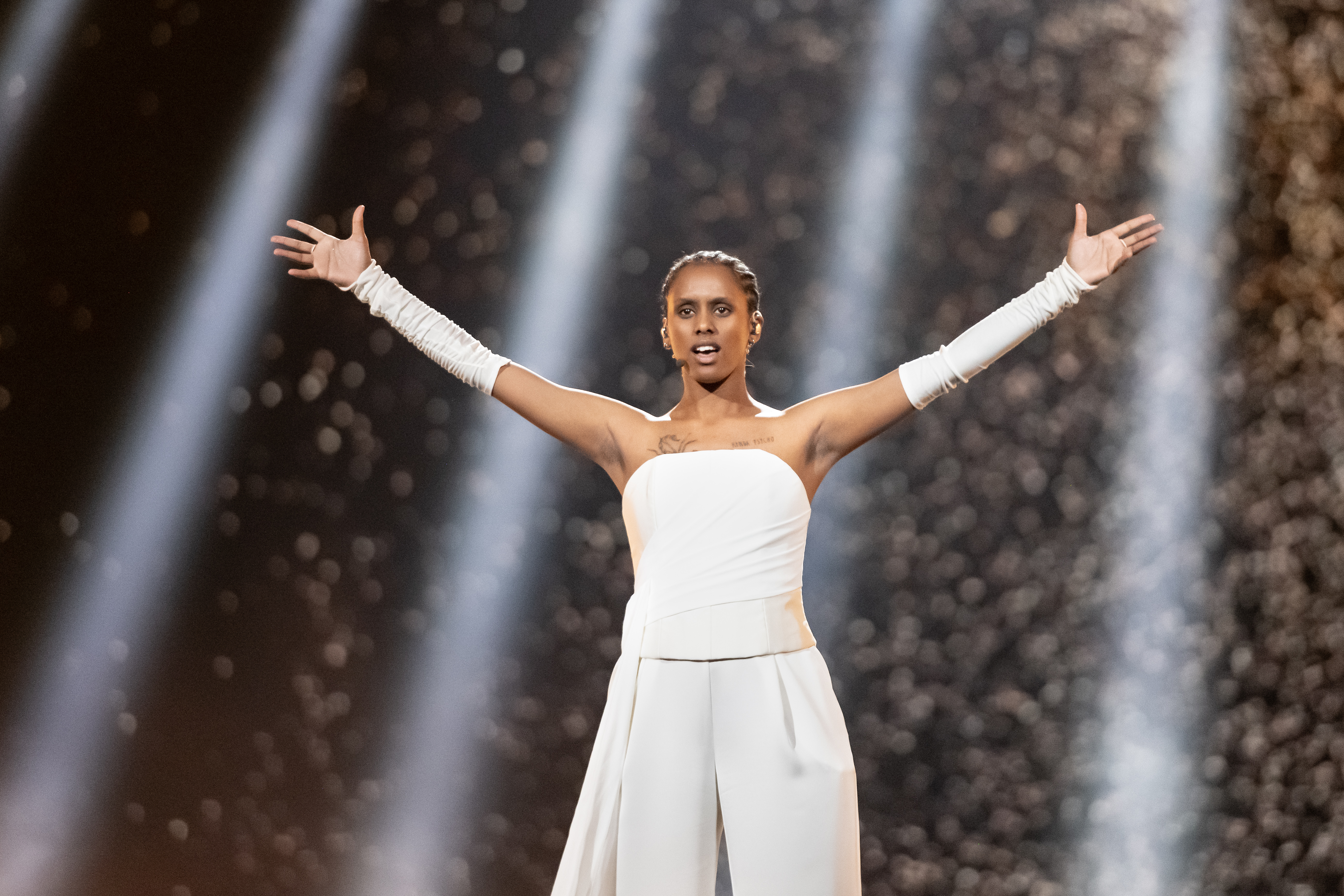
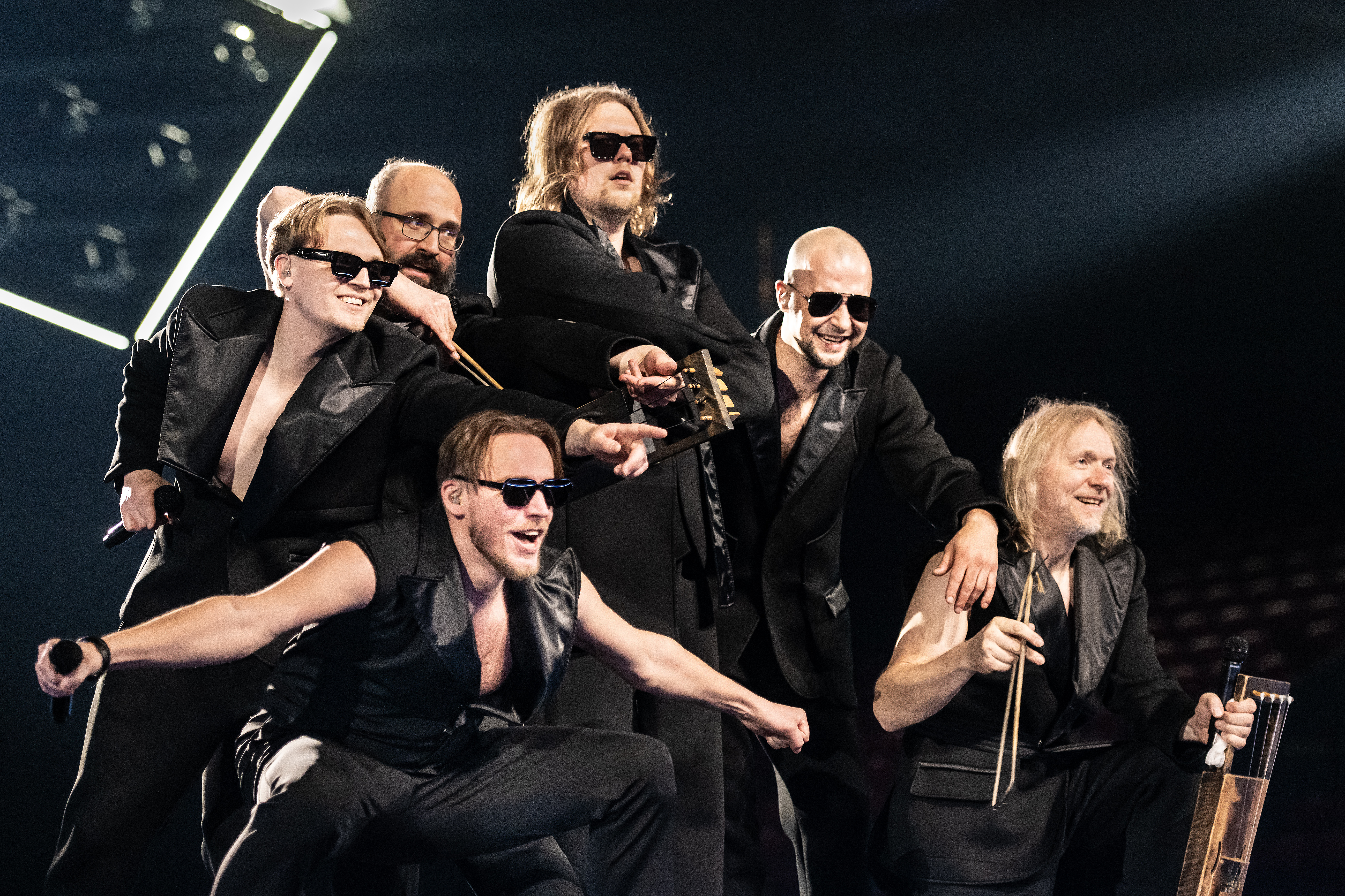
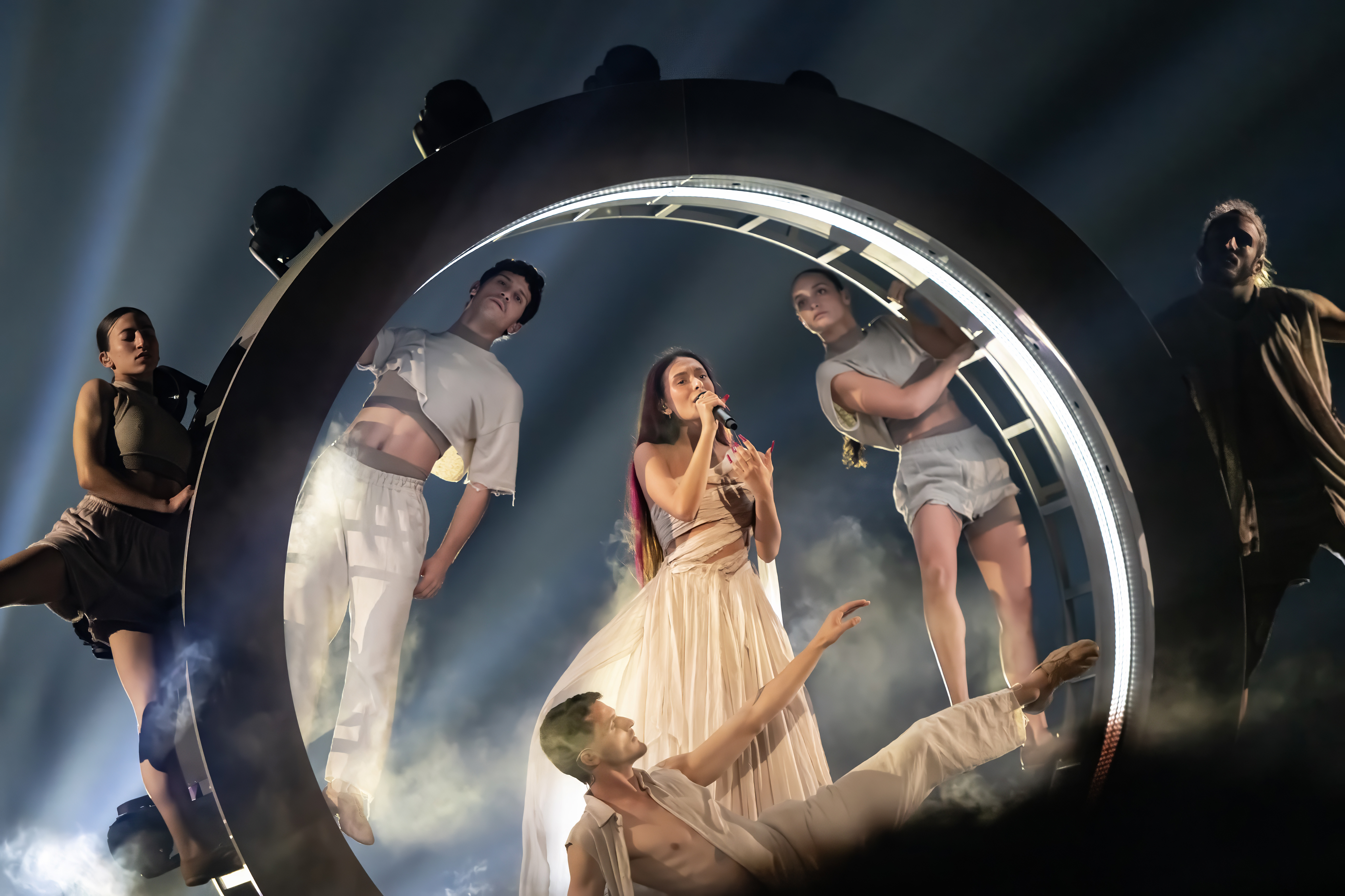
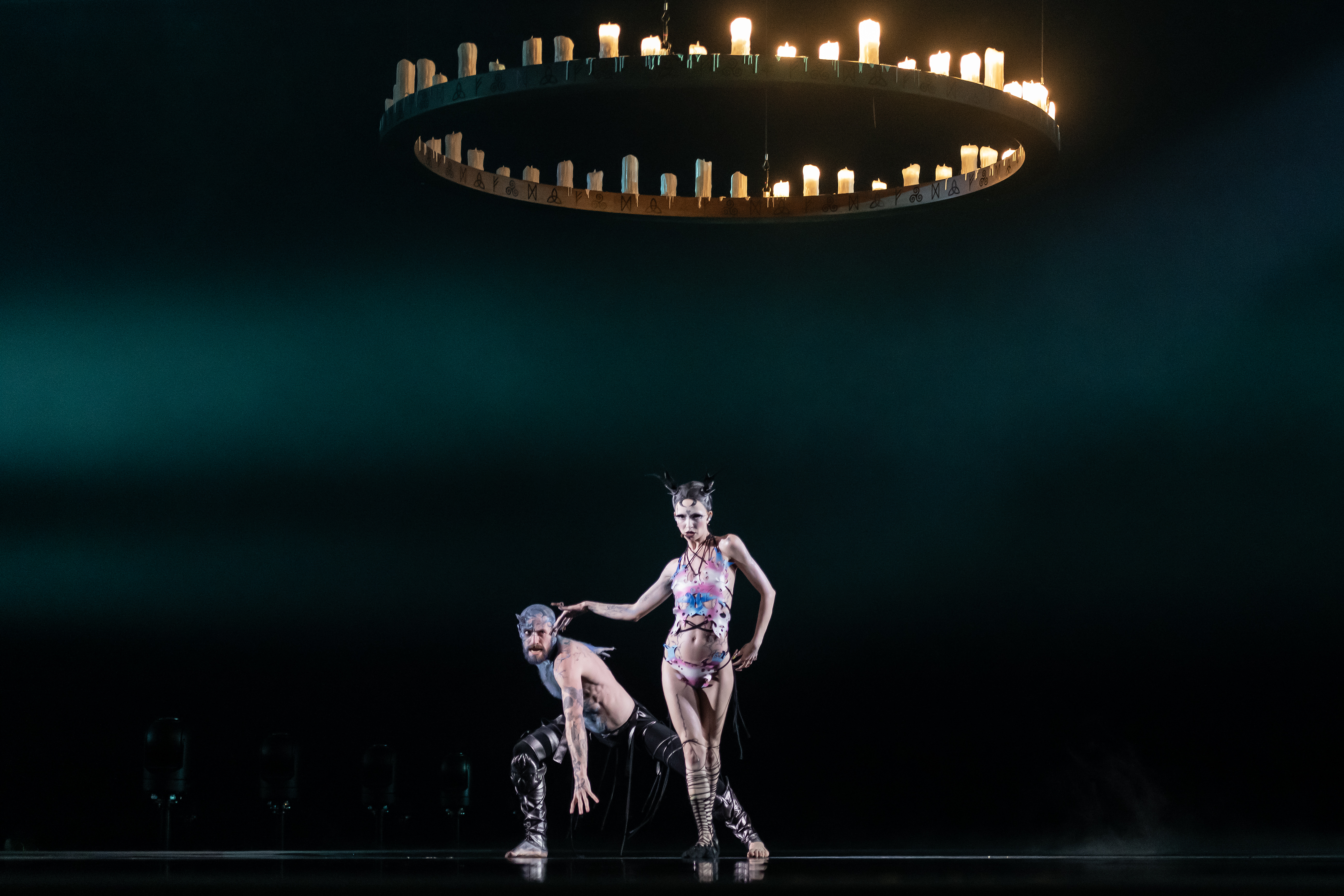
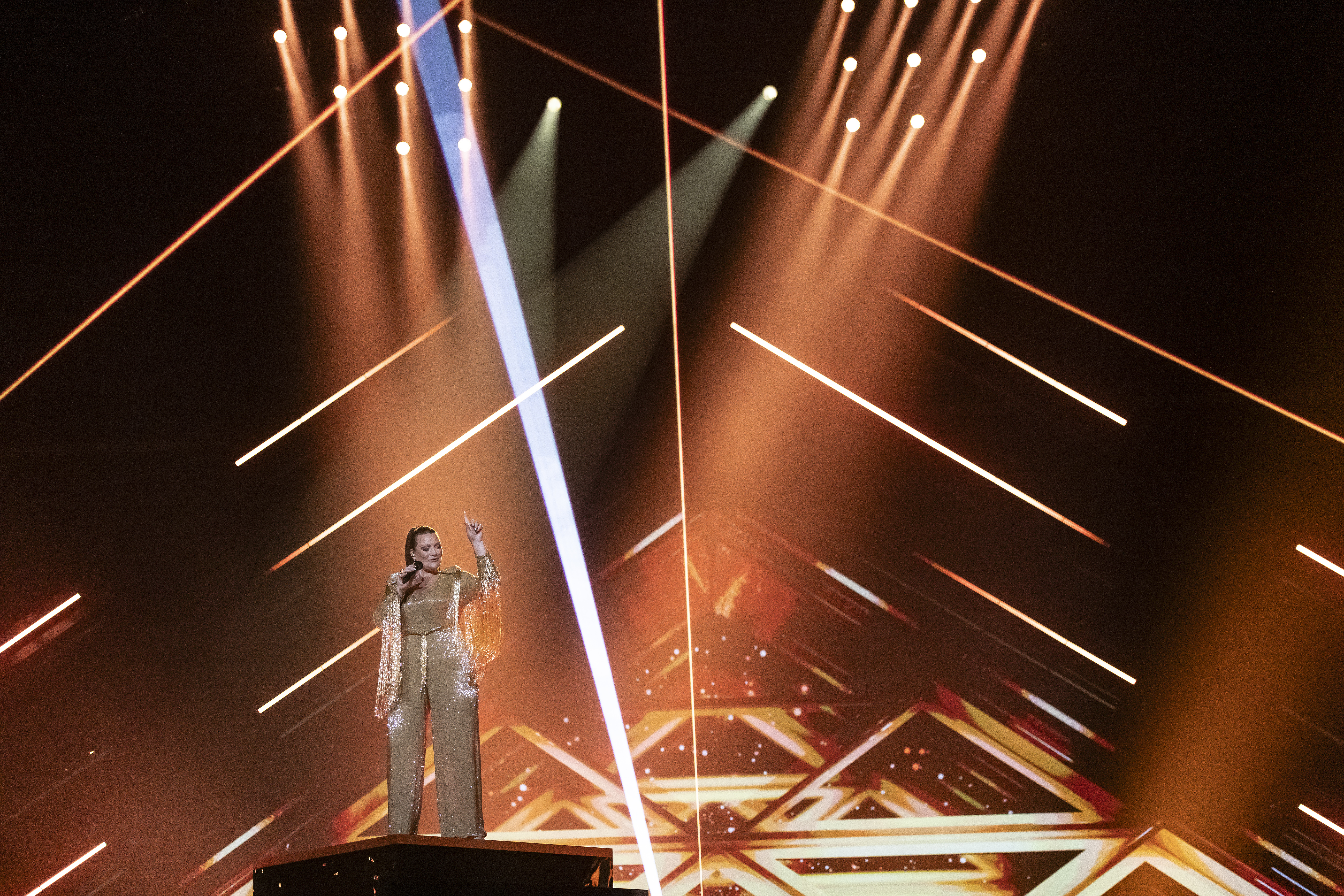
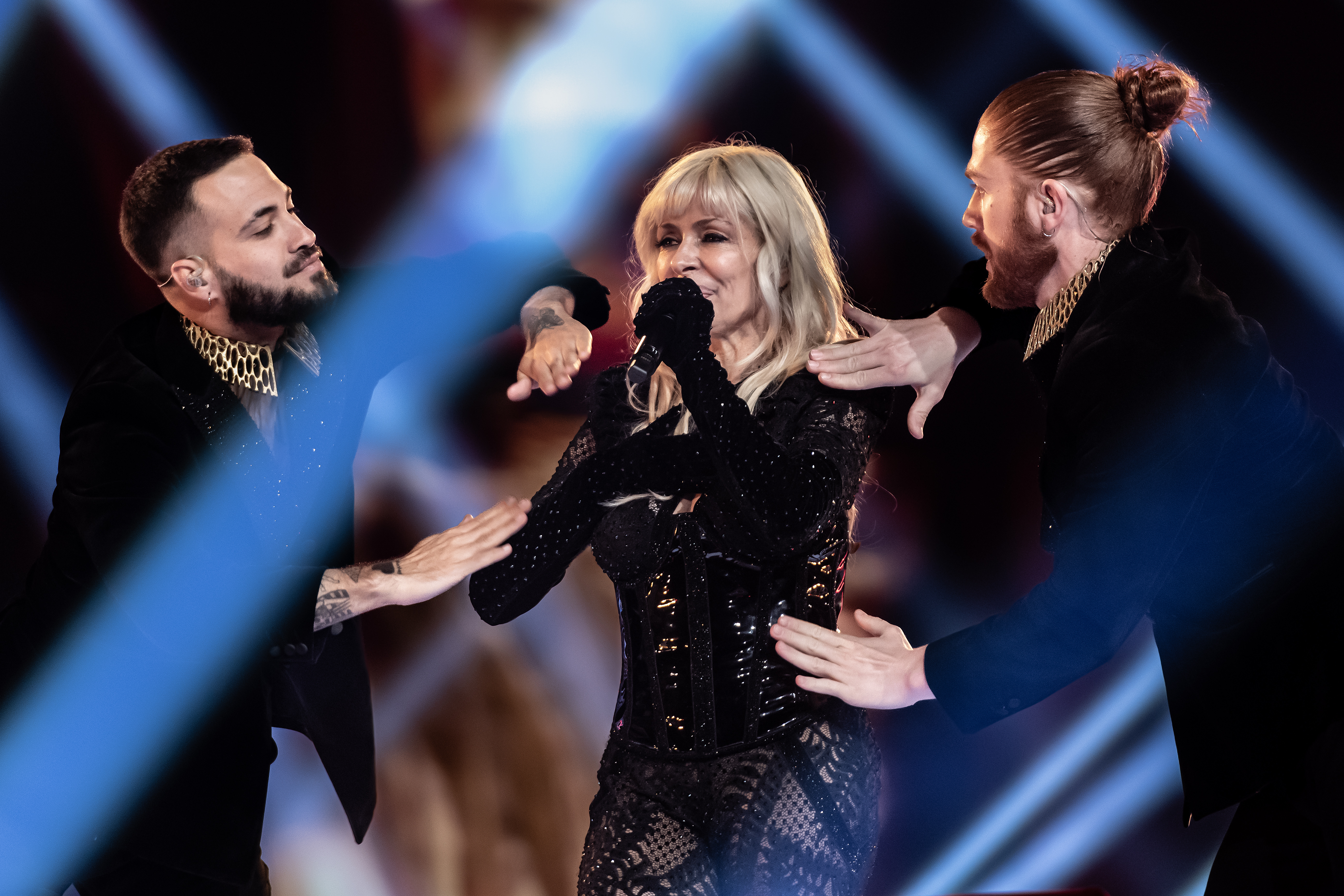
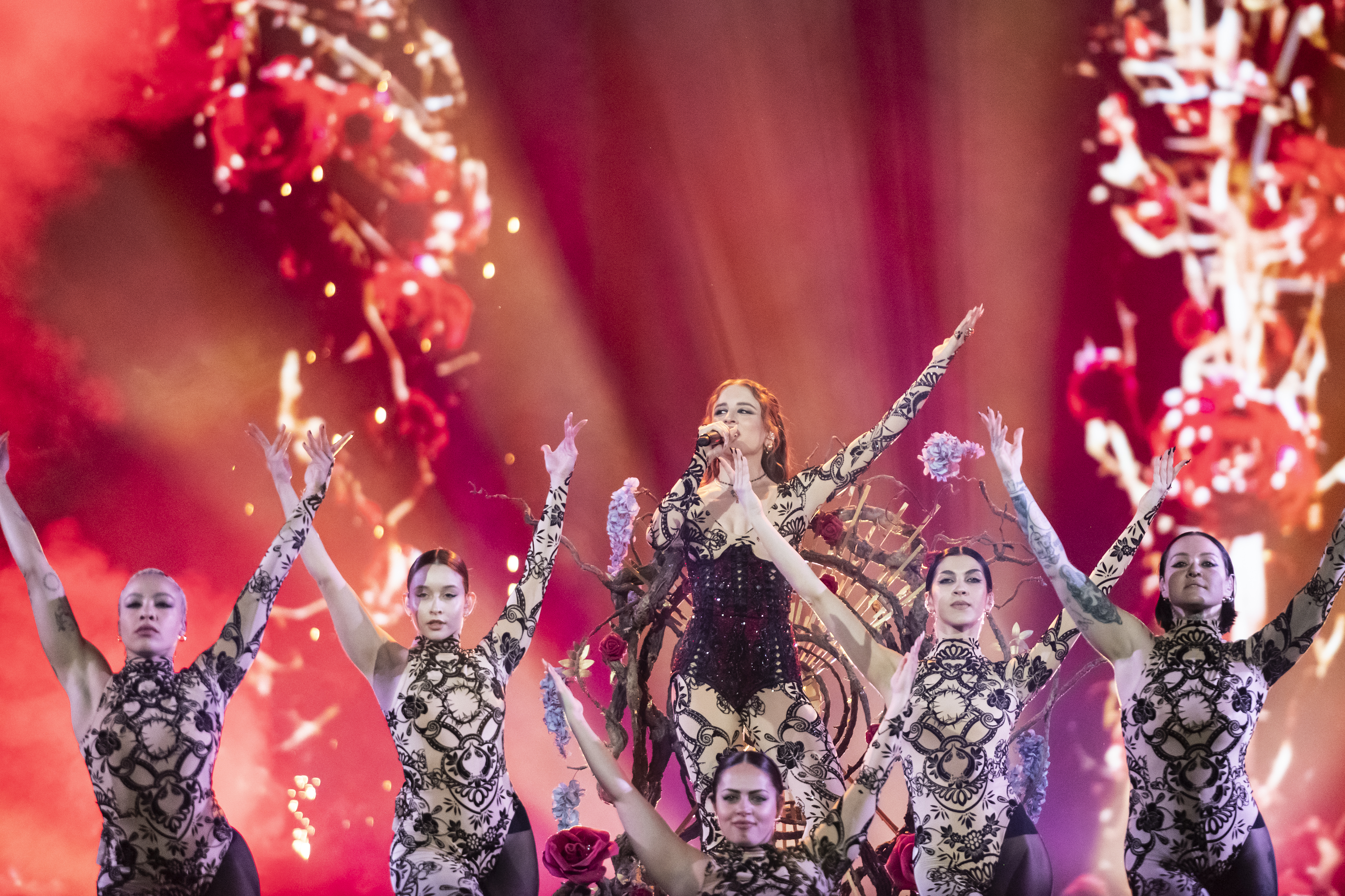
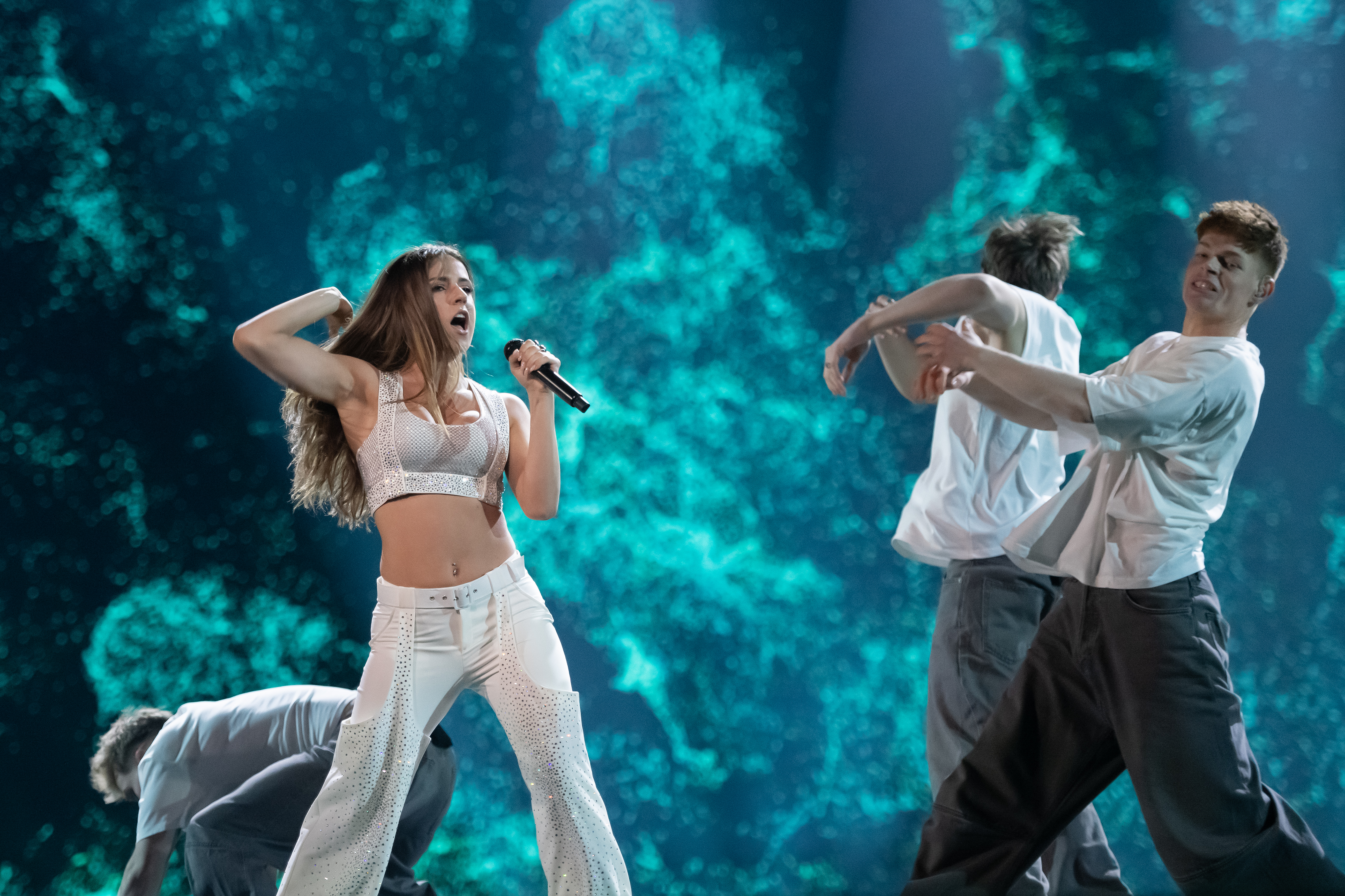
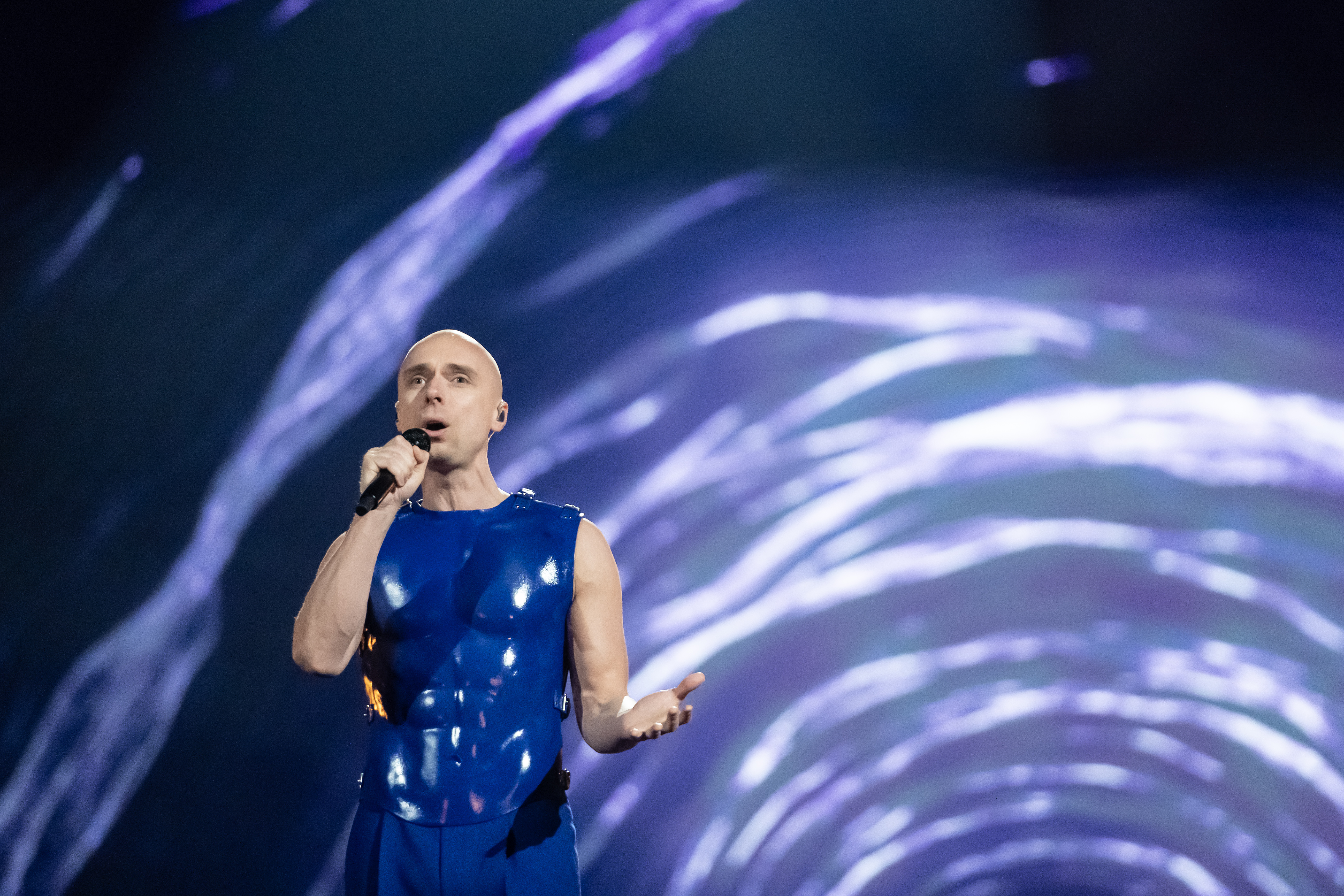
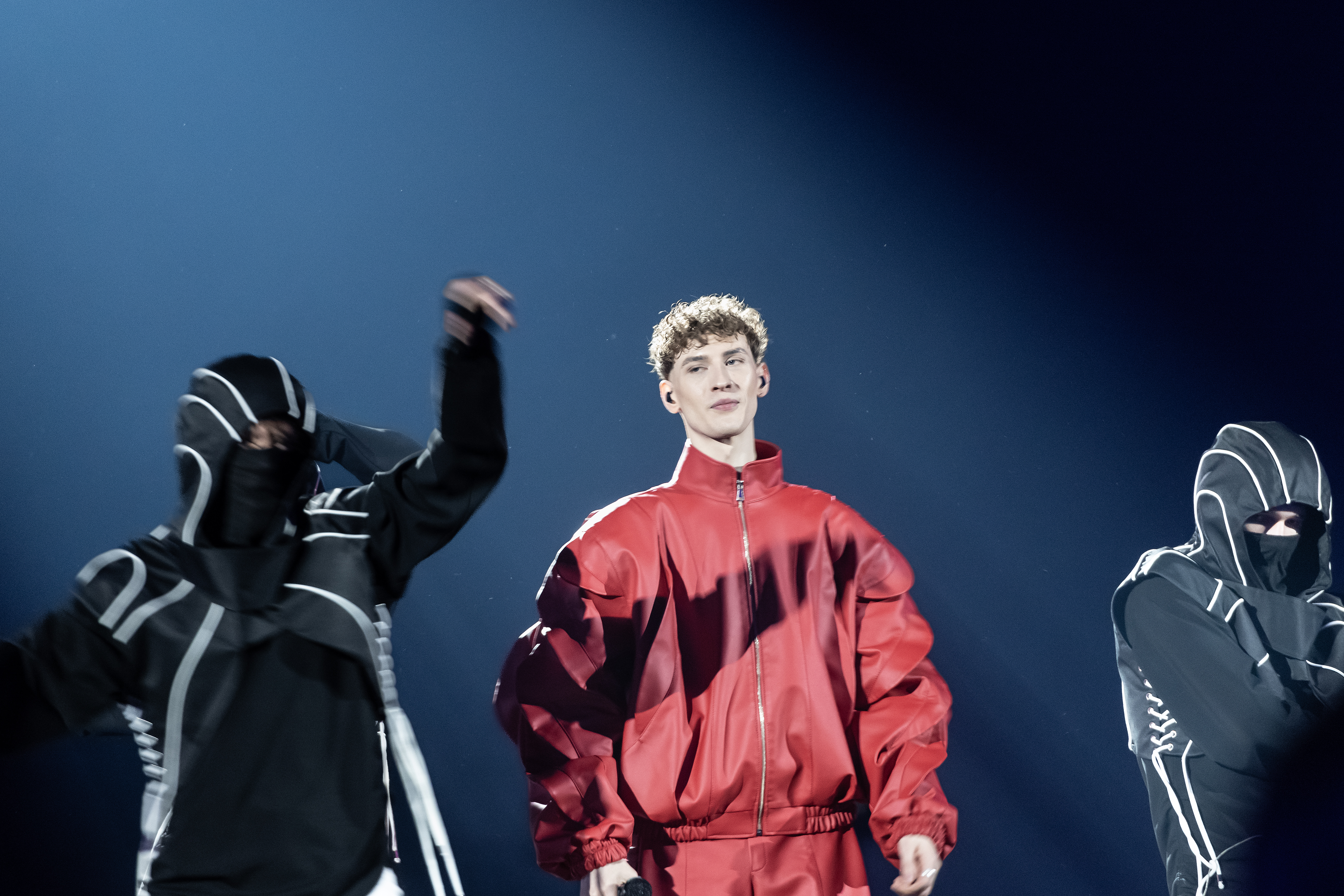
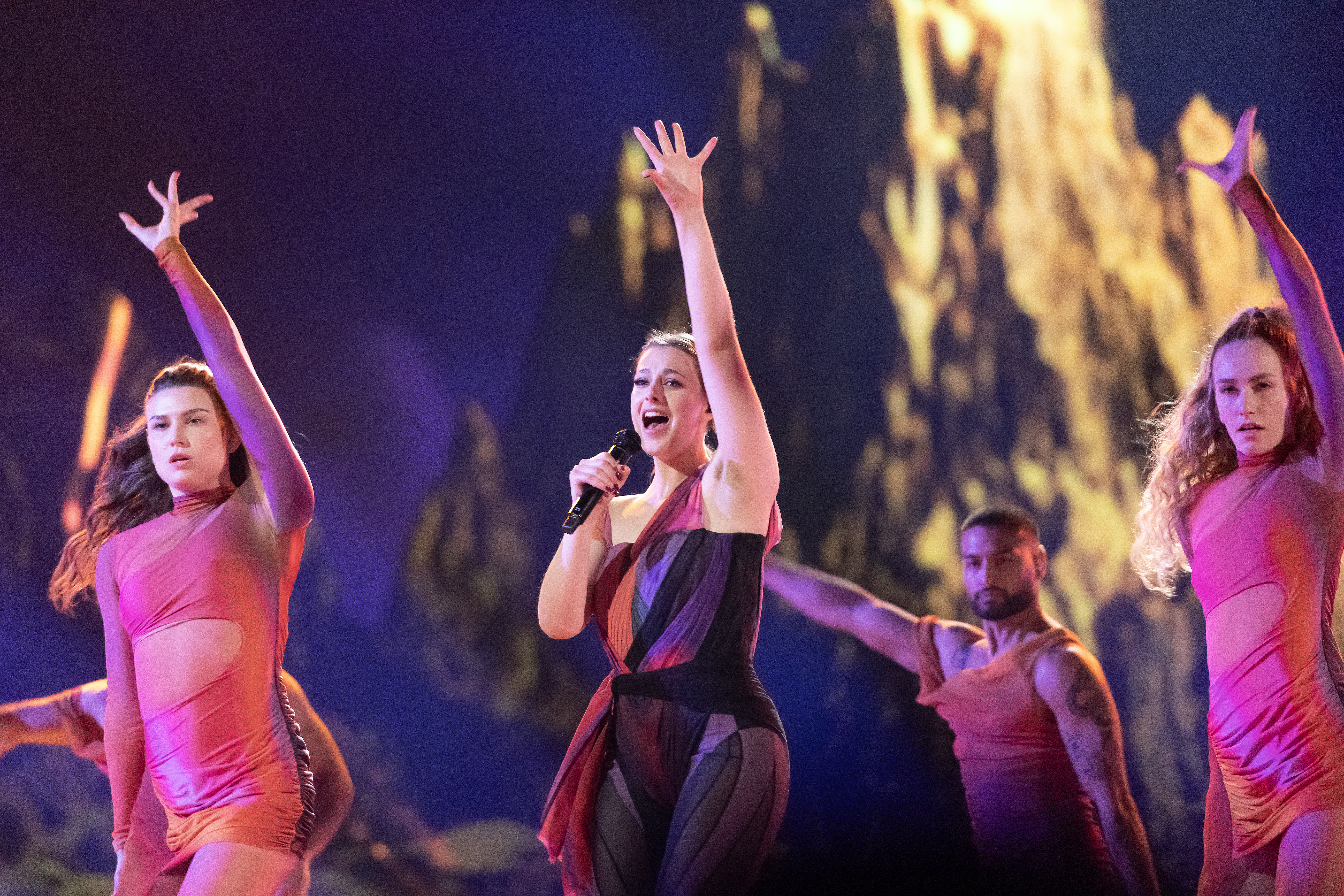
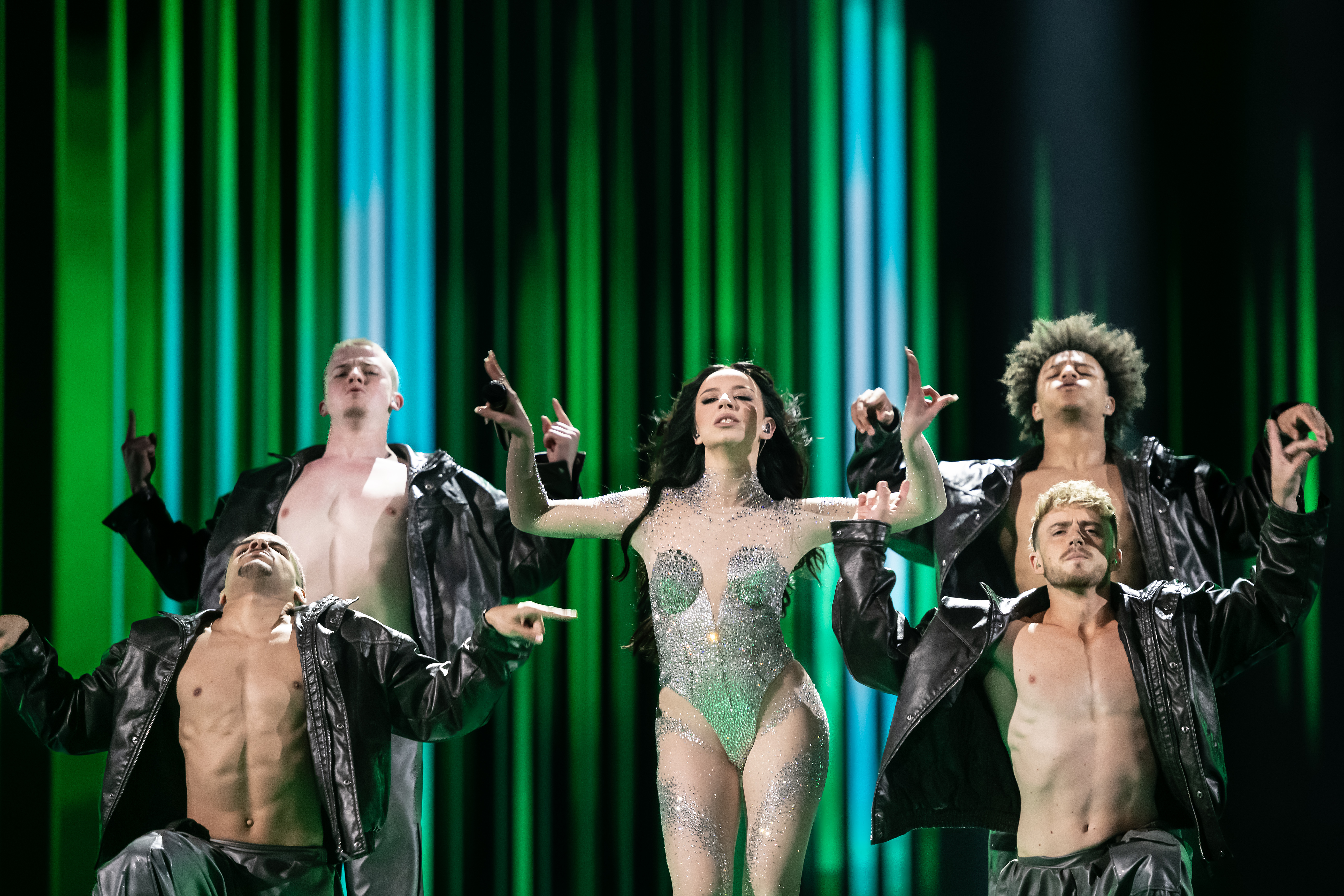
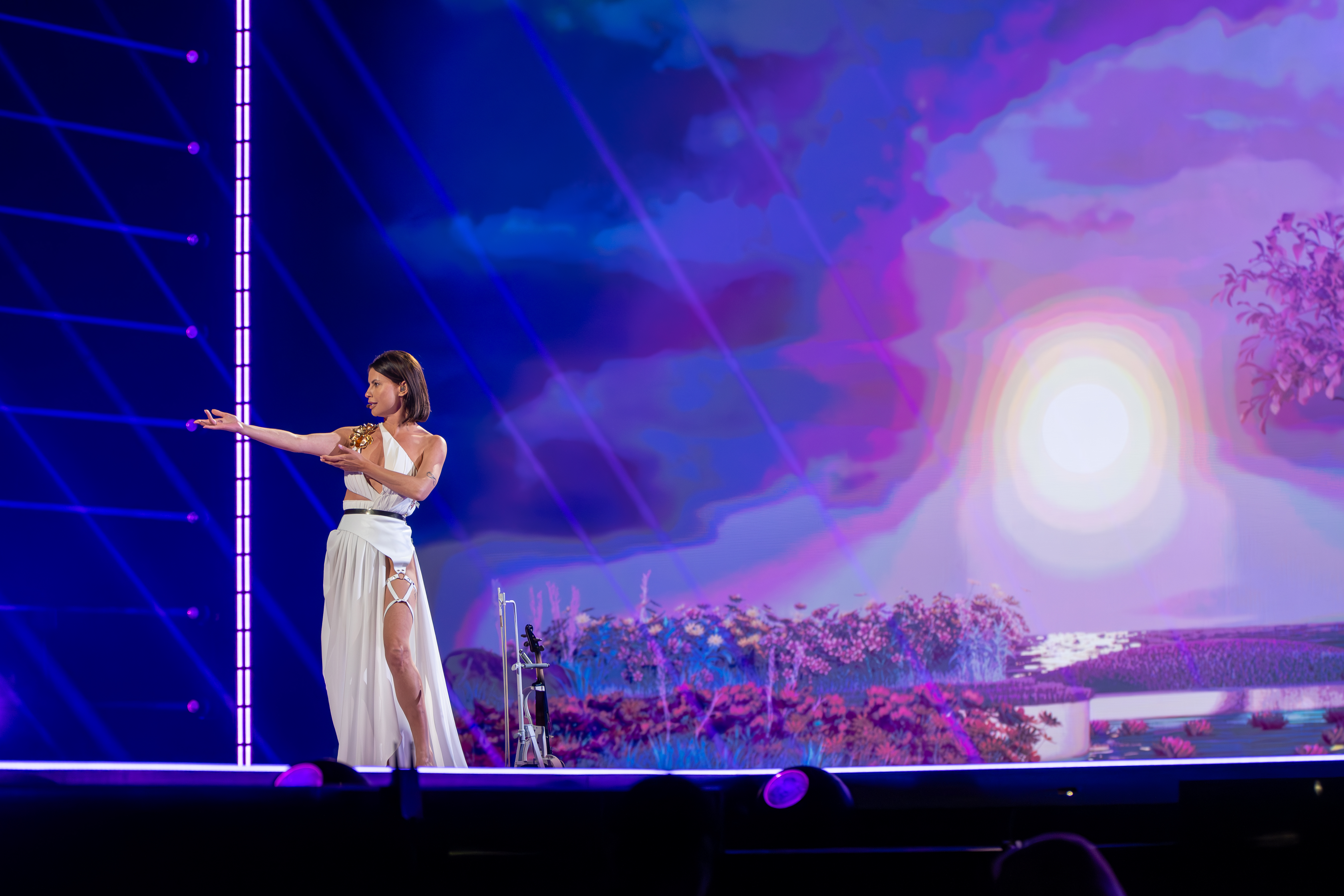
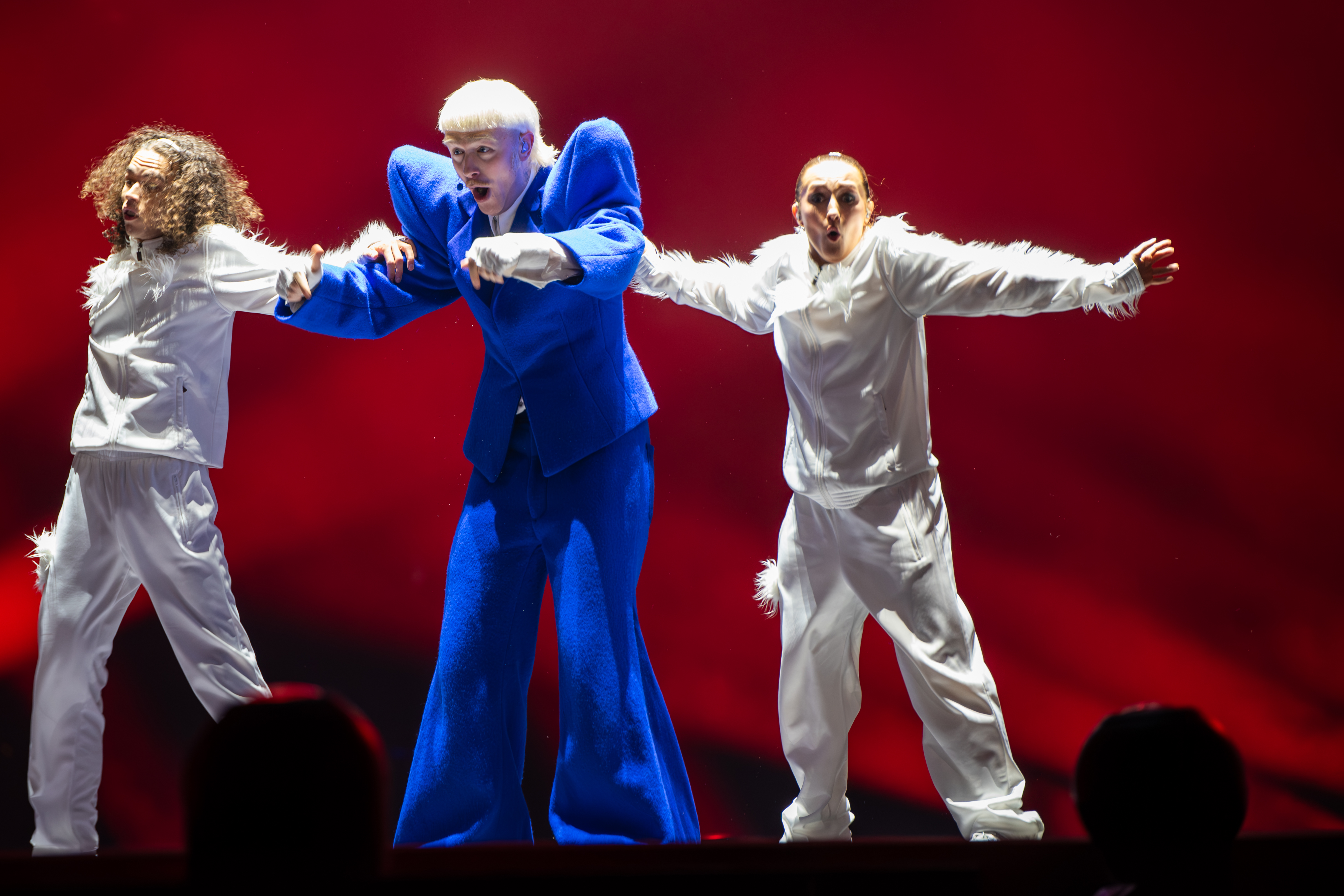
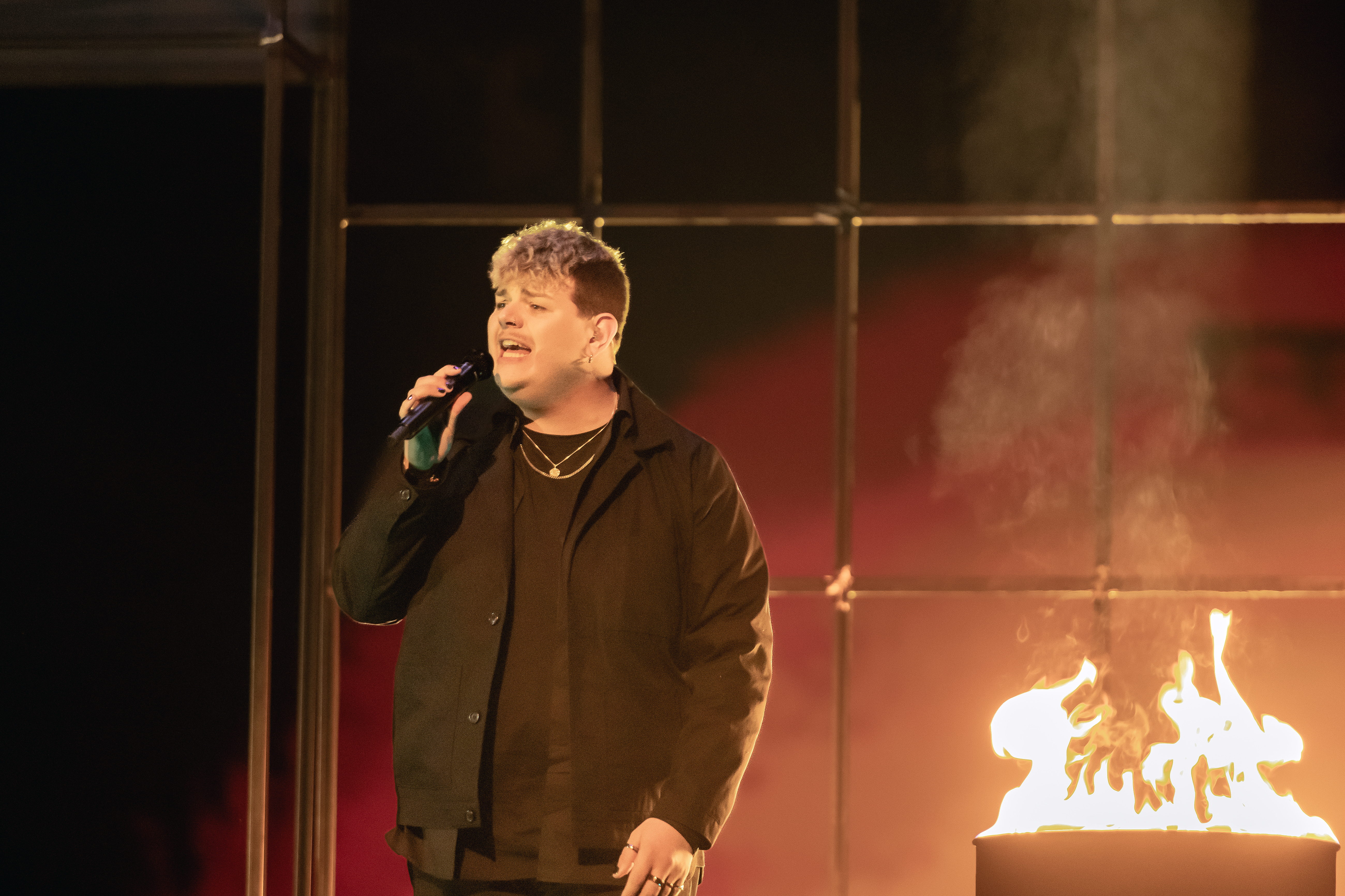
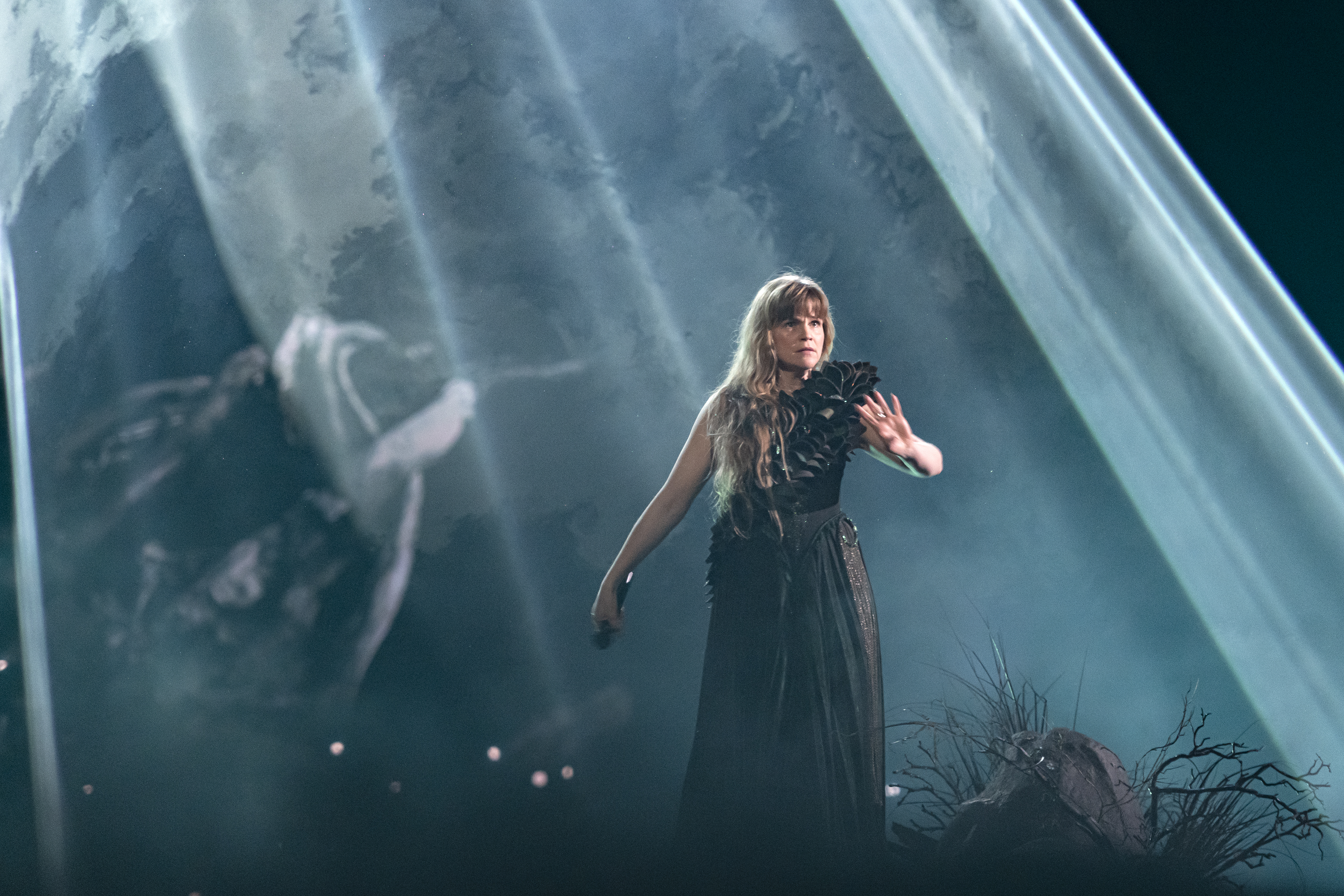
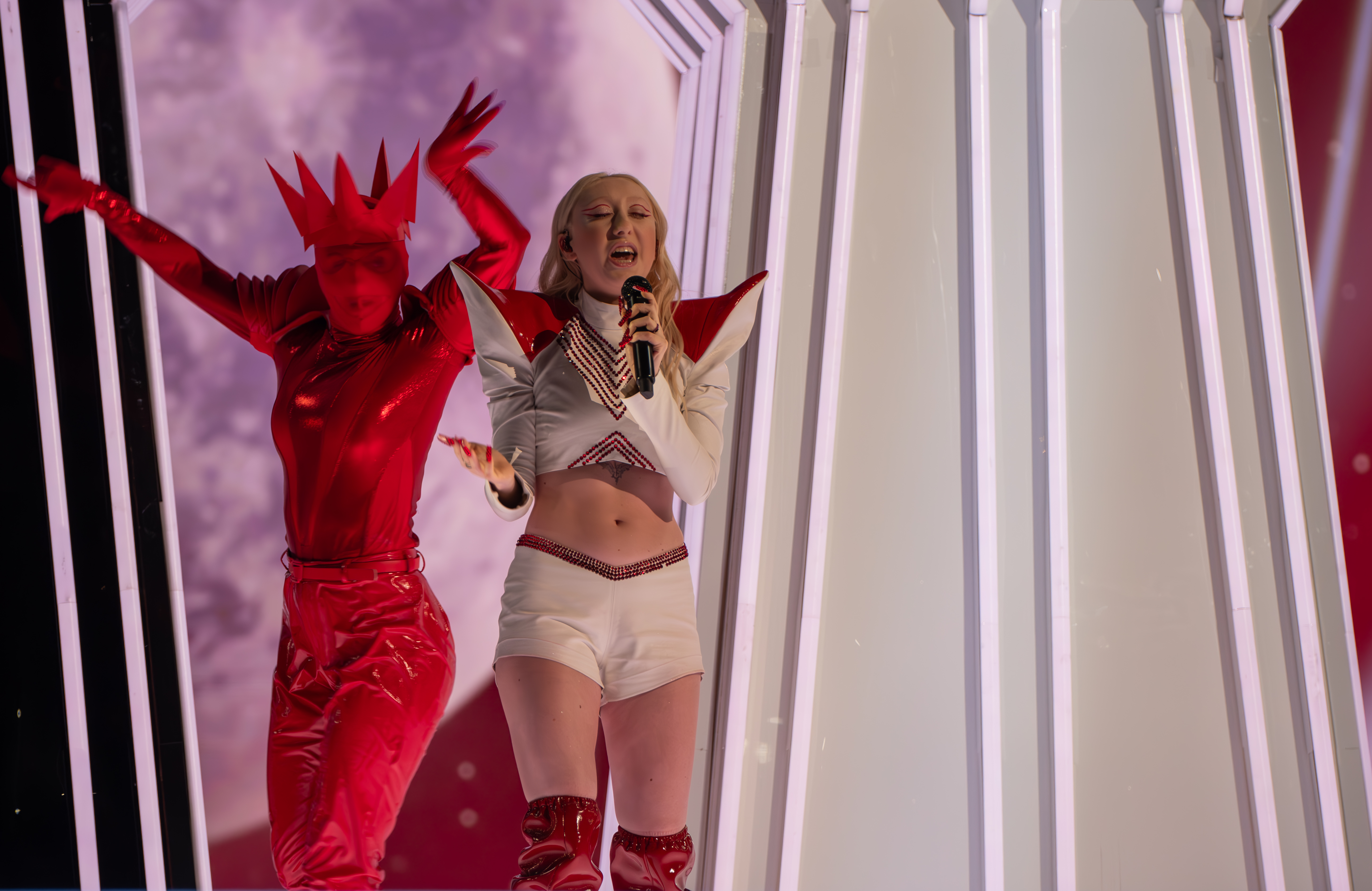
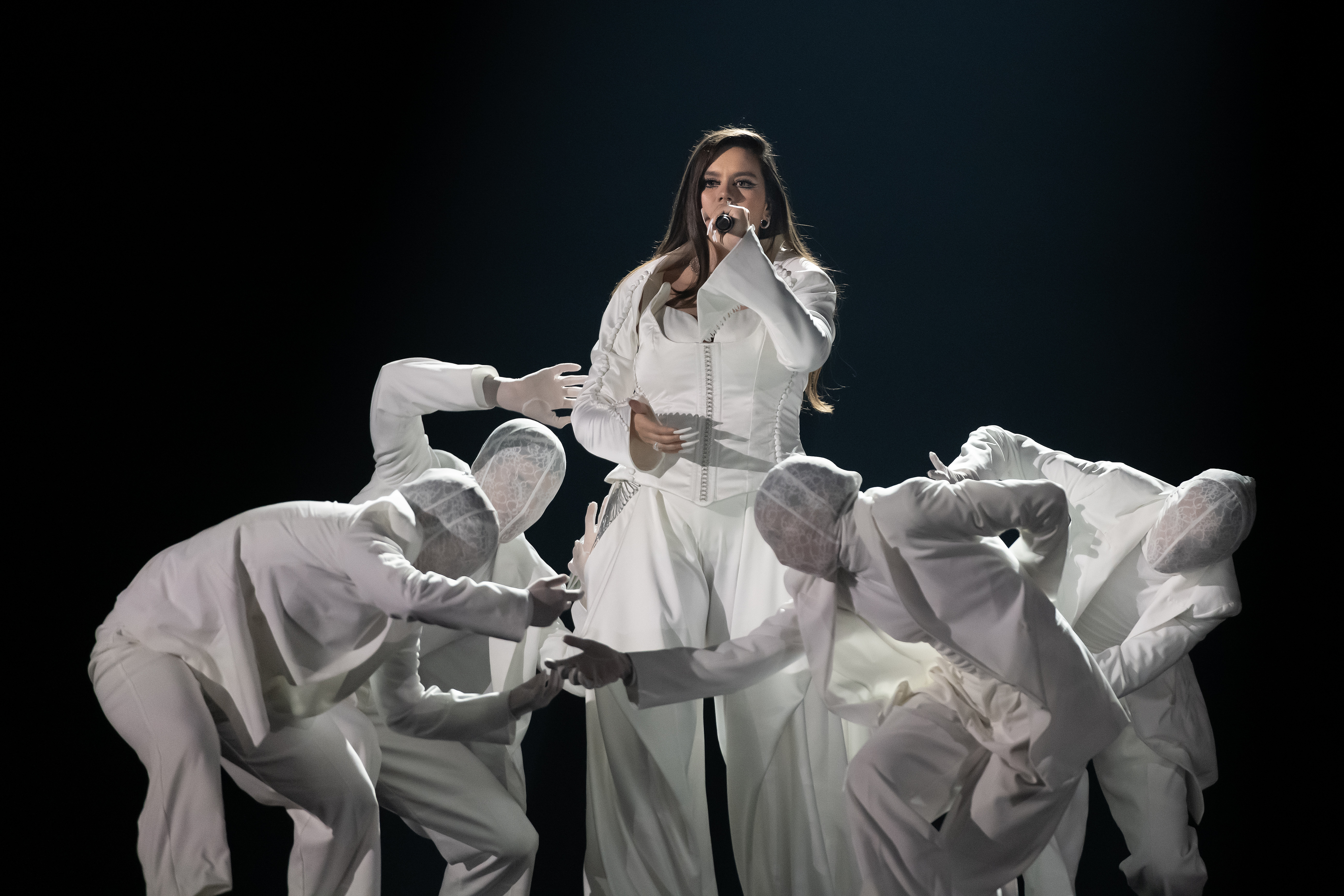
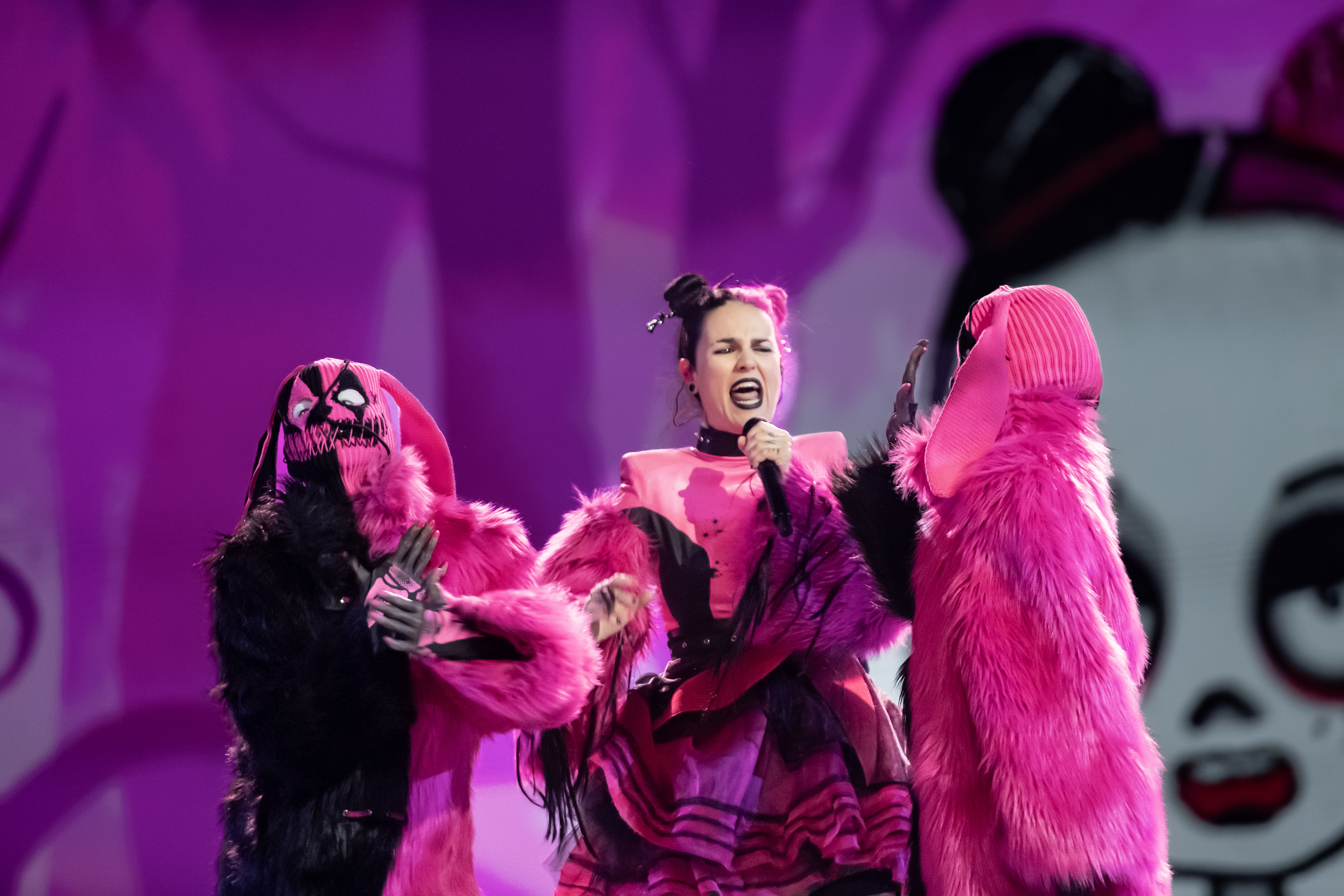
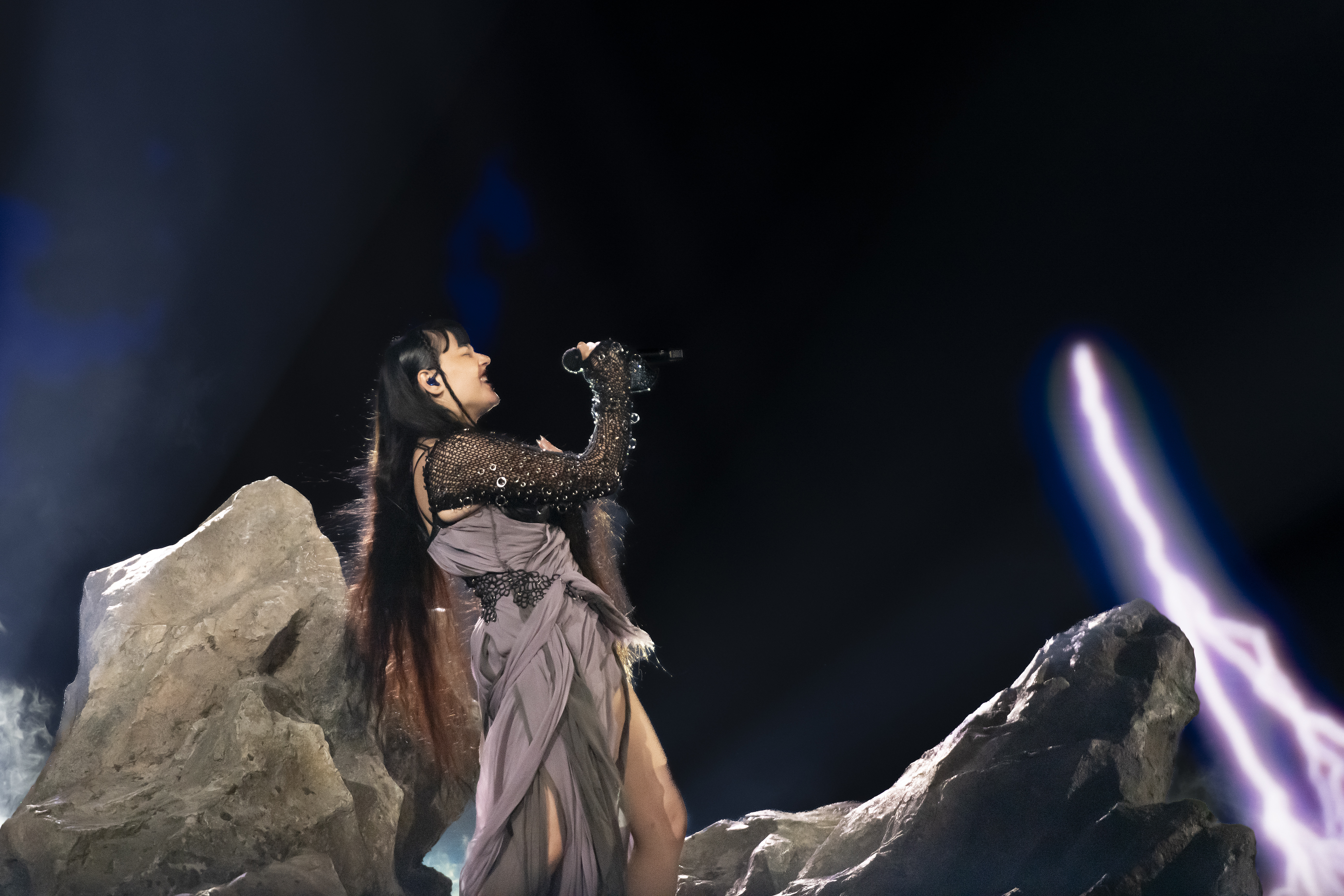
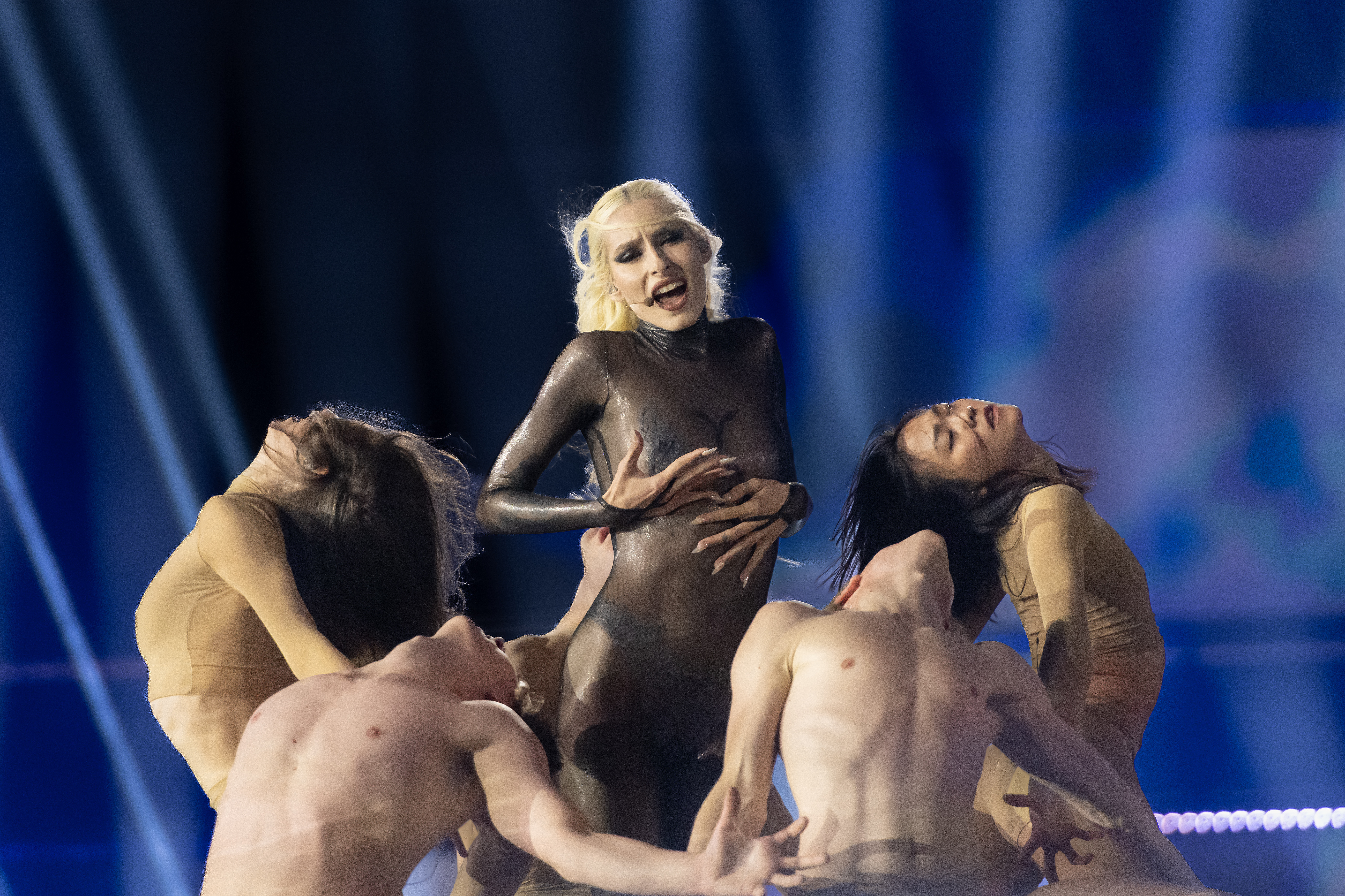
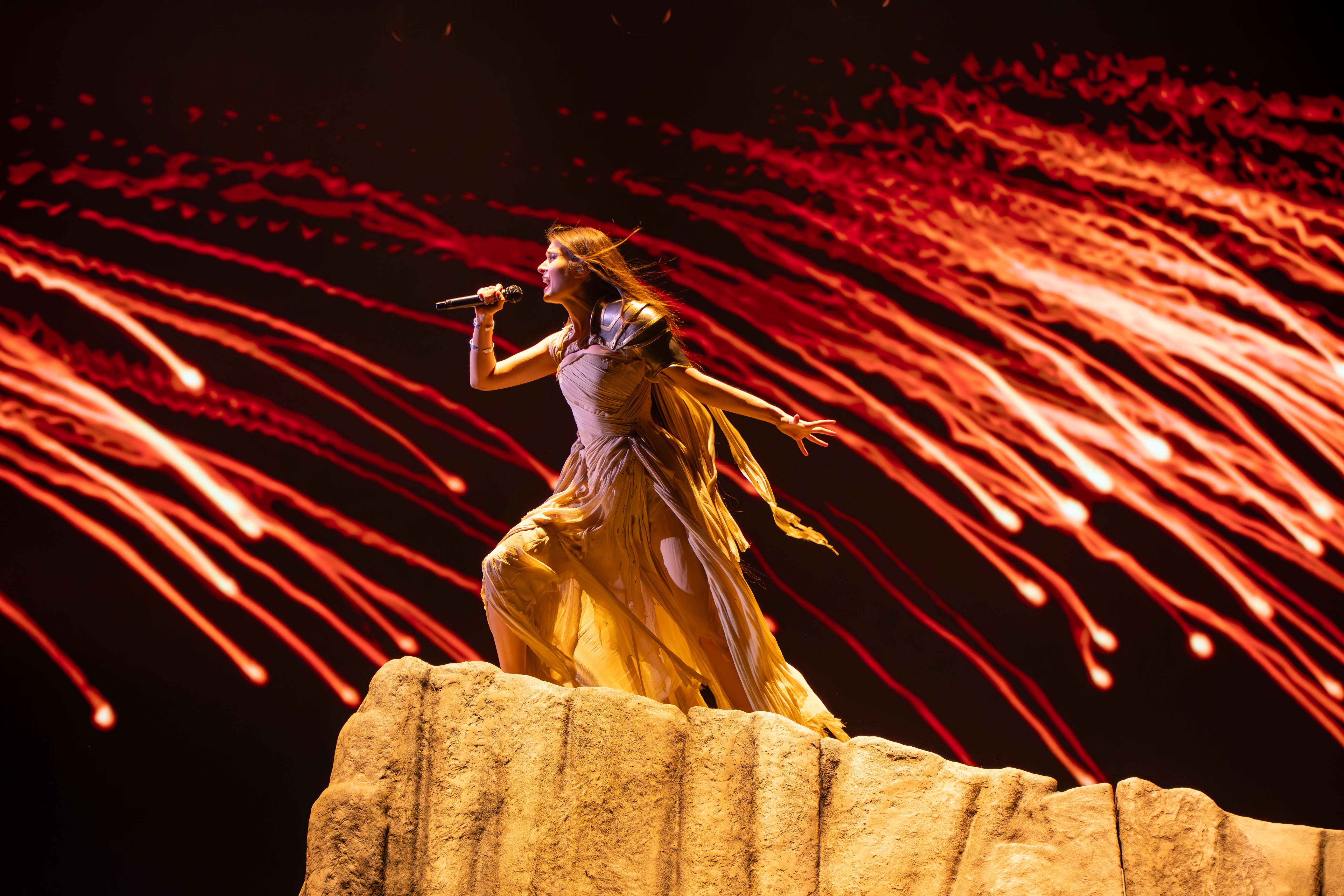
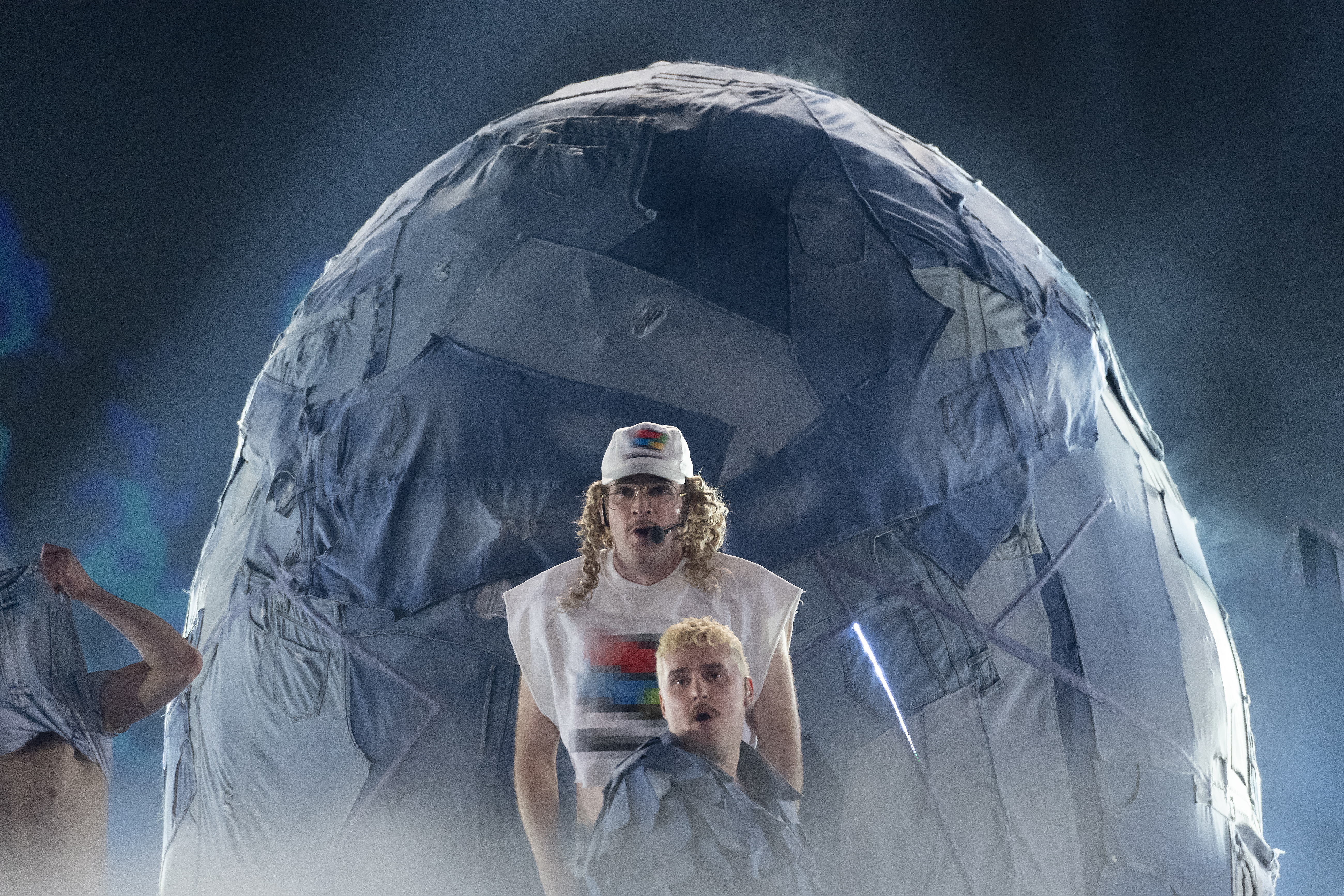
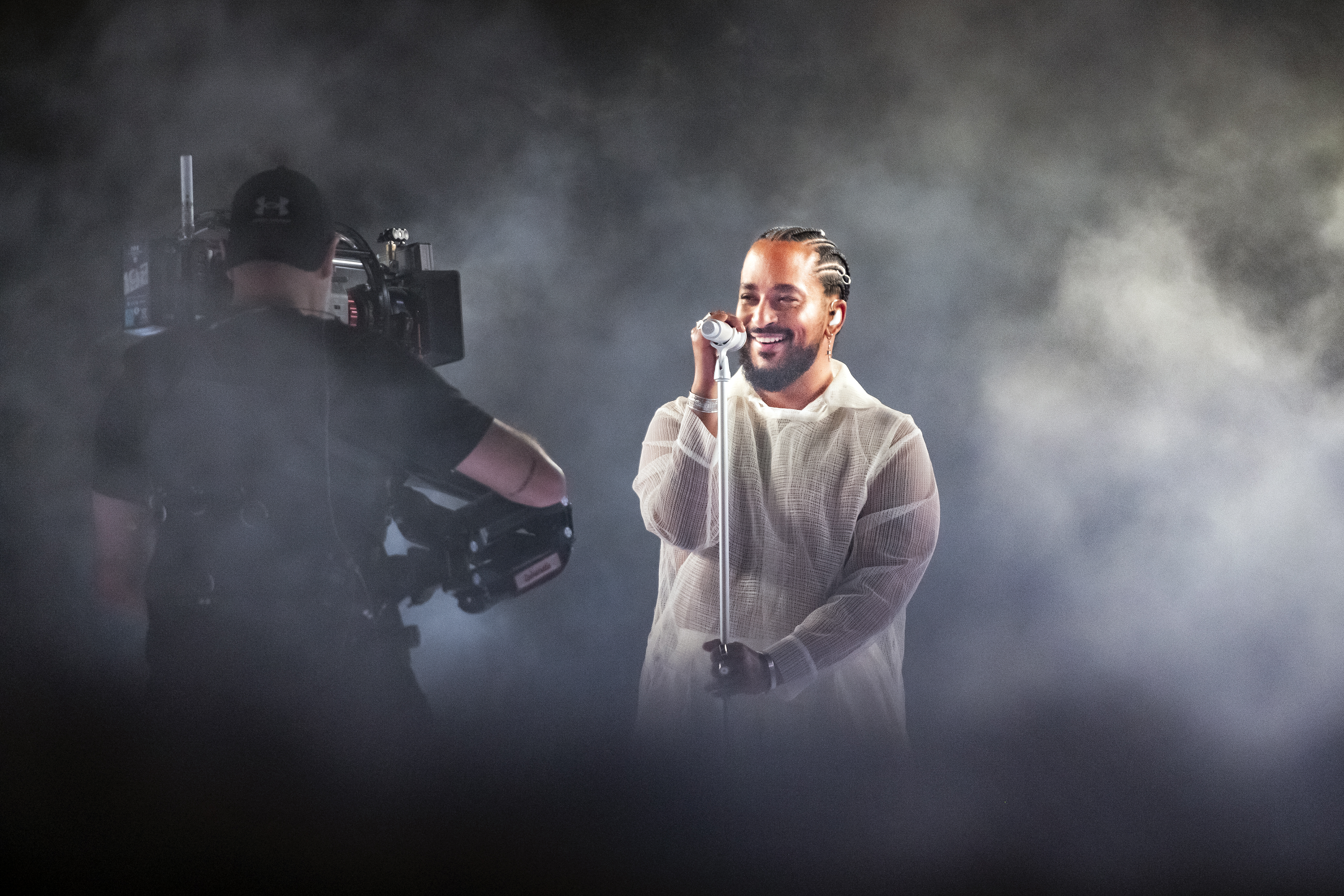
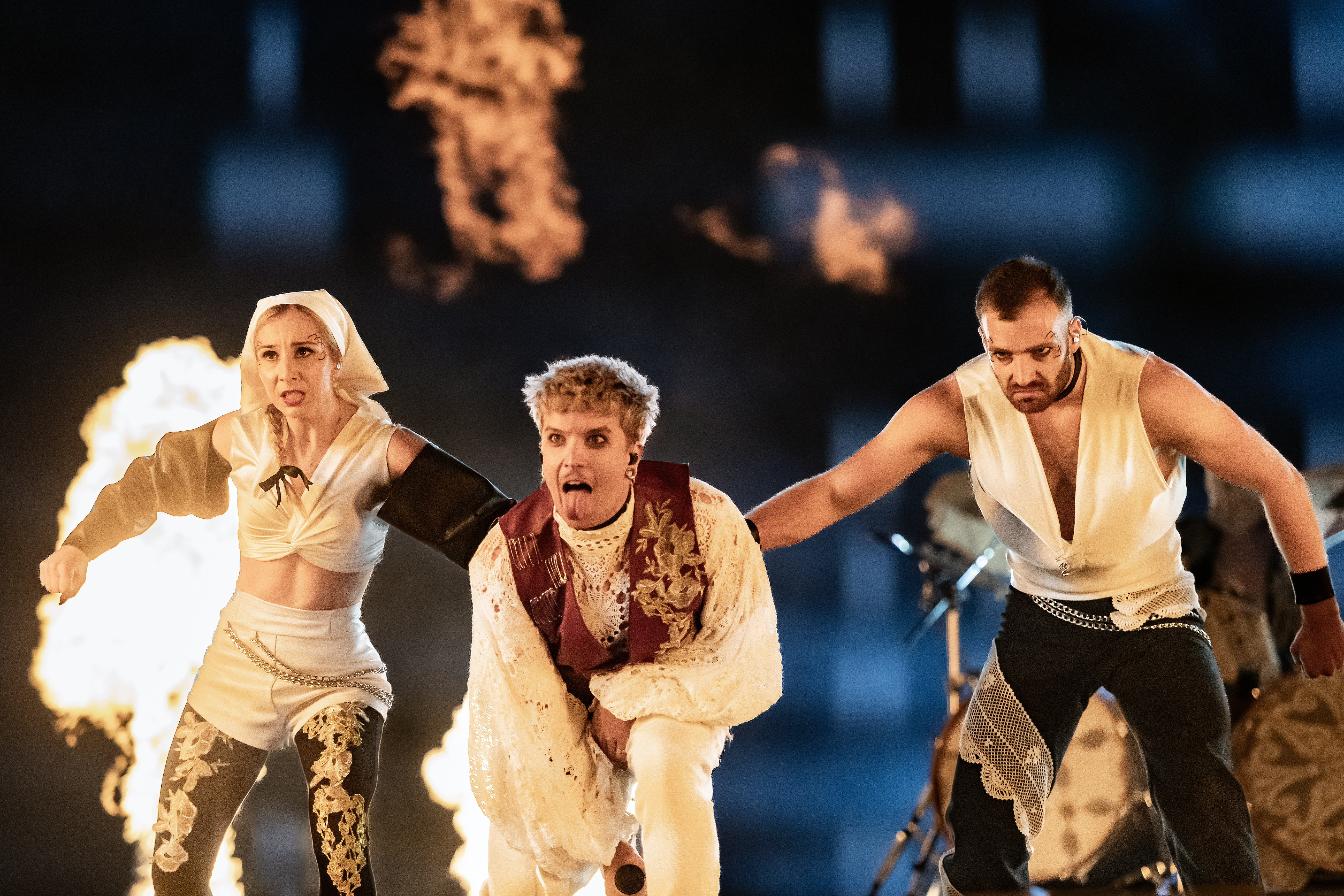
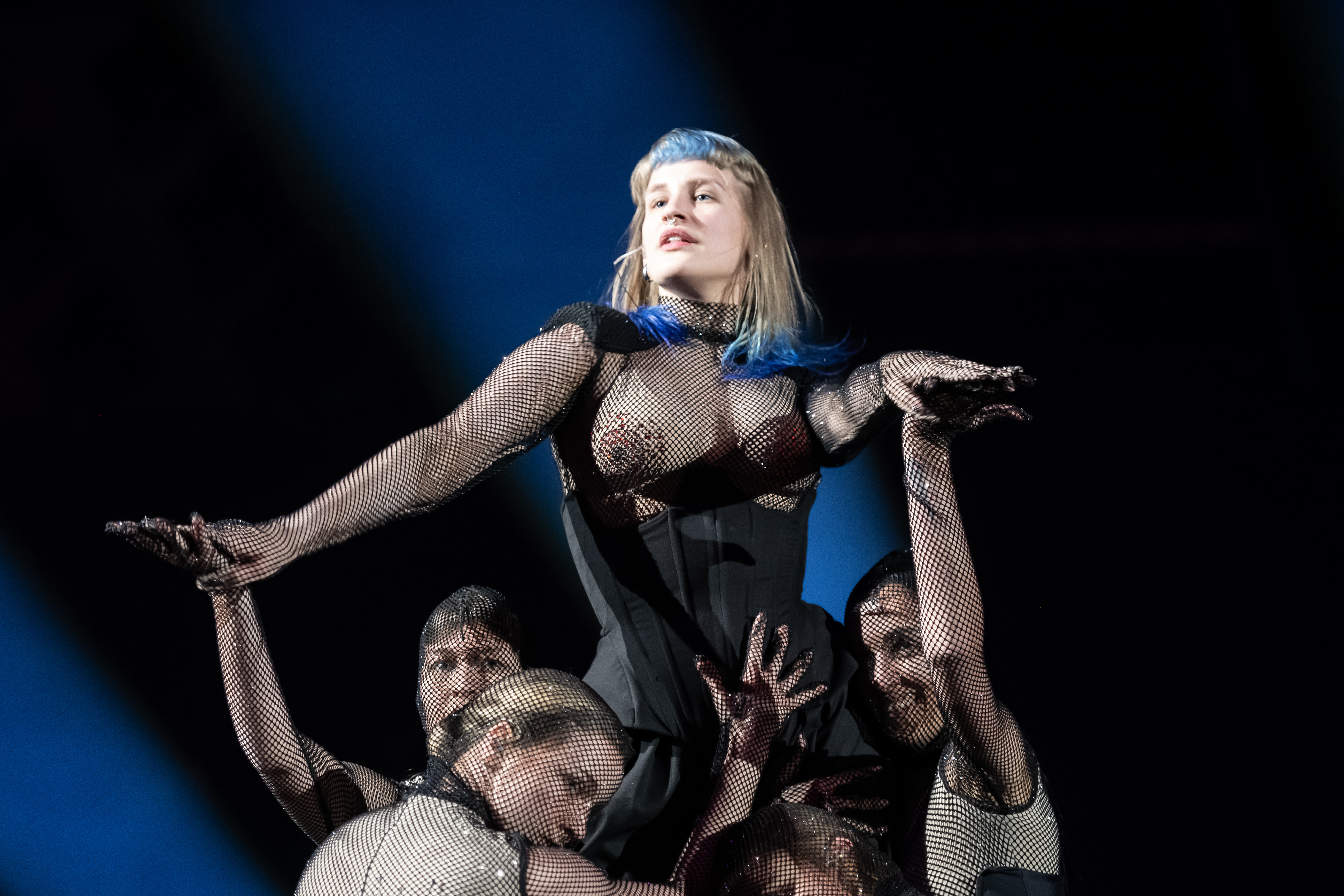
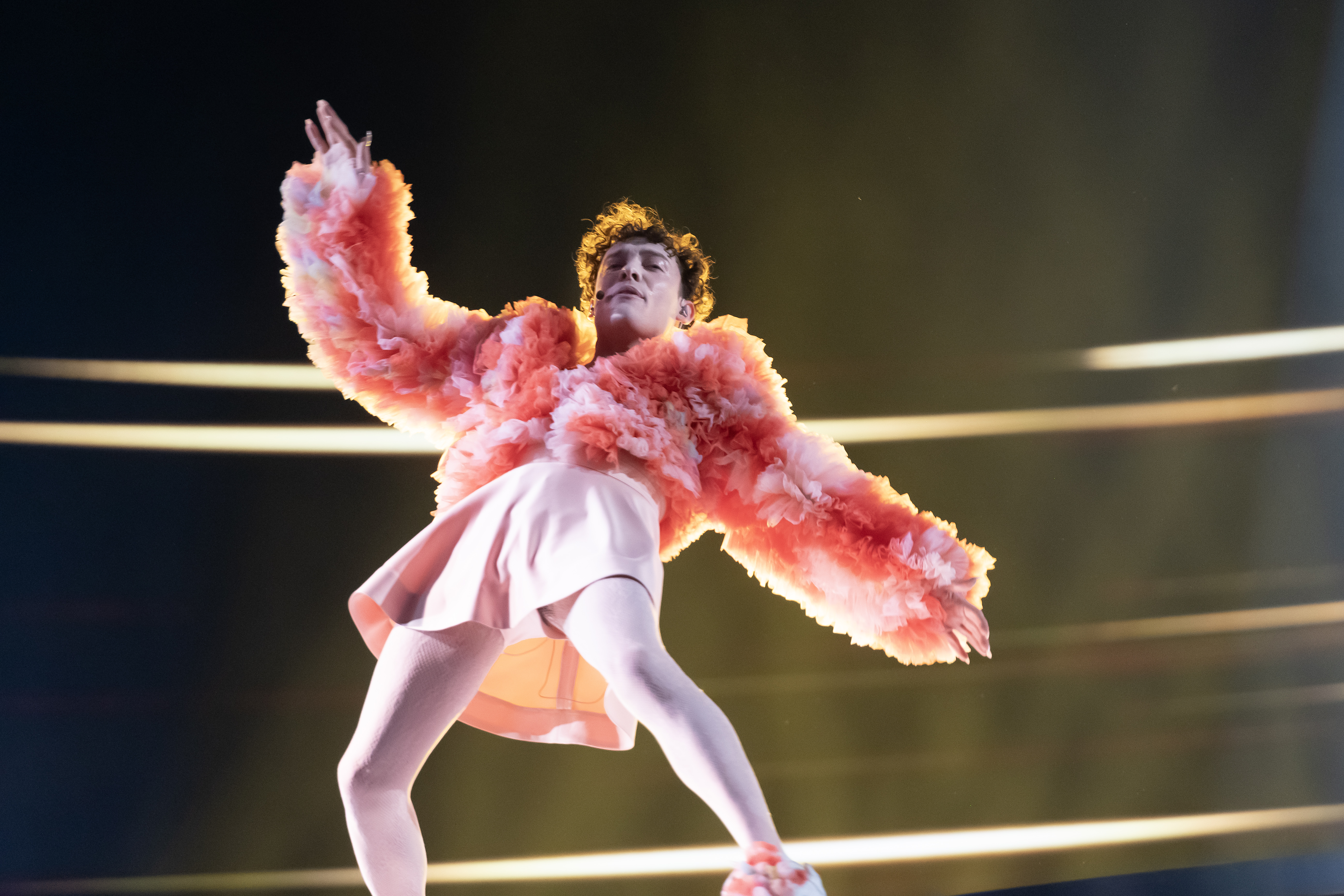
'
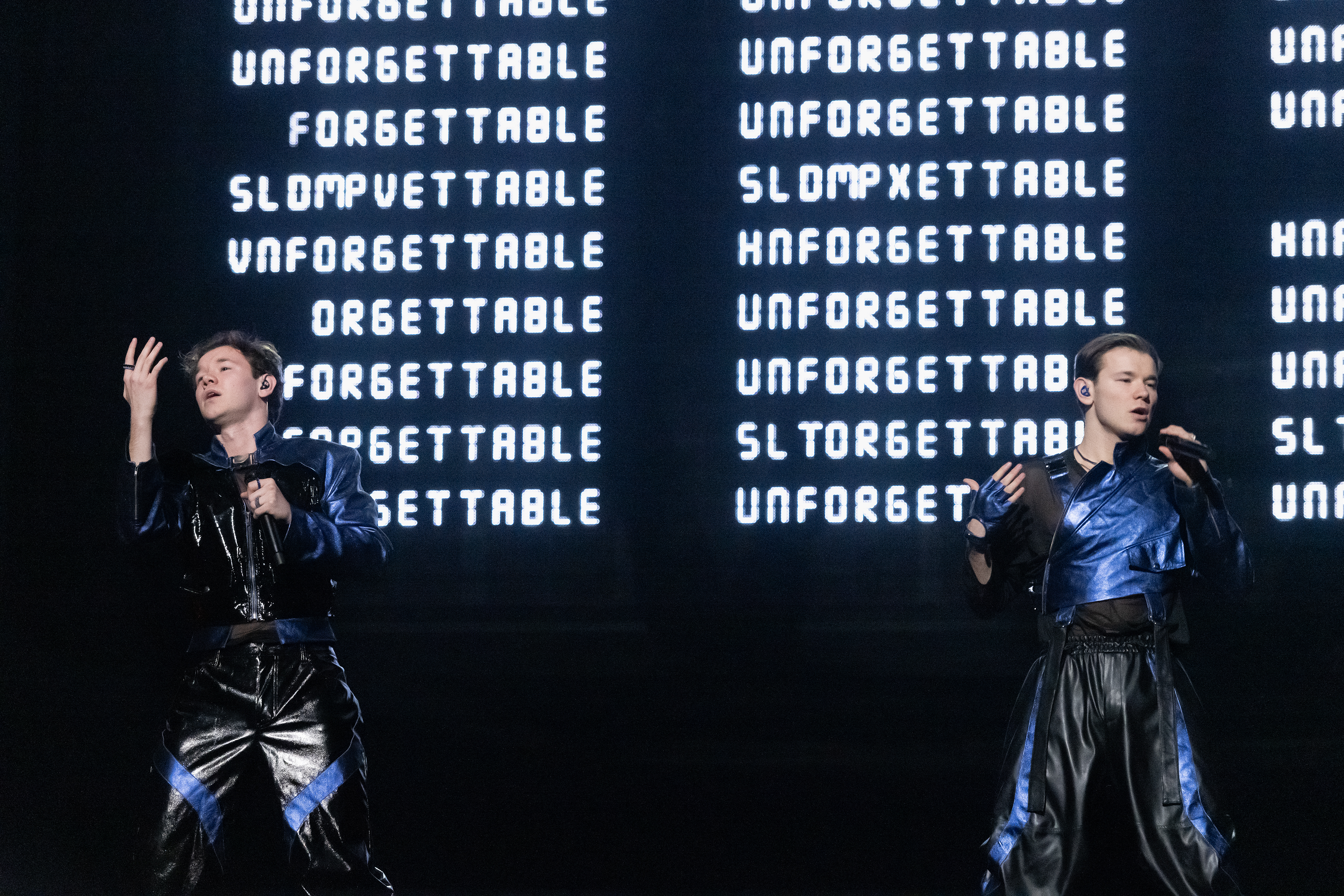

- Австралія
- Австрія
- Азербайджан
- Албанія
- Бельгія
- Велика Британія
- Вірменія
- Греція
- Грузія
- Данія
- Естонія
- Ізраїль
- Ірландія
- Ісландія
- Іспанія
- Італія
- Кіпр
- Латвія
- Литва
- Люксембург
- Мальта
- Молдова
- Нідерланди
- Німеччина
- Норвегія
- Польща
- Португалія
- Сан-Марино
- Сербія
- Словенія
- Україна
- Фінляндія
- Франція
- Хорватія
- Чехія
- Швейцарія
- Швеція

## Перегляди
Дані про кількість переглядів Євробачення 2024 враховують офіційні показники європейських телеканалів.
| Країна          | Фінал     | Півфінали | Півфінали |
| Країна          | Фінал     | 1         | 2         |
| --------------- | --------- | --------- | --------- |
| Австралія       | 1 435 000 | –         | –         |
| Австрія         | 1 200 000 | 381 000   | 600 400   |
| Бельгія         | 1 175 589 | 771 106   | 1 350 975 |
| Велика Британія | 7 600 000 | 1 858 700 | 1 760 000 |
| Данія           | –         | 361 019   | 672 938   |
| Естонія         | 499 000   | 499 000   | 499 000   |
| Ірландія        | 685 000   | –         | –         |
| Іспанія         | 4 886 000 | 722 000   | 1 285 000 |
| Італія          | 5 341 000 | 1 912 000 | 2 817 000 |
| Нідерланди      | –         | 1 462 000 | 2 984 000 |
| Німеччина       | 7 980 000 | 680 000   | 660 000   |
| Норвегія        | 1 400 000 | –         | –         |
| Португалія      | 924 500   | 660 700   | 183 400   |
| Словенія        | 271 200   | 161 100   | 97 600    |
| Україна         | 800 000   | 529 000   | –         |
| Хорватія        | 1 225 000 | 979 147   | –         |
| Фінляндія       | 1 200 000 | 717 000   | –         |
| Франція         | 5 400 000 | –         | –         |
| Швейцарія       | 614 000   | 162 000   | 472 000   |
| Швеція          | 2 310 000 | 1 081 000 | 1 358 000 |

## Інші країни

### Активні члени ЄМС
- Андорра — контент-менеджер RTVA, Дані Ортола, зазначив, що наразі участь у конкурсі не входить у плани мовника. Ортола прокоментував, що «попри те, що ми є частиною ЄМС, ми не плануємо брати участь у Пісенному конкурсі Євробачення в короткостроковій або середньостроковій перспективі»[97]. Андорра не брала участі в Євробаченні з 2009 року. Однак, Сюзанна Георгі[en], остання представниця країни на конкурсі заявила, що: «Попереднє виправдання полягало в тому, що не було грошей, я вже знайшла гроші, і я думаю, що з кожним днем ми все ближче до цього (участі у конкурсі)»[98].
- Болгарія — 12 травня 2023 року болгарський мовник BNT підтвердив у Twitter неучасть країни в усіх заходах Євробачення 2024 року[99].
- Боснія і Герцеговина — BHRT, національний мовник Боснії та Герцеговини, заявив, що країна не повернеться на Євробачення у 2024 році[100]. Причина їхньої неучасті та сама, що й у попередні роки — складна економічна та фінансова ситуація мовника, яка не дозволяє брати участь у подіях Євробачення[100].
- Монако — 22 листопада 2021 року було повідомлено, що частина державного бюджету Монако зарезервована для участі в конкурсі 2023 року. Оскільки монегаський мовник TMC раніше вийшов з ЄМС, спершу потрібен був новий мовник, про створення якого було підтверджено 29 грудня 2022 року. Новий мовник мав вийти під назвою Monte-Carlo Riviera TV, а його запуск очікувався у вересні 2022[101]. Однак пізніше запуск каналу було відкладено до 2023[102], а країна підтвердила відмову від участі у 2023 році[103]. 15 квітня 2023 була оголошена нова дата запуску каналу, який був перейменований у TVMonaco, а саме 1 вересня 2023 року, що залишало шанс для повернення країни у 2024 році[104]. 15 вересня 2023 було оголошено, що Монако не повернеться на конкурс у 2024, проте повернення країни в майбутньому все ще можливе[105].
- Північна Македонія — попри попереднє виділення коштів для участі в конкурсі 2024 року[106], країна зрештою не з'явилася в офіційному списку учасників; мовник MRT уточнив, що це пов'язано з рішенням зосередитися на святкуванні 80-річчя та 60-річчя національного радіо та телебачення відповідно, але країна все ж має намір транслювати конкурс[107][108]. Востаннє Північна Македонія брала участь у Євробаченні у 2022 році.
- Румунія — 12 вересня 2023 року повідомлялося, що румунська телекомпанія TVR подала новий бюджетний план до Міністерства фінансів і що участь країни у 2024 році залежатиме від його затвердження[109]. 21 вересня 2023 року у TVR заявили, що ще не прийняли рішення щодо своєї участі в Євробаченні 2024[110]. Наприкінці жовтня 2023 року повідомлялося, що план схвалено і що Румунія, швидше за все, братиме участь у конкурсі[111]. Однак, це було частково спростовано 5 грудня 2023, коли було оголошено офіційний список країн-учасниць конкурсу до якого Румунія не потрапила, однак після його опублікування було заявлено, що переговори про участь Румунії на конкурс все ще ведуться. У підсумку країна відмовилася від участі у 2024 році.
- Словаччина — у червні 2023 року словацький мовник RTVS підтвердив, що наразі не планує брати участь у Євробаченні 2024[112]. Проте у серпні того ж року було повідомлено, що країна розглядає можливість повернення на конкурс у 2025 році. Керівниця відділу зв'язків з громадськістю та комунікацій словацької телекомпанії RTVS Зузана Вічелова прокоментувала: «Думаємо про участь у 2025 році»[113]. Цю заяву підтримав і генеральний директор RTVS Любош Маха, який обійняв посаду у 2022 році після зміни моделі фінансування словацького мовника. Зміни передбачають, що бюджет RTVS тепер прив'язаний до субсидій у розмірі 0,17 % словацького ВВП. Ця зміна у фінансуванні збільшила бюджет мовника на 46 млн євро на 2024 рік[113].
- Туреччина — у 2021 році Кемаль Киличдароглу, який згодом став одним із кандидатів від опозиції на загальних виборах у Туреччині 2023 року, заявив, що підтримує повернення країни до конкурсу[114]. Киличдароглу не переміг на виборах президента Туреччини, тому повернення країни на конкурс малоймовірне.
- Чорногорія — 3 жовтня 2023 року чорногорські ЗМІ повідомили, що країна другий рік поспіль не братиме участі у Євробаченні[115].

### Не є членами ЄМС
- Косово — генеральний директор RTK, Шкумбін Ахмеджекай, оголосив, що косовський мовник має намір подати заявку на членство в ЄМС наприкінці 2022 року. Косово хоче стати повноправним членом Європейської мовної спілки до кінця року, щоб мати можливість брати участь у Пісенному конкурсі Євробачення. Ахмеджекай зазначив, що зараз Косово може мати більше шансів приєднатися до Спілки після того, як у ній було призупинено членство Росії та Білорусі. Однак генеральний директор RTK також визнає, що існують значні перешкоди для цього, оскільки Косово не є членом Міжнародної спілки електрозв'язку, що є необхідною умовою для членства в ЄМС[116].
- Ліхтенштейн — 1 FL TV, національний мовник країни, підтвердив, що країна не братиме участь у 2024 році[117]. Мовником було зазначено, що навіть якби Ліхтенштейн захотів стати учасником Євробачення, країна спочатку зіткнулася б з перешкодою подачі заявки на членство в ЄМС. Оскільки членство додасть додаткових витрат на участь у конкурсі, особливо для такої маленької держави, як Ліхтенштейн, країна ще не приєдналася до сім'ї Євробачення. На початку 2010-х років Ліхтенштейн проявляв певний інтерес до участі в конкурсі. Петер Колбель, колишній директор телеканалу 1 FL, був захоплений участю Ліхтенштейну у Євробаченні, але плани щодо приєднання країни були зупинені після смерті Колбеля. Чинна директорка ліхтенштейнського мовника — Сандра Волдт — підтвердила у 2022 році, що вони більше не прагнуть приєднатися до ЄМС[117].
- Фарерські острови — Фарерські острови мають намір потрапити на Пісенний конкурс Євробачення. Фарерська національна телекомпанія KvF планує подати заявку на членство в ЄМС до літньої перерви. Це членство є обов'язковою умовою для участі в «Євробаченні». «Наша кінцева мета з цим — незалежна участь Фарерських островів у конкурсі», — каже генеральний директор KvF. «Членство в ЄМС — це перший крок. Якщо нам це вдасться, наша наступна мета — Євробачення. Наразі цей конкурс призначений тільки для незалежних держав, але, можливо, ми зможемо спочатку отримати якесь асоційоване членство, а потім брати участь. Наступної весни я очікую, що в нас буде набагато чіткіше уявлення про наші шанси». Слід зазначити, що у 2023 році Данію представляв Reiley, який народився на Фарерських островах[118].

## Мовники, коментатори та речники

### Речники
- Австрія — Філіпп Ганса[en][119]
- Азербайджан — Айсель Теймурзаде[120]
- Албанія — Андрі Джагу[en][121]
- Бельгія — Лівія Душкофф[122]
- Велика Британія — Джоанна Ламлі[123]
- Греція — Єлена Папарізу[124]
- Грузія — Софо Халваші[125]
- Данія — Стефані Сурруг[da][126]
- Ізраїль — Мая Алколюмбара[he][127]
- Ірландія — Пол Геррінгтон[en][128]
- Ісландія — Фрідрік Омар[en][129]
- Іспанія — Сорая Арнелас[130]
- Італія — Маріо Акампа[it][131]
- Кіпр — Лукас Гамацос[132]
- Люксембург — Дезіре Носбуш[133]
- Мальта — Matt Blxck[134]
- Нідерланди — Ніккі де Ягер[135]
- Німеччина — Іна Мюллер[en][136]
- Польща — Вікі Габор[137]
- Словенія — Лорелла Флего[en][138]
- Україна — Джамала[139]
- Фінляндія — Käärijä[140]
- Франція — Наташа Сен-П'єр[de][141]
- Швейцарія — Дженніфер Боссард[de][142]
- Швеція — Франс[143]

### Мовники
Усі учасники мовлення можуть вибрати місцевих або запрошених коментаторів, які надаватимуть інформацію про перебіг шоу, учасників, голосування місцевій аудиторії. Хоча мовники повинні транслювати щонайменше півфінал, за який вони голосують, і фінал, більшість транслюють усі три шоу з різними програмними планами. Подібним чином деякі мовники, країни яких не беруть участі, все ще можуть транслювати конкурс.
| Країна                      | Мовник             | Канал              | Шоу             | Коментатор(и)                                                                                           |
| Країни-учасниці             | Країни-учасниці    | Країни-учасниці    | Країни-учасниці | Країни-учасниці                                                                                         |
| --------------------------- | ------------------ | ------------------ | --------------- | --- |
| Австралія                   | SBS                | SBS                | Усі             | Міф Воргерст Джоел Крізі                                                                                |
| Австралія                   | SBS                | SBS On Demand      | Усі             | Міф Воргерст Джоел Крізі                                                                                |
| Австрія                     | ORF                | ORF 1              | Усі             | Анді Кнолл                                                                                              |
| Австрія                     | ORF                | FM4                | Фінал           | Ян Бемерманн Оллі Шульц                                                                                 |
| Азербайджан                 | İTV                | İTV                | Усі             | Нурлана Джафарова                                                                                       |
| Албанія                     | RTSH               | RTSH 1             | Усі             | Андрі Джагу                                                                                             |
| Албанія                     | RTSH               | RTSH Muzikë        | Усі             | Андрі Джагу                                                                                             |
| Албанія                     | RTSH               | Radio Tirana       | Усі             | Андрі Джагу                                                                                             |
| Велика Британія             | BBC                | BBC One            | Фінал           | Визначиться пізніше                                                                                     |
| Велика Британія             | BBC                | BBC One            | Півфінали       | Скотт Міллс Райлан Кларк                                                                                |
| Велика Британія             | BBC                | BBC Radio 2        | Фінал           | Скотт Міллс Райлан Кларк                                                                                |
| Велика Британія             | BBC                | BBC iPlayer        | Півфінали       | Скотт Міллс Райлан Кларк                                                                                |
| Велика Британія             | BBC                | BBC iPlayer        | Фінал           | Визначиться пізніше                                                                                     |
| Бельгія                     | RTBF               | Tipik              | ПФ1             | Морін Луїс (фр.) Жан-Луї Лагає (фр.)                                                                    |
| Бельгія                     | RTBF               | La Une             | ПФ2, фінал      | Морін Луїс (фр.) Жан-Луї Лагає (фр.)                                                                    |
| Бельгія                     | RTBF               | Auvio              | Усі             | Морін Луїс (фр.) Жан-Луї Лагає (фр.)                                                                    |
| Бельгія                     | VRT                | VRT 1              | Усі             | Петер Ван де Вейре (нід.)                                                                               |
| Бельгія                     | VRT                | VRT MAX            | Усі             | Петер Ван де Вейре (нід.)                                                                               |
| Бельгія                     | VRT                | Radio2             | Фінал           | Петер Ван де Вейре (нід.)                                                                               |
| Вірменія                    | AMPTV              | Armenia 1          | Усі             | Грачухі Утмазян, Севак Акопян                                                                           |
| Греція                      | ERT                | ERT1               | Усі             | Танасіс Алеврас Джером Калюта                                                                           |
| Греція                      | ERT                | ERA 2              | Усі             | Дімітріс Мейданіс                                                                                       |
| Грузія                      | GPB                | 1TV                | Усі             | Ніка Лобіладзе                                                                                          |
| Данія                       | DR                 | DR1                | Усі             | Оле Тепгольм                                                                                            |
| Данія                       | DR                 | DR TV              | Усі             | Оле Тепгольм                                                                                            |
| Естонія                     | ERR                | ETV                | Усі             | Марко Рейкоп(ест.) Алєксандр Хоботов, Юлія Калєнда (рос.) Жестова мова: різні перекладачі               |
| Естонія                     | ERR                | ETV+               | Усі             | Марко Рейкоп(ест.) Алєксандр Хоботов, Юлія Калєнда (рос.) Жестова мова: різні перекладачі               |
| Естонія                     | ERR                | ETV2               | Усі             | Марко Рейкоп(ест.) Алєксандр Хоботов, Юлія Калєнда (рос.) Жестова мова: різні перекладачі               |
| Ізраїль                     | IPBC               | Kan 11             | Півфінали       | Асаф Ліберман Аківа Новік Йоав Цафір (лише у фіналі)                                                    |
| Ізраїль                     | IPBC               | Kan 8              | Фінал           | Асаф Ліберман Аківа Новік Йоав Цафір (лише у фіналі)                                                    |
| Ізраїль                     | IPBC               | Kan Tarbut         | Фінал           | – |
| Ізраїль                     | IPBC               | Kan Bet            | Фінал           | – |
| Ісландія                    | RÚV                | RÚV                | Усі             | Ґунна Діс Емільсдоттір                                                                                  |
| Ісландія                    | RÚV                | Rás 2              | ПФ1, фінал      | Ґунна Діс Емільсдоттір                                                                                  |
| Ісландія                    | RÚV                | RÚV 2              | Усі             | Жестова мова: різні перекладачі                                                                         |
| Ірландія                    | RTÉ                | RTÉ One            | ПФ1, фінал      | Марті Вілан                                                                                             |
| Ірландія                    | RTÉ                | RTÉ2               | ПФ2             | Марті Вілан                                                                                             |
| Ірландія                    | RTÉ                | RTÉ 2fm            | ПФ1, фінал      | Збишек Залінскі, Ніл Доерті                                                                             |
| Іспанія                     | RTVE               | La 2               | ПФ 1            | Джулія Варела, Тоні Агілар (ісп.)                                                                       |
| Іспанія                     | RTVE               | La 1               | ПФ2, фінал      | Джулія Варела, Тоні Агілар (ісп.)                                                                       |
| Іспанія                     | RTVE               | RTVE Play          | Усі             | Джулія Варела, Тоні Агілар (ісп.)                                                                       |
| Іспанія                     | RTVE               | Ràdio 4            | Фінал           | Соня Урбано, Чаві Мартінез(кат.)                                                                        |
| Іспанія                     | RTVE               | RTVE Play          | Фінал           | Соня Урбано, Чаві Мартінез(кат.)                                                                        |
| Іспанія                     | RTVE               | La 1               | Фінал           | Соня Урбано, Чаві Мартінез(кат.)                                                                        |
| Іспанія                     | RTVE               | Radio Nacional     | Фінал           | Давід Асенсіо, Сара Калво, Анджела Фернандес, Луїс Мігель Монтес, Ману Мартін-Альбо                     |
| Італія                      | Rai                | Rai 2              | Півфінали       | Габріеле Корсі Мара Майонкі                                                                             |
| Італія                      | Rai                | Rai 1              | Фінал           | Габріеле Корсі Мара Майонкі                                                                             |
| Італія                      | Rai                | RaiPlay            | Усі             | Габріеле Корсі Мара Майонкі                                                                             |
| Італія                      | Rai                | Rai Radio 2        | Усі             | Ділетта Парланджелі Маттео Оссо                                                                         |
| Кіпр                        | CyBC               | RIK 1              | Усі             | Меліна Карагеоргіу Овіг Демірчян                                                                        |
| Кіпр                        | CyBC               | RIK Sat            | Усі             | Меліна Карагеоргіу Овіг Демірчян                                                                        |
| Кіпр                        | CyBC               | RIK Trito          | Усі             | – |
| Латвія                      | LTV                | LTV 1              | Усі             | Томс Гревінш, Лауріс Рейнікс (лише у фіналі)                                                            |
| Литва                       | LRT                | LRT TV             | Усі             | Рамунас Зільніс                                                                                         |
| Литва                       | LRT                | LRT Radijas        | Усі             | Рамунас Зільніс                                                                                         |
| Люксембург                  | RTL                | RTL                | Усі             | Рауль Рос, Роджер Саурфельд (люксемб.) Жером Дідело, Емма Соргато (фр.) Сара Тапп, Мередіт Мосс (англ.) |
| Люксембург                  | RTL                | RTL Today Radio    | Усі             | Рауль Рос, Роджер Саурфельд (люксемб.) Жером Дідело, Емма Соргато (фр.) Сара Тапп, Мередіт Мосс (англ.) |
| Люксембург                  | RTL                | RTL Radio          | Усі             | Рауль Рос, Роджер Саурфельд (люксемб.) Жером Дідело, Емма Соргато (фр.) Сара Тапп, Мередіт Мосс (англ.) |
| Люксембург                  | RTL                | RTL Infos          | ПФ1, фінал      | Рауль Рос, Роджер Саурфельд (люксемб.) Жером Дідело, Емма Соргато (фр.) Сара Тапп, Мередіт Мосс (англ.) |
| Мальта                      | PBS                | TVM                | Усі             | – |
| Молдова                     | TRM                | Молдова-1          | Усі             | Анжела Руденко                                                                                          |
| Молдова                     | TRM                | Радіо Молдова      | Усі             | Анжела Руденко                                                                                          |
| Нідерланди                  | NPO/AVROTROS       | NPO 1              | Усі             | Корнальд Маас Жаклін Говарт                                                                             |
| Нідерланди                  | NPO/AVROTROS       | BVN                | Усі             | Корнальд Маас Жаклін Говарт                                                                             |
| Нідерланди                  | NPO/AVROTROS       | NPO Radio 2        | Фінал           | Каролін Боргерс                                                                                         |
| Німеччина                   | ARD/NDR            | One                | Півфінали       | Торстен Шорн                                                                                            |
| Німеччина                   | ARD/NDR            | Das Erste          | Фінал           | Торстен Шорн                                                                                            |
| Німеччина                   | ARD/NDR            | ARD Mediathek      | Фінал           | Амелі Ернст, Макс Шпаллек                                                                               |
| Норвегія                    | NRK                | NRK1               | Усі             | Марте Стокстад                                                                                          |
| Норвегія                    | NRK                | NRK P1             | Фінал           | Йон Маріус Гіттебакк                                                                                    |
| Польща                      | TVP                | TVP1               | Усі             | Артур Ожех                                                                                              |
| Польща                      | TVP                | TVP Polonia        | Усі             | Артур Ожех                                                                                              |
| Сербія                      | RTS                | RTS1               | Усі             | Визначиться пізніше                                                                                     |
| Словенія                    | RTVSLO             | TV SLO 2           | ПФ1, фінал      | Мойка Мавец                                                                                             |
| Словенія                    | RTVSLO             | TV SLO 1           | ПФ2             | Мойка Мавец                                                                                             |
| Словенія                    | RTVSLO             | Val 202            | ПФ1, фінал      | Май Валерій                                                                                             |
| Україна                     | НСТУ               | Суспільне Культура | Усі             | Тімур Мірошніченко Жест.мова й адаптація: різні перекладачки                                            |
| Україна                     | НСТУ               | Радіо Промінь      | Усі             | Дмитро Захарченко, Леся Антипенко                                                                       |
| Хорватія                    | HRT                | HRT 1              | Усі             | Душко Чурлич                                                                                            |
| Хорватія                    | HRT                | Hrvatski radio     | Усі             | Златко Туркаль                                                                                          |
| Фінляндія                   | Yle                | Yle TV1            | Усі             | Мікко Сільвеннойнен (фін.)                                                                              |
| Фінляндія                   | Yle                | TV Finland         | Усі             | Єва Франц, Йоган Ліндроос (швед.)                                                                       |
| Фінляндія                   | Yle                | Yle X3M            | Усі             | Єва Франц, Йоган Ліндроос (швед.)                                                                       |
| Фінляндія                   | Yle                | Yle Radio Suomi    | Усі             | Тоні Лааксонен, Санна Пірккалайнен (фін.)                                                               |
| Фінляндія                   | Yle                | Yle Areena         | Усі             | Гель Гуовінен (інарі-саамі) Аслак Палтто (півн.саамі)                                                   |
| Фінляндія                   | Yle                | Yle Areena         | ПФ1, фінал      | Леван Твалтвадзе (рос.)                                                                                 |
| Франція                     | France Télévisions | Culturebox         | Півфінали       | Nicky Doll                                                                                              |
| Франція                     | France Télévisions | France 2           | Фінал           | Стефан Берн Лоренс Бокколіні                                                                            |
| Чехія                       | ČT                 | ČT2                | Усі             | Вашек Матейовський Патриція Фуксова Домініка Гашкова                                                    |
| Швейцарія                   | SRG SSR            | RSI La 2           | Півфінали       | Визначиться пізніше                                                                                     |
| Швейцарія                   | SRG SSR            | SRF zwei           | Півфінали       | Елліс Кавалліні Джиан-Андре Коста                                                                       |
| Швейцарія                   | SRG SSR            | RSI La 1           | Фінал           | Визначиться пізніше                                                                                     |
| Швейцарія                   | SRG SSR            | RTS 1              | Фінал           | Визначиться пізніше                                                                                     |
| Швейцарія                   | SRG SSR            | SRF 1              | Фінал           | Свен Епіней                                                                                             |
| Швеція                      | SVT                | SVT1               | Усі             | Тіна Мерафсон Едвард аф Сіллен                                                                          |
| Швеція                      | SVT                | SVT Play           | Усі             | Тіна Мерафсон Едвард аф Сіллен                                                                          |
| Країни, що не беруть участь |                    |                    |                 | |
| Косово                      | RTK                | RTK1               | Усі             | Агрон Краснічі, Егзона Рафуна                                                                           |
| Косово                      | RTK                | Radio Kosovo 2     | Усі             | Агрон Краснічі, Егзона Рафуна                                                                           |
| Північна Македонія          | MRT                | MRT 1              | Усі             | Александра Йовановська                                                                                  |
| Північна Македонія          | MRT                | Radio Skopje       | Усі             | Александра Йовановська                                                                                  |
| Чорногорія                  | RTCG               | TVCG 1             | Усі             | Визначиться пізніше                                                                                     |
| Чорногорія                  | RTCG               | Radio 98           | Усі             | Визначиться пізніше                                                                                     |
| Словаччина                  | RTVS               | Rádio FM           | Фінал           | Даніел Балаж, Луція Гаверлик Павол Губінак, Юрай Малічек                                                |
| США                         | NBC                | Peacock            | Усі             | Без коментаторів                                                                                        |